# Účes
Účes je způsob úpravy vlasů do určitého tvaru. Má značnou symbolickou funkci a patří k významným prvkům, kterým se člověk prezentuje ve svém okolí. Je ovlivněn módou, kulturním prostředím, společností. Změna účesu nebo jiná úprava vlasů může například vyjadřovat změnu sociálního statusu nebo identity.

## Historie účesů

### Starověk

#### Archeologické nálezy
archeologických nálezů v pohoří Altaje, starých asi dva a půl tisíce let se dochovaly zbytky dvou zrzavých a dlouhých copů. Podle vyobrazení na plstěném závěsu nosili muži z Pazyrycké kultury mohutné kníry. Jsou doloženy stopy po skalpování z jižní Sibiře. V rámci nálezů kultury MohendžoDaro byl vykopán dvouřadý hřeben ze slonoviny. Sochy kněží pocházející z této kultury měly „pečlivě pěstované“ plnovousy. Odtud přejala mnohé zvyky Indie. Indky si svazovaly dlouhé černé vlasy do copů nebo uzlů a barvily si je hennou.

#### Indie a jižní Asie
Panovníci i bohatí občané měli vlastní holiče, kteří pečovali o jejich vlasy. Původně mezi mužské účesy patřil střih „kudumi“. Mimo ovál na temeni, kde se vázaly uzly, které vysely do čela nebo na strany, byla oholená celá hlava. Národy jižní Asie a Indové přikládali úpravě vlasů značný symbolický význam. Pěstěné vlasy byly znakem osob dodržujících řád společnosti. Pečlivě učesáni chodili ženatí muži, sikhové nebo bráhmani. Také vdané ženy nosily účesy z upravených dlouhých vlasů. Rozpuštěné vlasy znamenaly výraz „neformálnosti“. Například zloděj dával najevo rozpuštěním vlasů, že se přiznává. Oholená hlava byla znakem odloučení od společnosti nebo iniciace. Vdovy oholením hlavy projevovaly smutek. V jihovýchodní Asii bývalo mnoho obřadů spojeno s oholením hlavy.
Menstruující ženy nebo vdovy o své vlasy nepečovaly. Zacuchanými vlasy a vousy až na zem byli známi poustevníci, kteří se vymezovali vůči společnosti. V Indii nedbali o své vlasy lesní poustevníci, staří lidé a političtí uprchlíci jako například „rekové“ z Rámájany. Delší vlasy byly znakem stoupenců sikhismu, kteří v šestnáctém a sedmnáctém století patřili k ozbrojeným odpůrcům vlády Mughalů. Podle svaté knihy z roku 1705 Ádigranth měli vždy mít „kes (dlouhé vlasy), kangha (hřeben), kripan (meč), kach (krátké kalhoty) a kara (ocelový náramek)“. Podle sociologa J. P. S. Uberoie znamenaly dlouhé vlasy a vousy sílu a hřeben kontrolu. Stříhání vlasů v této době patřilo mezi urážky boha. Před vstupem do svatyně si ženy i muži stříhali a holili vlasy, aby je obětovali bohu (butovi). Ještě v polovině dvacátého století byl tento rituál zachováván.

#### Čína
Hrobové figurky dynastie Šang z osmnáctého až jedenáctého století př. n. l. prezentovaly „tetování“ a čepicovité zástřihy mužů, kteří měli malý cop nad týlem. Vlasy na hlavách ženských postaviček dynastie Čou byly sčesané dozadu do jednoduchého účesu. Vlasy zdobily hřebeny nebo nefritové jehlice. Texty z tohoto období zaznamenaly značnou péči o vlasy. Zanedbané vlasy se opět stávaly projevem nemoci nebo zármutku.  

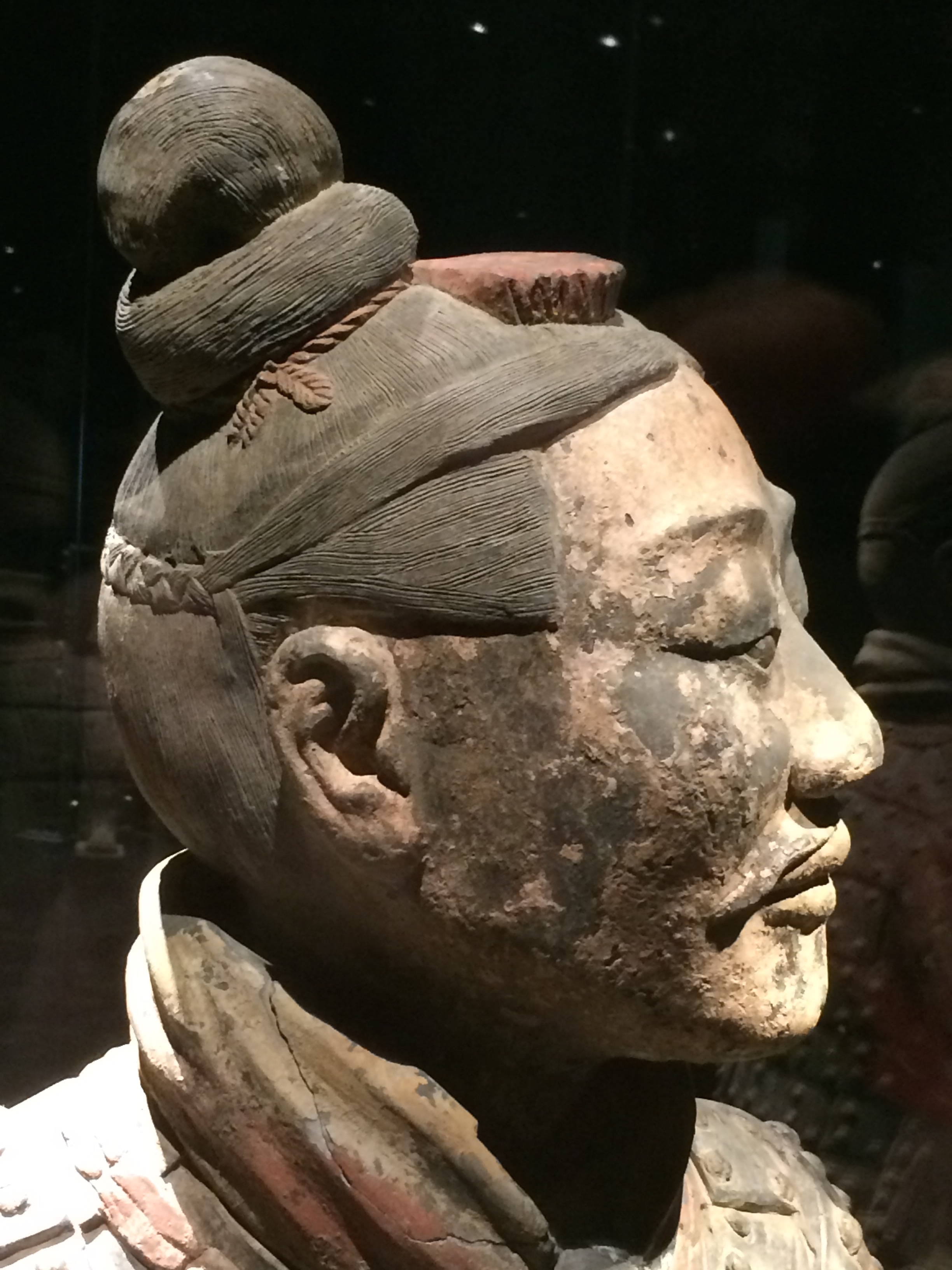
Hlava vojáka s typickým účesem

Číňané si nechávali růst dlouhé vlasy, které tvarovali do účesů. Nenosili je rozpuštěné. Jednoduché drdoly si česaly prosté ženy. Aristokratky nosily účesy zdobené korunkami, zvonečky nebo špendlíky. Používaly „voskující“ pomády a barvy. Během dynastie Chan nosily ženy uzly svázané v týle. Složité účesy držely pomocí roztoků z mízy stromů, kterými se vlasy potíraly. Nechyběly ani jehlice a šperky ve tvaru květin. Vlivní muži si potrpěli na krátkou bradku, knír nebo licousy. 
Podle ženských figurek z doby Jižní a Severní dynastie se stáčely prameny vlasů kolem uší. Muži nosili vlasy svázané do drdolu a překryté čapkou. Někteří si pěstovali knírky. Fresky na panovnických hrobkách říše Tchang představovaly ženy s vysokými vyčesanými uzly, podepřené hřebeny a jehlicemi, zdobené květinami z hedvábí nebo papíru, korunkami a zlatem. Muži z období říše Jüan měli oholené hlavy a dva prameny vlasů za ušima.  
Mandžuové založivší říši Čching posilovali vlastní identitu i povinným účesem. Pro porobené muže Chanů se stal potupou dlouhý cop a oholená přední část hlavy. Jejich ženy se česaly jednou týdně a nosily jednoduché uzly. Složité účesy nosily mandžuské ženy. Základ tvořily obdélníkové konstrukce ze dřeva nebo ratanu, na kterých byly obtočeny většinou falešné vlasy. Celou konstrukci držela dlouhá jehlice s třásněmi. Ženy Miaovů nosily „paruky“. Což byly chomáče vlasů předků, vyčnívající desítky centimetrů po stranách hlavy. Pro řadu generací bylo zvykem holit hlavu novorozeným dětem. 
Během devatenáctého století si Čína začala uvědomovat nutnost přiblížení se západním zvyklostem. Na počátku dvacátého století dočasný prezident Sunjatsen vydal dekret, který nakazoval změnu účesu do dvaceti dní. 

#### Japonsko
Sošky dogú období Džómon se vyznačovaly chocholovitými účesy. Sošky haniwa z období mohylových kultur představovaly již různé typy účesů. Japonci, známí množstvím černých rovných vlasů, nosili do sedmého až osmého století dlouhé vlasy rozdělené pěšinkou. U uší je měli stočené do velkých smyček (střih mizura pro muže). Ženy z vyšších společenských vrstev si upevňovaly vyčesané vlasy do uzlu na temeni. Běžná populace nosila vlasy rozpuštěné, než císař Temmu nařídil povinnost pro muže i ženy „česat se“.  
Svědectví o tvaru účesů se dochovala díky kronikám Kodžiki a Nihonšoki. Muži si vlasy vázali nad týlem do uzlu (sokuhacu) a přikrývali je čepicí. Také ženy se přizpůsobily a vázaly si lokny na temeni do tvaru květiny (hókei).  

Velkou péči věnovaly bohaté ženy vlasům během období Heian. Dlouhé rozpuštěné vlasy svazovaly papírovými stužkami. Účes se nazýval osuberakaši. Nosily se i paruky nebo příčesky. Muži si vázali uzly z vlasů na temeni hlavy. Samurajové a bojovníci si holili čelo, snad vzhledem k častému nošení helmic, aby se jim nepotila hlava. Ostatní vlasy si svazovali na zátylku. Během období Edo se běžně nosil uzel svázaný do tvaru „štětky“. Od sedmnáctého století se typickým účesem žen stal styl šimadamage. V mnoha variantách zůstal oblíben do dvacátého století.

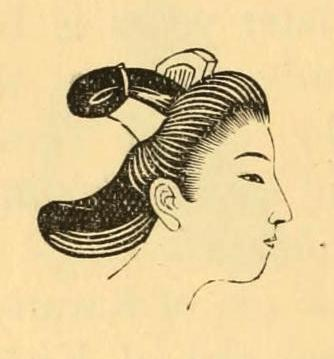
Účes šimadamage
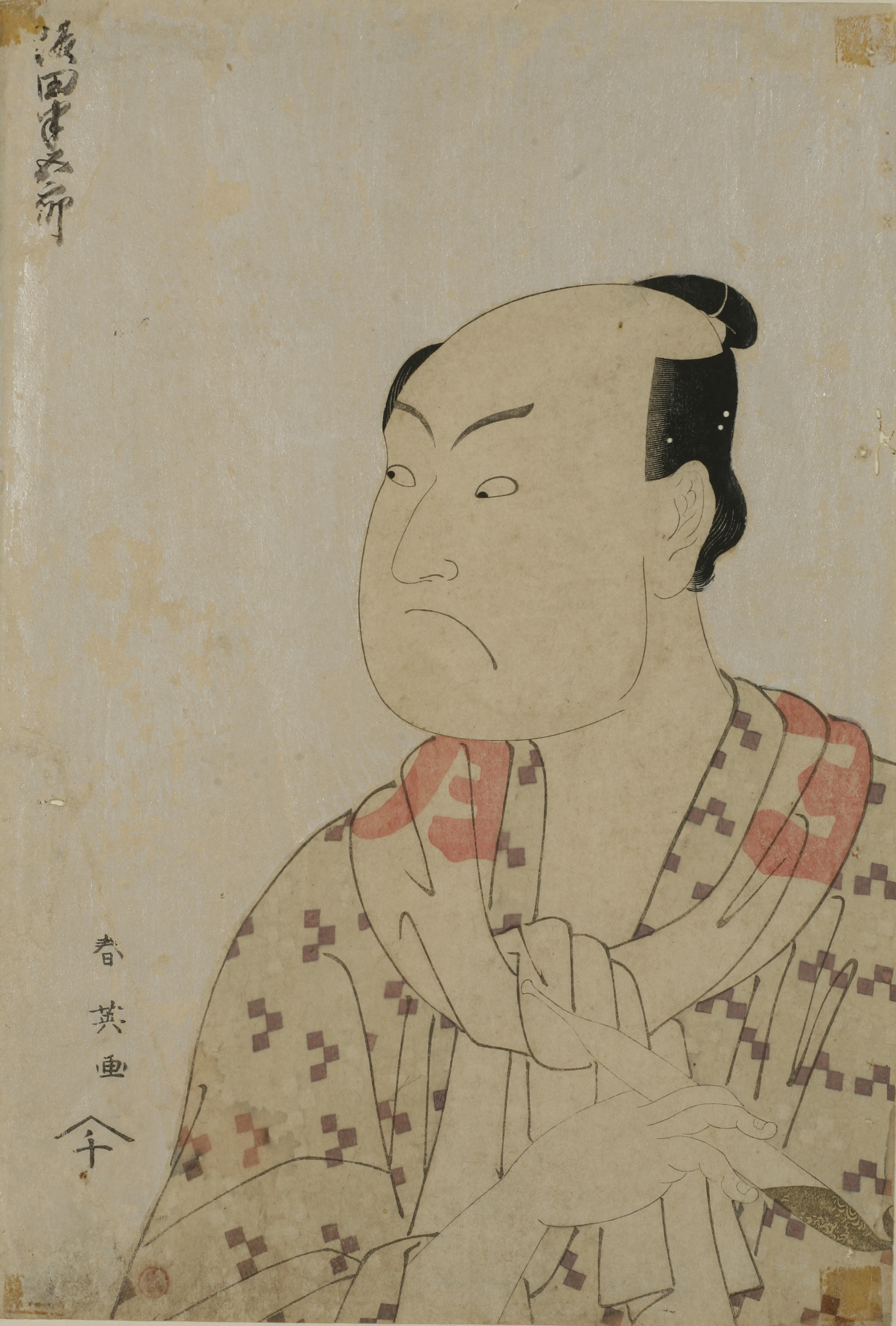
deskotisk – Šaraku Tóšúsai, 1794
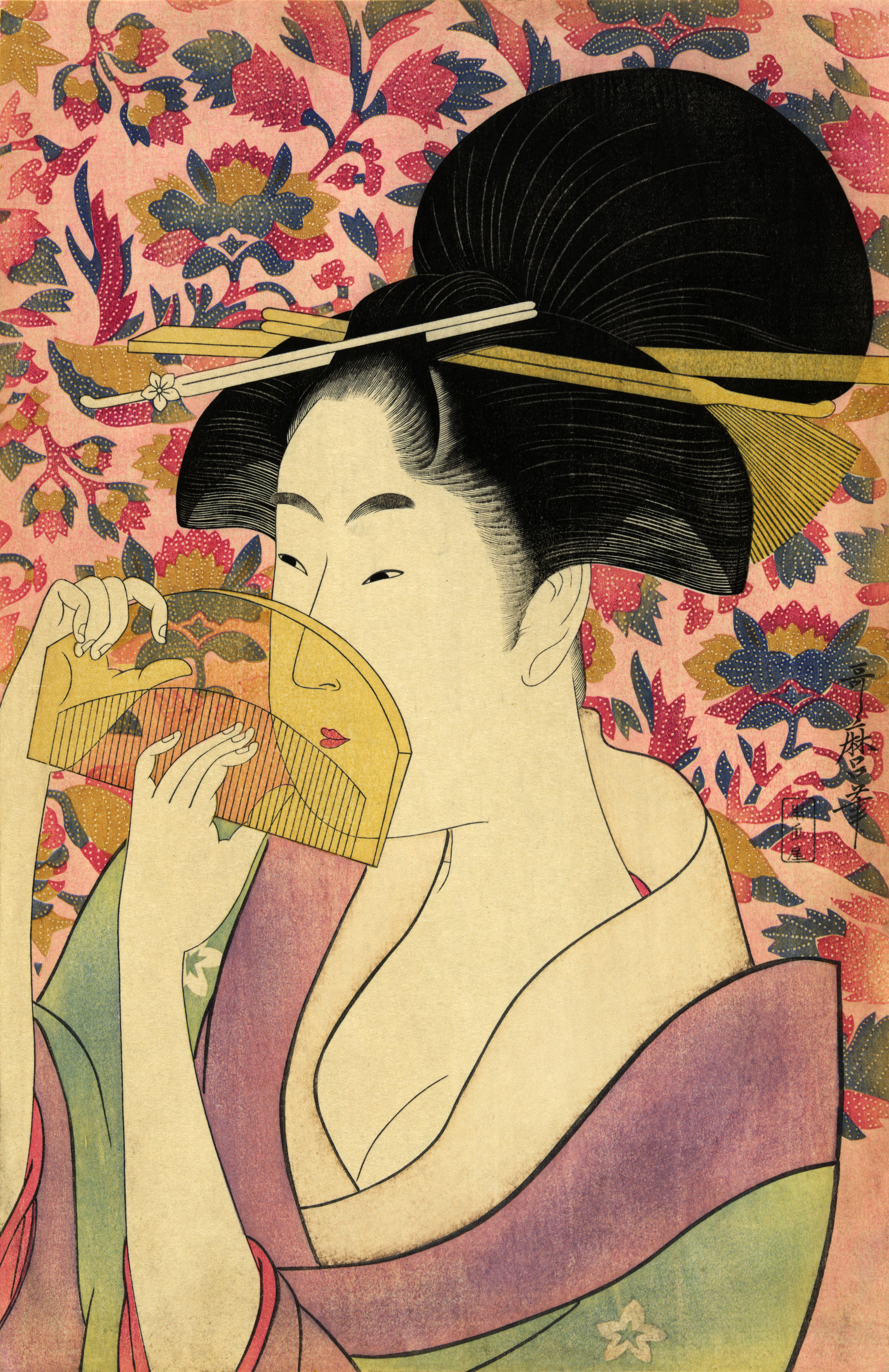
deskotisk – Utamaro Kitagawa, 1798
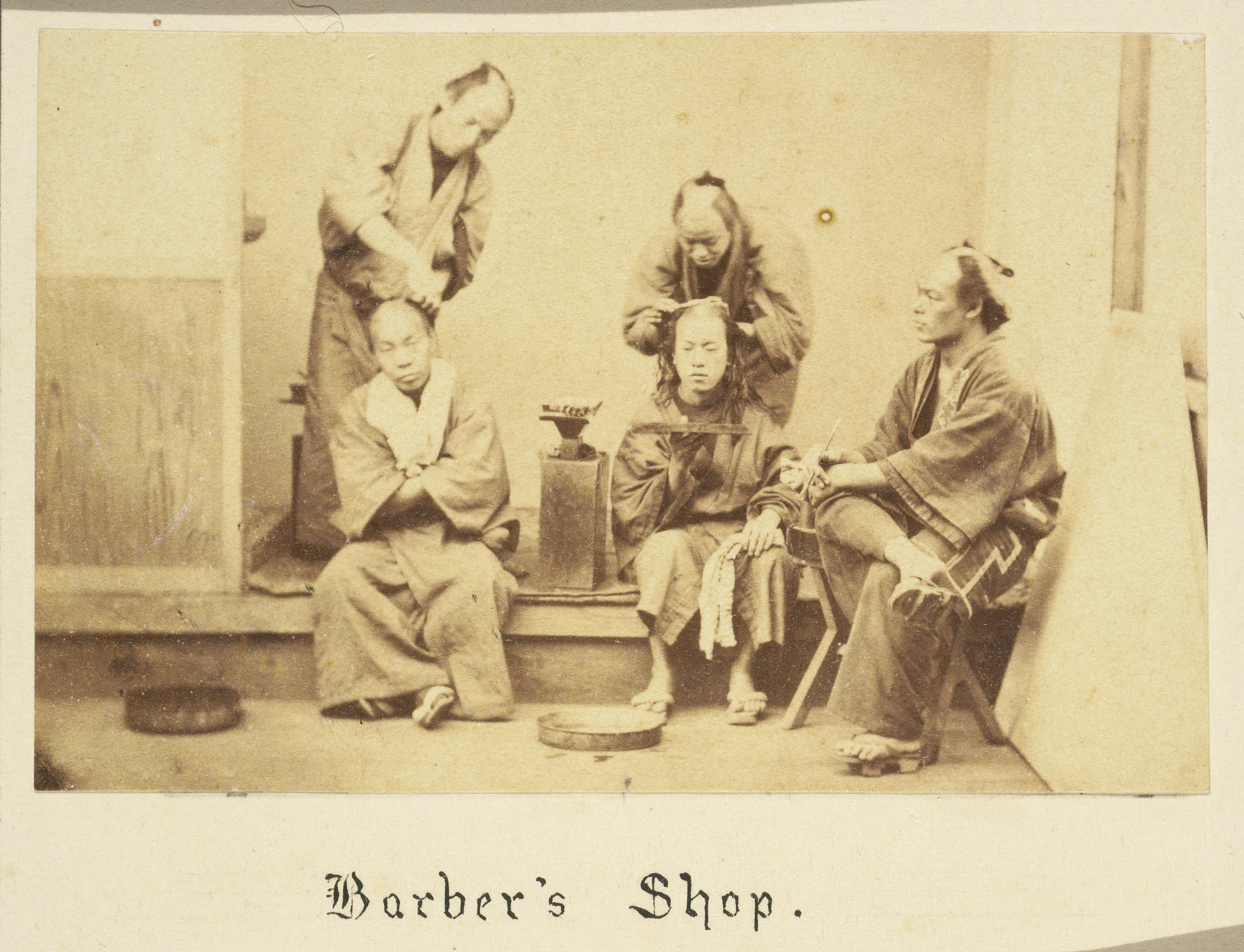
Pánské holičství, fotografie, (1867–1869)
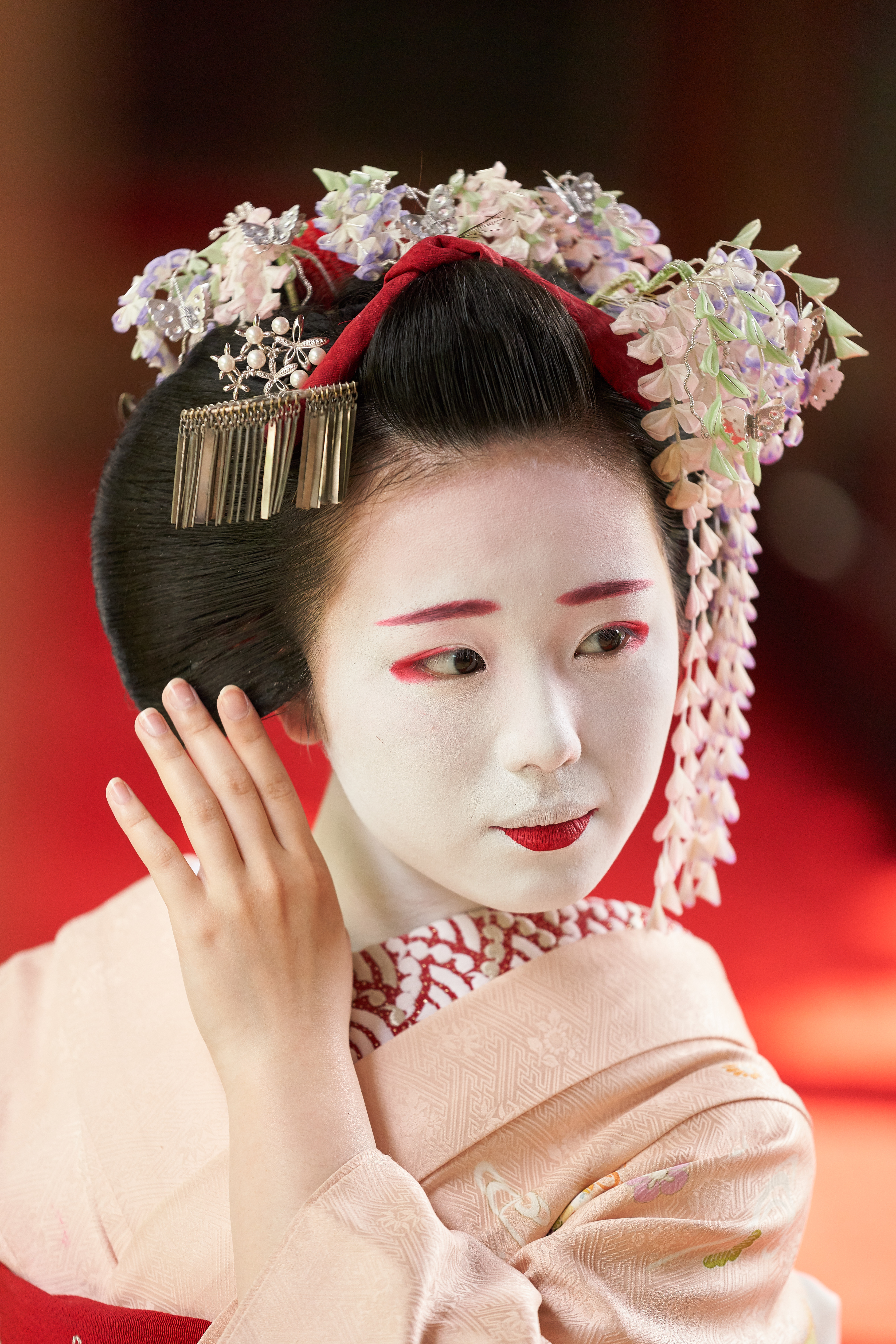
Účes zdobený hedvábnými květy
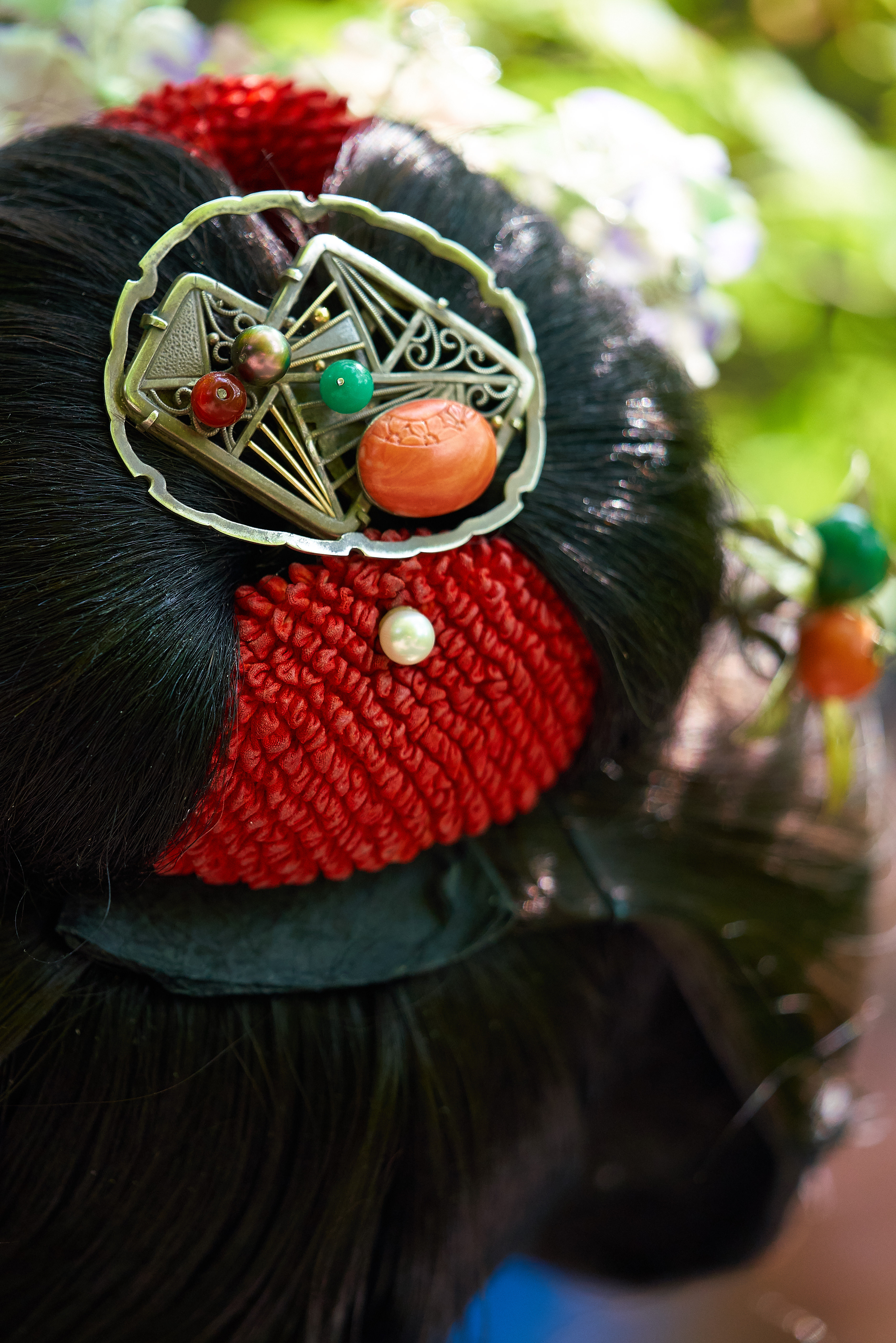
Stejný účes, pohled zezadu

#### Mezopotámie

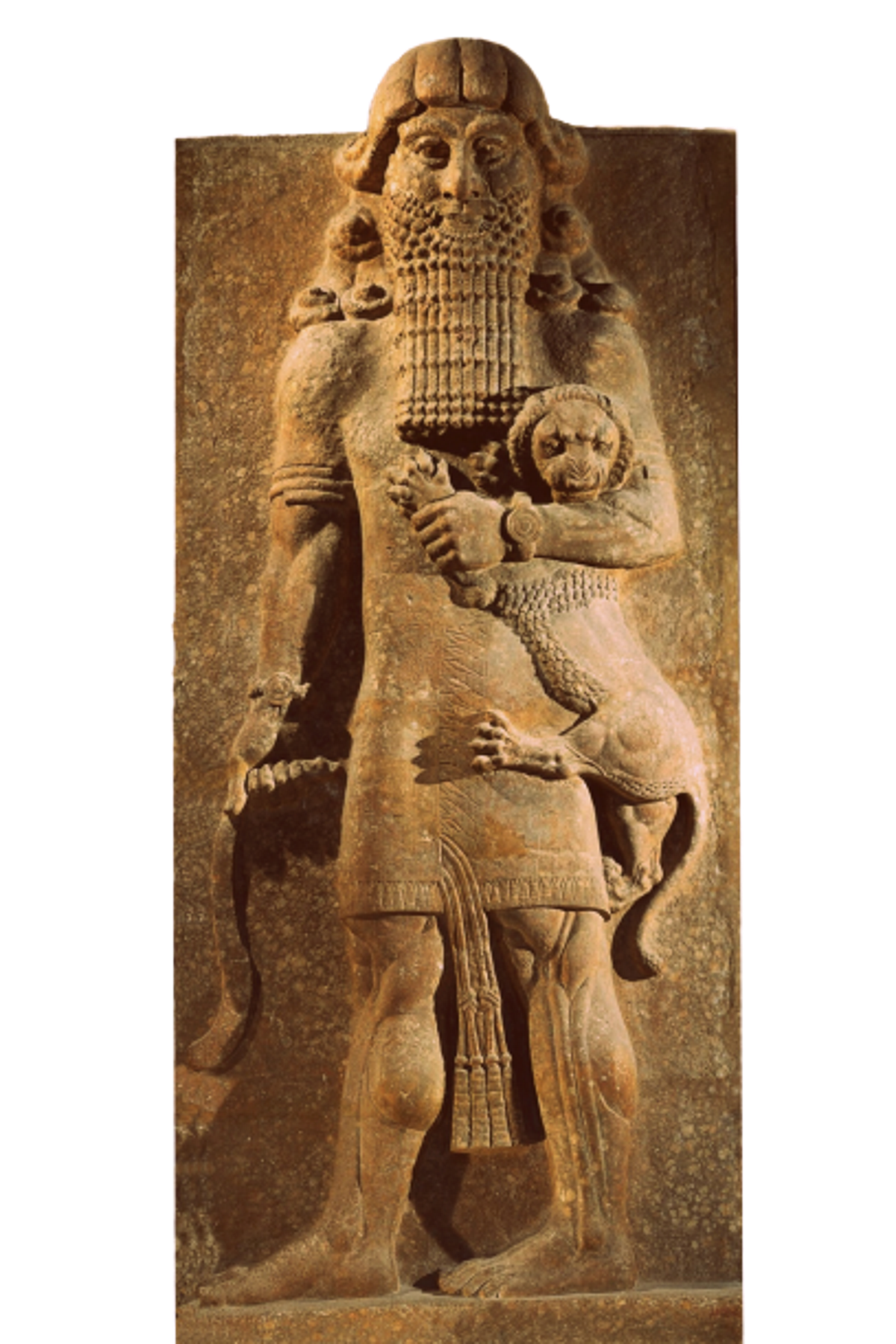
Gilgamešova socha

Historicky nejstarší sochy sumerů zobrazovaly muže bez vlasů a bez vousů, s oholenými hlavami. Výjimečně se vyskytly mužské sochy s vlasy sčesanými dozadu a s plnovousem. Vzniklá Akkadská říše potlačovala sumerské zvyky, muži si neholili hlavy a nosili plnovous. Nové společnosti (v Sumeru, Akkadu, Asýrii i Babylónii) si na svůj vzhled potrpěli. Hrobové nálezy zrcátek či pinzet svědčily o péči, kterou věnovaly i ženy vlasům. Obyvatelé oblasti Mezopotámie si nejen vlasy myli, ale také je mazali olejem, barvili a zdobili. 
Muži z vyšších sociálních tříd nosili dlouhé vlasy, které tvarovali horkými kadeřícími železy. Nosili paruky, stejně jako ženy, které paruky s „nástavci“ z copů používaly k získání požadovaného tvaru účesu. Bohaté ženy si sypaly na vlasy zlatý prášek. Muži nosili dlouhé vlasy rozdělené pěšinkou, zastrčené za uši a svázané páskou tak, aby padaly přes ramena. Ženy na svázané vlasy do uzlu používaly síťku nebo látkový sáček. Černá barva na vlasy se vyráběla z kravské krve nebo pulců. Červené odstíny se získávaly použitím henny.
Na Blízkém východě byla nalezena spojená kovová ostří – nejstarší známé nůžky, které jsou staré kolem čtyř tisíc let.

#### Starověký Egypt
V historických textech starých až čtyři tisíce let byly objeveny receptury na přípravu vlasových „preparátů“. Hrobové nálezy přinesly mumifikovaná těla včetně sponek, hřebenů, mastiček nebo kovových zrcadel, která byla známá již ve Staré říši. Z předdynastické doby se dochovaly dřevěné i kostěné hřebeny jednostranné nebo oboustranné. Používaly se k odstranění nečistoty z vlasů ale i hnid vší, které mohly přenášet skvrnitý tyfus. Podle stylu účesu se dal rozlišit věk, povolání nebo i sociální skupina. Obyvatelé venkova muži i ženy nosili krátké vlasy s ohledem na teplé počasí. Kněží si hlavy holili.
Pro pevný tvar účesu se používal včelí vosk. Olej byl důležitou přísadou nejen pro zvláčnění vlasů, označoval i větší bohatství. Na vlasy se používala  barva, většinou kaštanová, tmavá hnědá až černá. Černá barva se vyráběla z indiga a tuku černých hadů, nebo z krve dobytka svařeného v oleji. K obarvení na blond se používal vlaštovičník. Oranžové nebo červené vlasy se barvily použitím henny. Po jedenáctém století př. n. l. se začali používat jasnější barvy, ale i zelená, modrá nebo sytě rudá.
Mezi nejstarší úpravu vlasů patřilo pletení tenkých copánků. Základní ženský účes byl hladký a přiléhavý s ofinou. Vlasy se také dělily na tři prameny, z nichž dva splývaly na prsa a další na záda. Během období Střední říše nosily ženy vyholené vlasy na čele, aby si opticky zvětšily tváře. V této době vznikl volutový účes, podle úpravy vlasů bohyně Hathor.
Důležitou součástí dámského účesu byly vlásenky. Připevněný vlásenkou nebo upevněn ve vlasech byl kuželík z parfémovaného tuku. Ten se pomalu rozehříval a žena „voněla“.
Muži nosili kratší sestřih. Dělníci byli zobrazováni holohlaví. Mezi sváteční mužské účesy patřily nakadeřené krátké vlasy přes uši. Specifická úprava byla „dětská kadeř“ podle boha Hora. Na jedné straně hlavy byly vlasy krátké, vyholené a na druhé straně se splétal malý copánek. Tento typ účesu souvisel s iniciačním rituálem dospívajících chlapců, kdy jim byla kadeř odstřižena.

##### Paruky a příčesky
Funkce „dvorního kadeřníka“, který se staral také o výrobu paruk, byla známa od čtvrté dynastie. Paruky nebo umělé účesy náležely k oděvu panovníka, členů jeho rodiny a také úředníků. Od třetího tisíciletí př. n. l. sloužila paruka jako pokrývka hlavy pro všechny sociální vrstvy. Obyčejný lid chránila paruka před sluncem a vojáci ji používali jako „přilbu“. Vedle pravých vlasů se paruky vyráběly i z různých náhražek jako byla vlna z černých ovcí, koňská hříva nebo rostlinná vlákna. Archeologové našli mumie s krátkými, i dlouhými vlasy, často s parukami a příčesky. Například mumie královny Meritamen (dcera Ramesse II.) měla vlasy na hlavě spleteny s umělými copy a byla k ní přiložena náhradní sada copánků. Požívání příčesků dosvědčily nálezy z Hierakonpole. Na základě dobových vyhotovení se paruky vyvíjely od kratších a jednoduchých k bohatým a dlouhým loknám. Pro voňavé účesy se používaly olejíčky z květin, pryskyřic nebo koření.

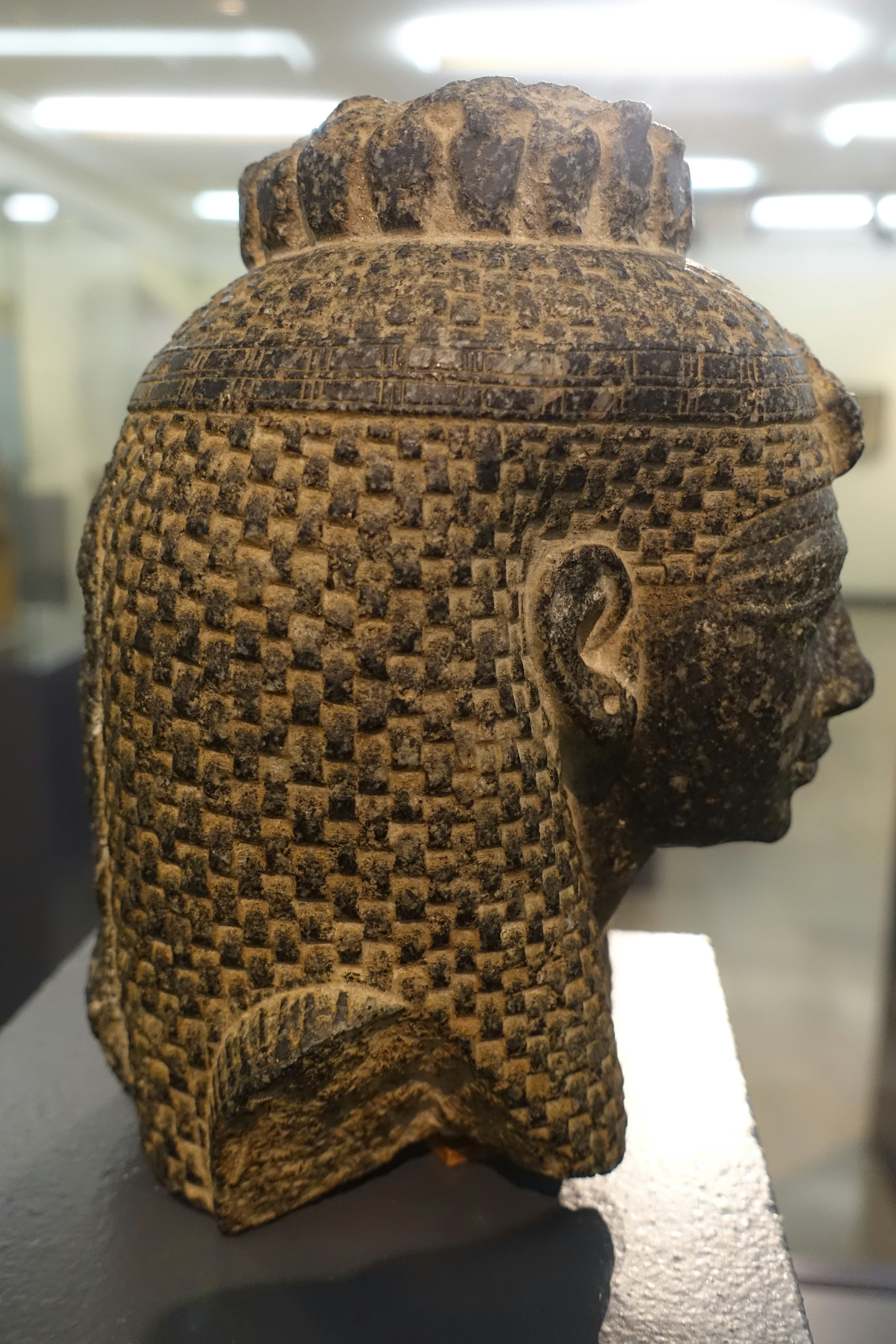
Účes královny, 18. dynastie
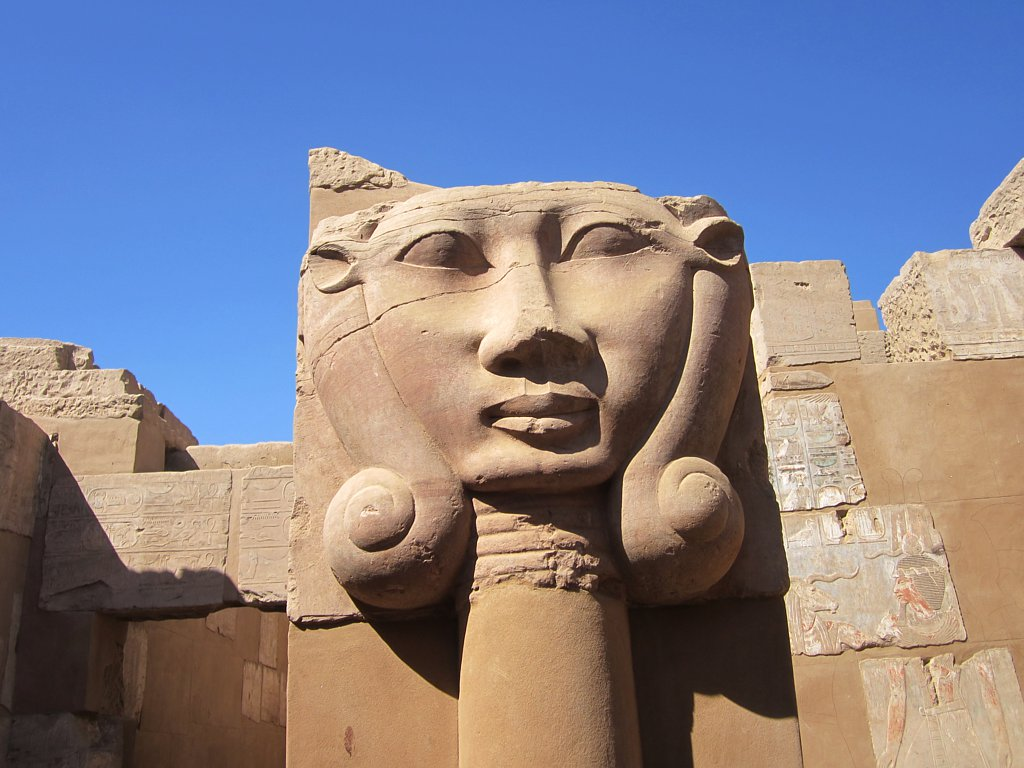
Obraz bohyně Hathor v chrámu Satet (ostrov Elephantine)
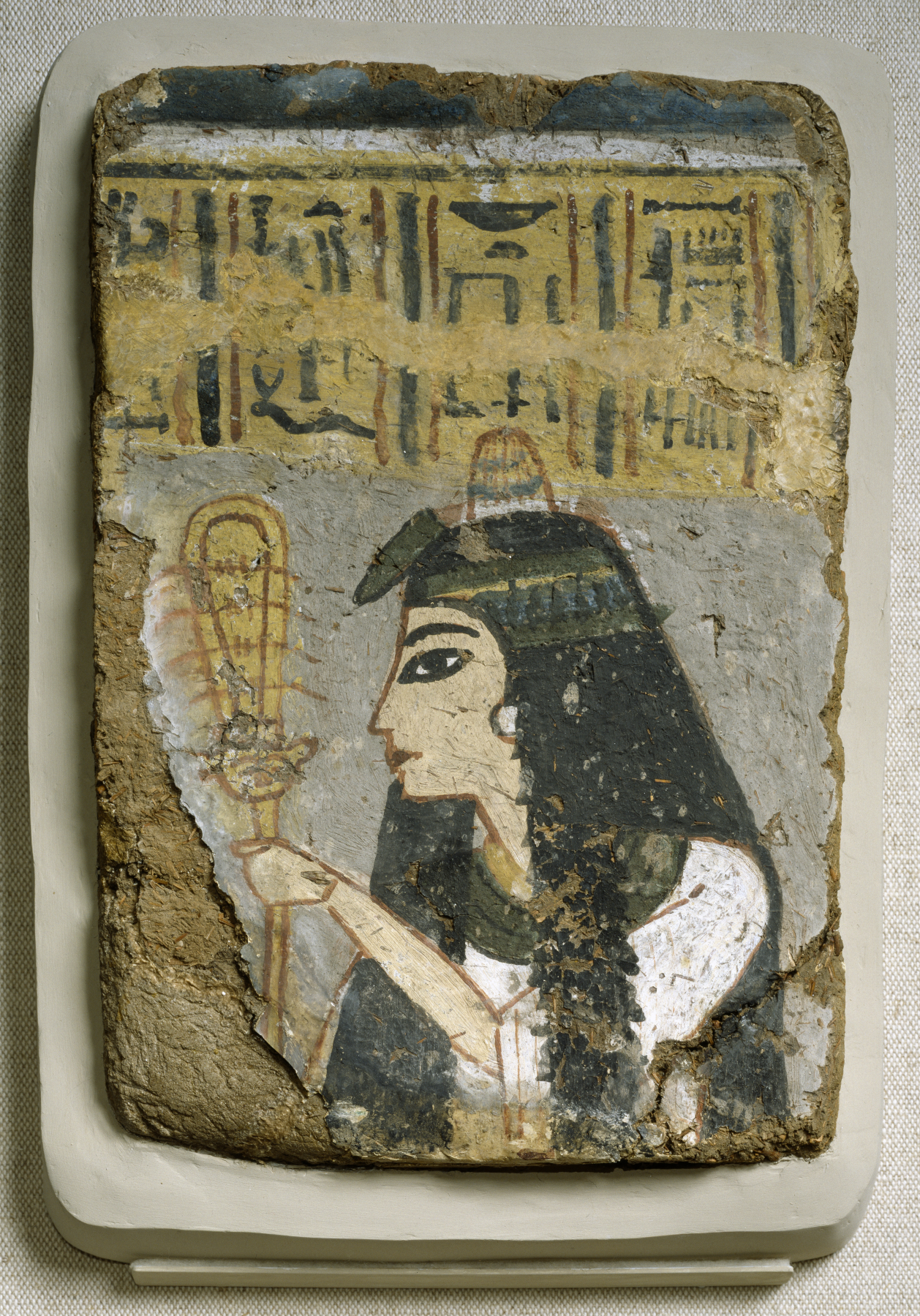
Paruka z dlouhých vlasů s parfémovým kuželíkem (Nová říše)
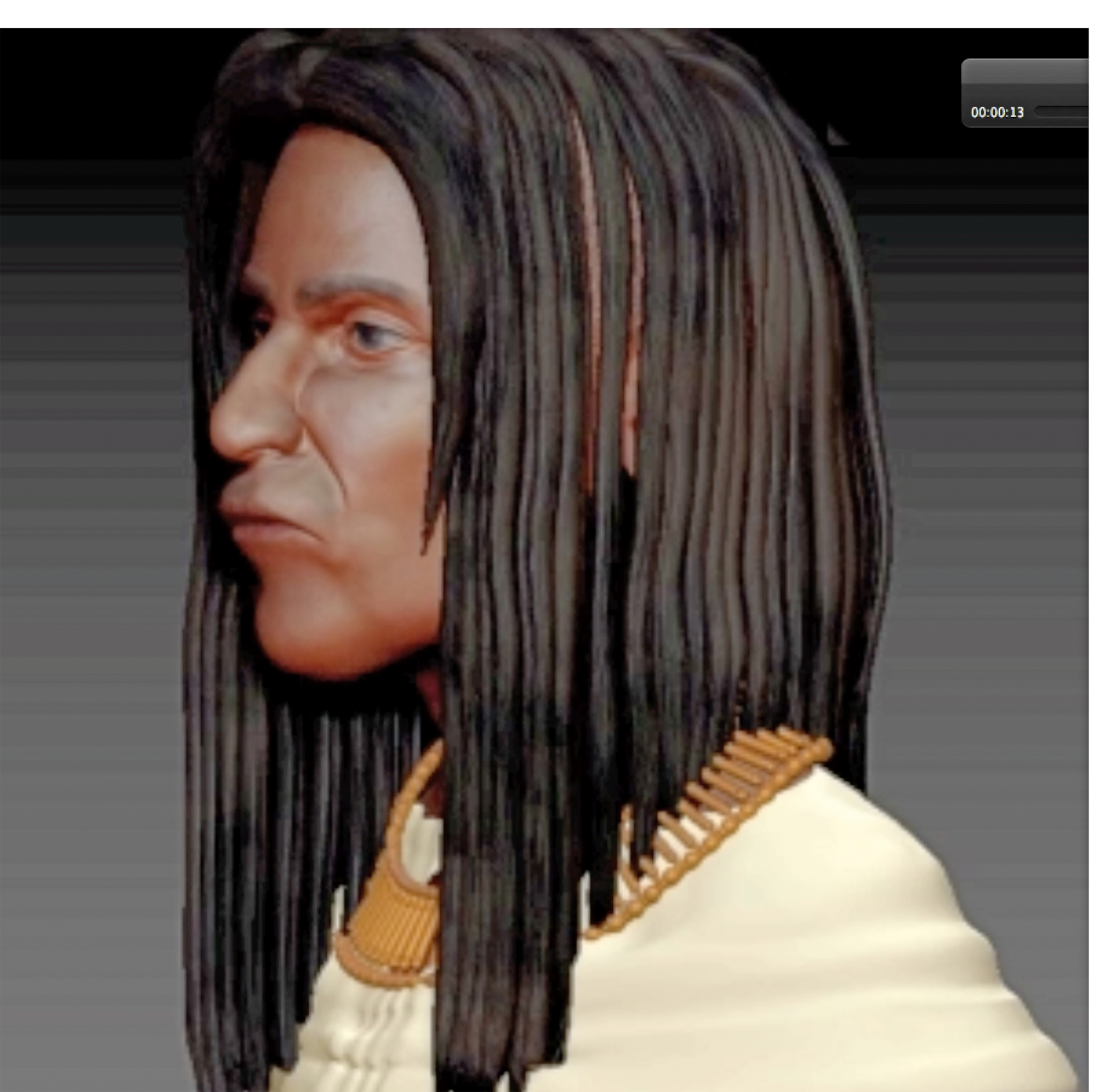
Mumie s parukou, asi 850 až 750 let př. n. l.
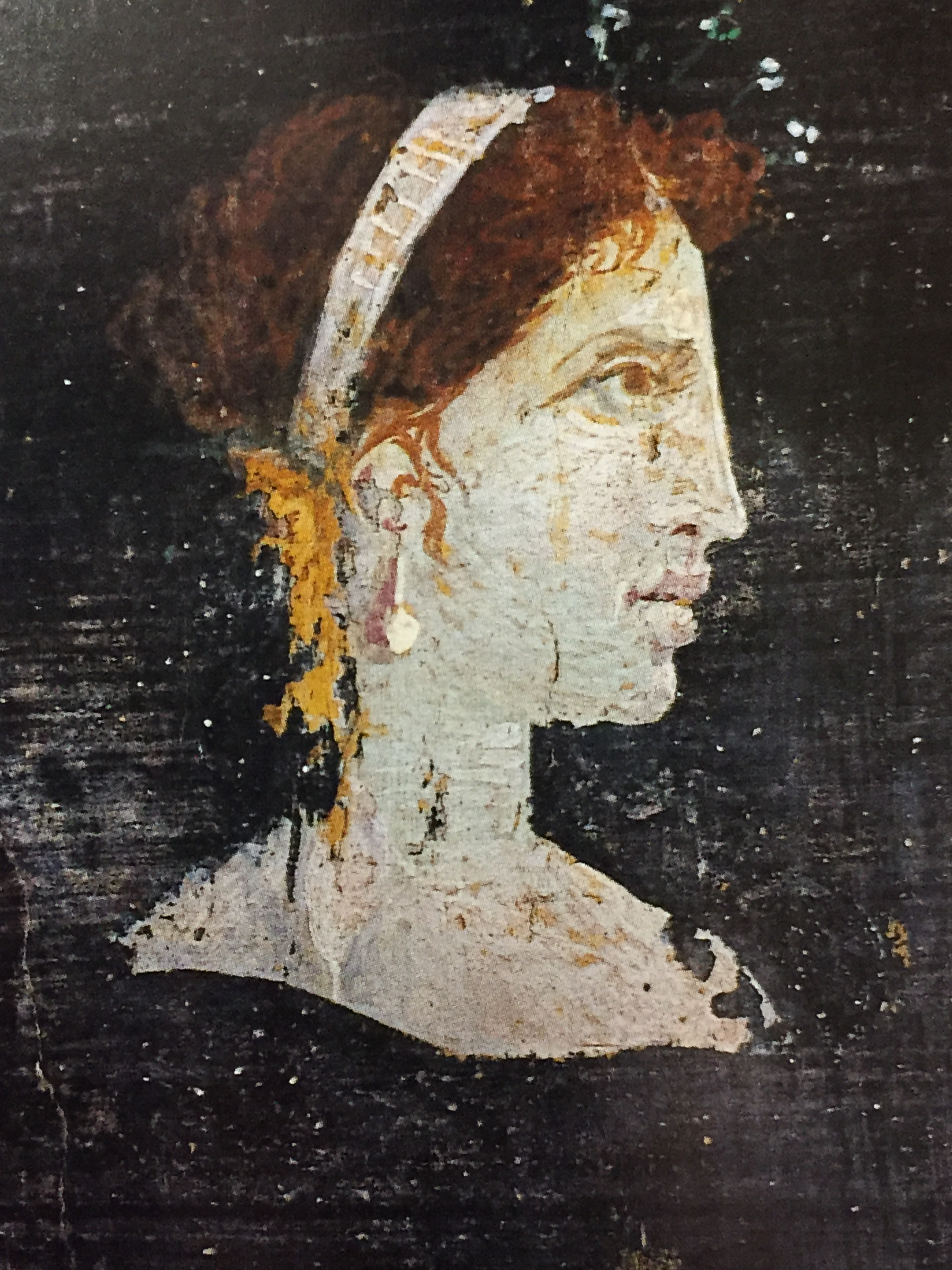
Posmrtný portrét Kleopatry VII.

#### Starověká Kréta

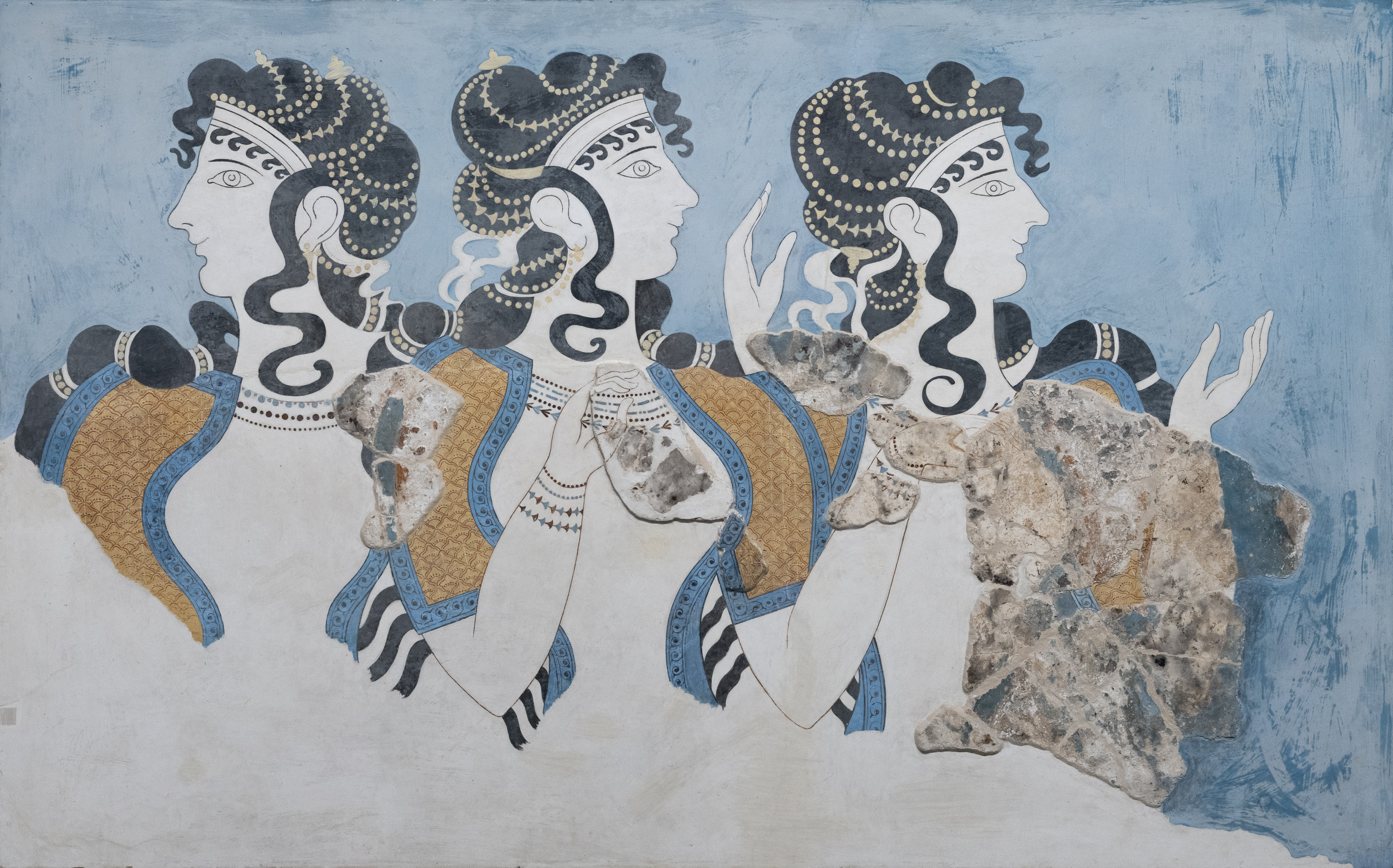
Mínojská freska zobrazující ženy

Na ostrově se od 3. tisíciletí př. n. l. vytvářela mínojská kultura, která dosáhla svého vrcholu kolem roku 1550 př. n. l. Na základě archeologického výzkumu Arthura Evanse je toto krétské období charakterizováno nejstarší a na svou dobu velmi moderní evropskou civilizací. Muži i ženy pečovali o svůj vzhled. Na vlasy používali pravidelně olivový olej. Účesy Kréťanek byly podle nalezených fresek náročné na úpravu. Na temeni nosily zapletené uzly a dlouhé vlasy jim splývaly po zádech. Účesy zdobily perlami nebo stuhami. Podobné účesy se v Evropě objevily až v novověku.
Podle archeologů byl účes z polodlouhých vlasů vyhrazen střednímu stavu. Nůžky Kréťané neznali. Zkracování vlasů se provádělo noži, které byly podobné břitvám. Muži nosili většinou krátké nebo polodlouhé kudrnaté vlasy. K úpravě účesů se používaly dřevěné nebo kostěné hřebeny, také bronzové pinzety, někdy i stříbrné nebo zlaté.
Kolem roku 1500 př. n. l., po mohutné explozi sopky a následné silné vlně tsunami, byl krétský ostrov silně poničen. Oslabenou Krétu napadli o padesát let později Achájové a mínojská civilizace postupně zanikla.

#### Antické Řecko
Řekové se o své vlasy a vousy pečlivě starali počínaje temným obdobím až do období římské nadvlády. Vývoj jejich účesů lze doložit archeologickými nálezy. Homér popisoval muže s dlouhými nakadeřenými vlasy, které nosili až do doby řecko-perských válek. Řecké ženy si zesvětlovaly vlasy použitím alkalických sloučenin. Na vlasy si také sypaly mletou rýži nebo mouku.
Charakteristickým znakem pánských účesů byla jistá „ženskost“. Během 7. století př. n. l. si vytvářely účesy z klubka copánků. Copánky byly také zakrouceny ve dvou řadách kolem hlavy. Ve Spartě byly dlouhé vlasy znakem dospělosti. Během klasického období začaly být v módě „malé účesy“ – krátké ostříhané a natočené vlasy. Populárním se stal styl „luk Apolla“ („cikáda“), kdy se stočené prameny vlasů pokládaly přes čelo. Tento účes nosili muži i ženy. Ženy této doby nosily klasický „řecký uzel“. Účes byl tvořen do uzavřené formy nebo měl šnekovitý tvar a česal se na temeni hlavy nebo v týle. Častým byl i tzv. melounový účes, kdy byly vlasy rozčesány a zatočeny do řady úzkých pramínků a následně svázány do uzlu. Používalo se množství stužek, které tvořily síťku nebo čepeček.
V helénistickém období nosili muži účes podle Alexandra Velikého. Ženské účesy v tomto období byly složitější. Vlasy se vyčesávaly vysoko nad hlavu, zaplétaly do uzlů a kadeřily do vln tak, že na hlavách nositelek vytvářely „přilbice“, které byly kryty čelenkami. Po řecko-perských válkách se střihy zjednodušily. Dlouhé vlasy byly považovány za orientální a barbarský projev.

##### Holičství
Do holičství se vedle péče o svůj zevnějšek (stříhání, holení, masírování, manikúra, pedikúra) se chodilo popovídat a „získat nové zprávy“. Holiči časem používali zrcadlo, dvouřadé hřebeny, nůžky, břitvu nebo pinzetu na vytrhávání chloupků. Do vodou umytých vlasů se vtíral olivový olej, vosky a pomády, které držely tvar účesu. 

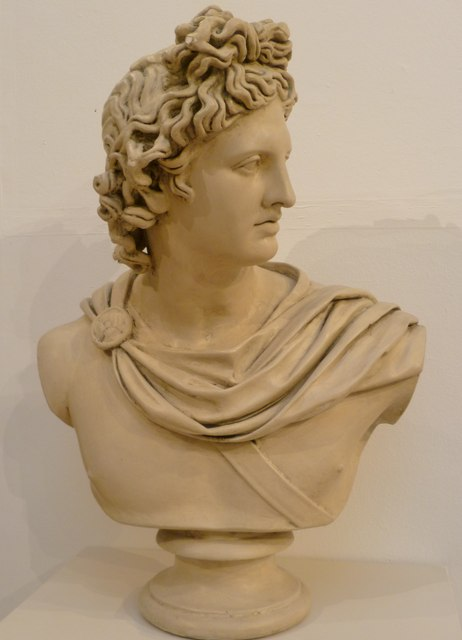
Apollo Belvedere. Účes „luk Apolla“
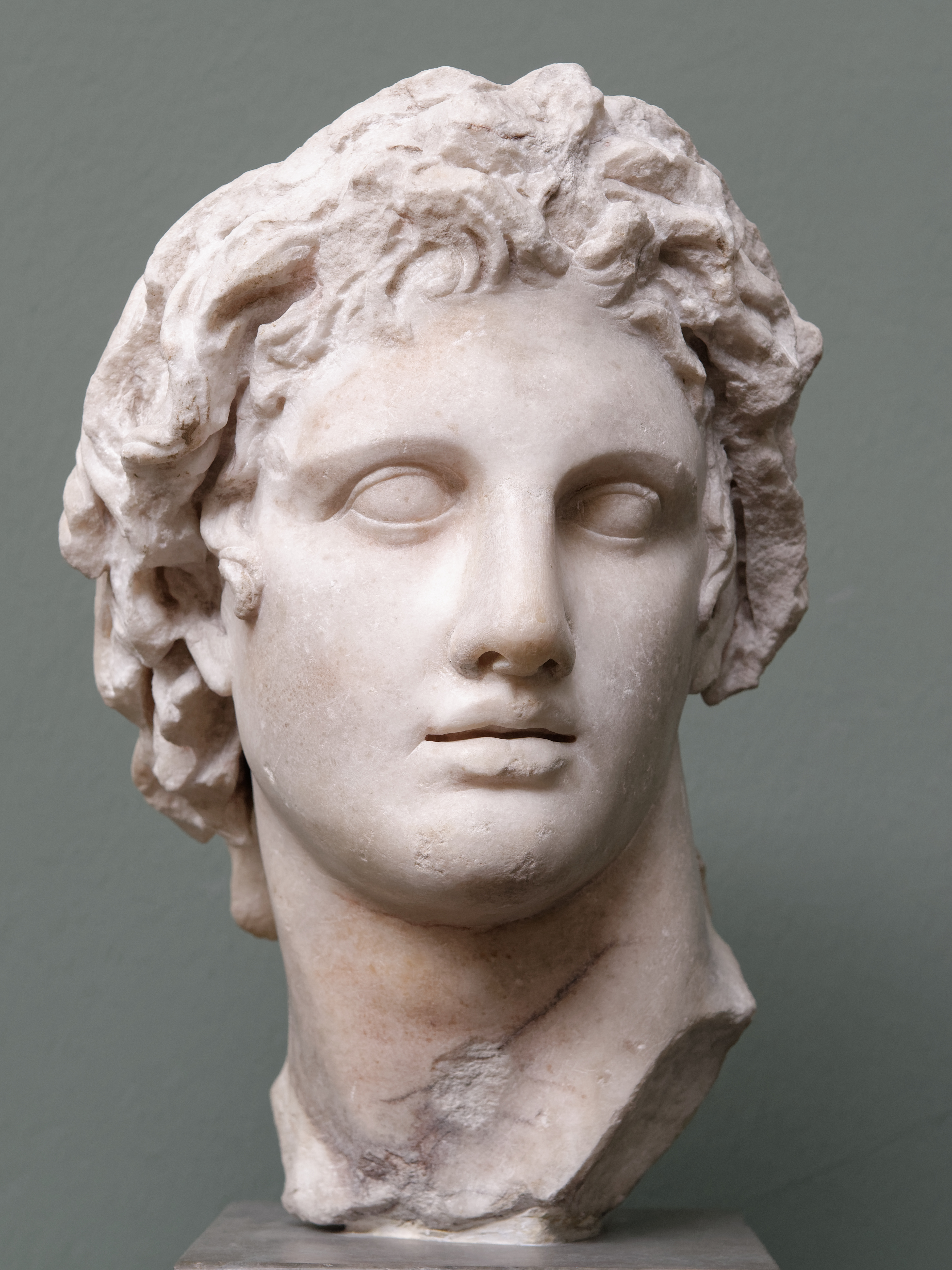
Alexandr Veliký, bysta v Kodaňské sbírce antických soch
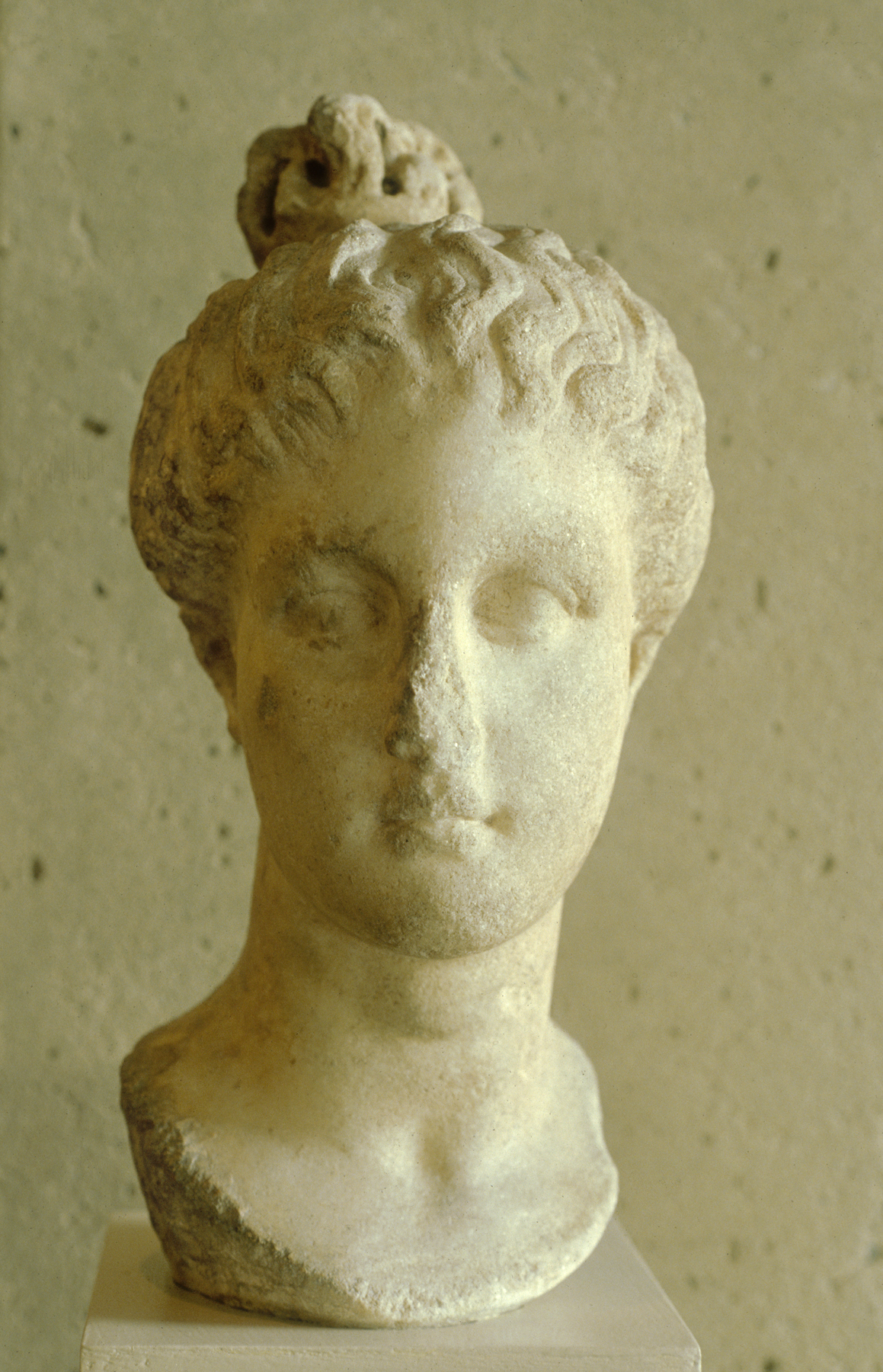
Busta hlavy s klasickým řeckým uzlem

#### Starověký Řím
V období římské republiky si ženy česaly praktické jednoduché účesy. Vlasy měly upravené do pevného drdolu na temeni hlavy. Někdy si před učesáním drdolu zaplétaly vlasy do drobných copánků, které si přichytily k hlavě. Nosil se také účes „nodus“, který tvořil váleček vytvořený z vlasů a umístěný přes čelo. Delší vlasy se v týle vázaly do drdolu. Praktické krátké a jednoduché střihy nosili i muži. Na rozdíl od obyvatel Řecka a Egypta Římané preferovali různorodé účesy podle typu osobnosti.
V době Římské říše se účesy skládaly z různě vázaných copů, které ležely nad sebou ve více úrovních. Jindy byly copy stočeny a položeny většinou na měděném rámu (účes „tutulus“). Zpočátku se barvily na blond nevěstky. Světlá barva vlasů se záhy stala módní i ve vyšší společnosti. Světlovlasé paruky se vyráběly z vlasů otrokyň nebo se vlasy odbarvovaly pomocí octové sedliny, mýdel, slupek ořechů atd. Většinou byly do vlasů zaplétána bronzové, stříbrné a zlaté ozdoby. Oblíbené byly také slonovinové spony. Na česání složitých účesů se používaly podložky, vlásenky, jehlice a stužky. Běžné bylo pravidelné mytí vlasů.
Přelom druhého a třetího století byl charakteristický hutnými účesy jako nosila například Iulia Domna, známá svou oblibou v nošení paruk. Nošení vlasových náhrad se stalo běžným zvykem. Umělé vlasy nosil i císař Hadrianus. Příčesky nebo tupé byly vyráběny například slepením svazku vlasů.  

V období starověku se úprava vlasů rychle rozvíjela. I v dnešní době jsou populární účesy, jejichž základ vznikl ve starověkém Řecku, Římě nebo Egyptě. 

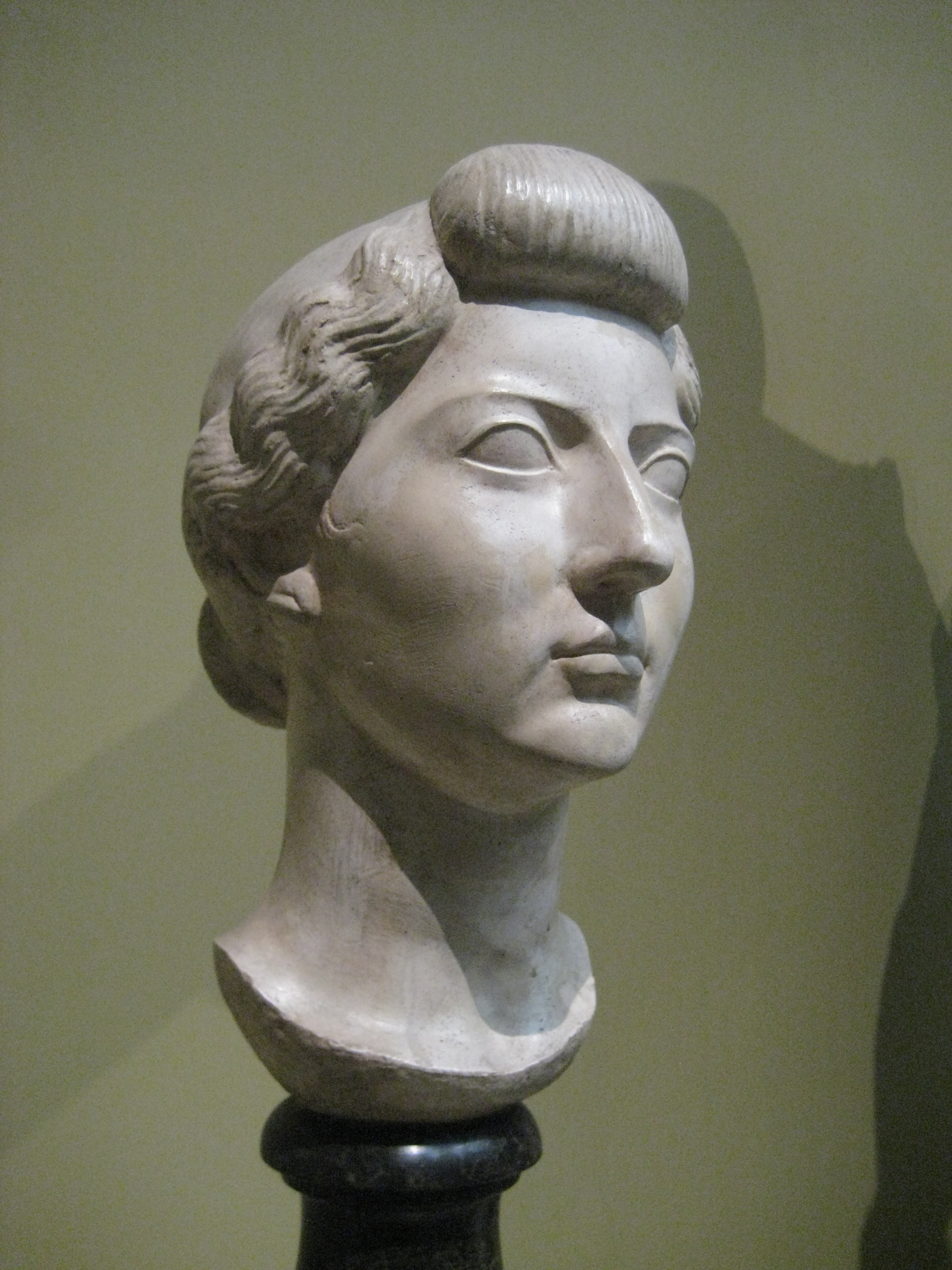
Livia Drusilla, účes „nodus“
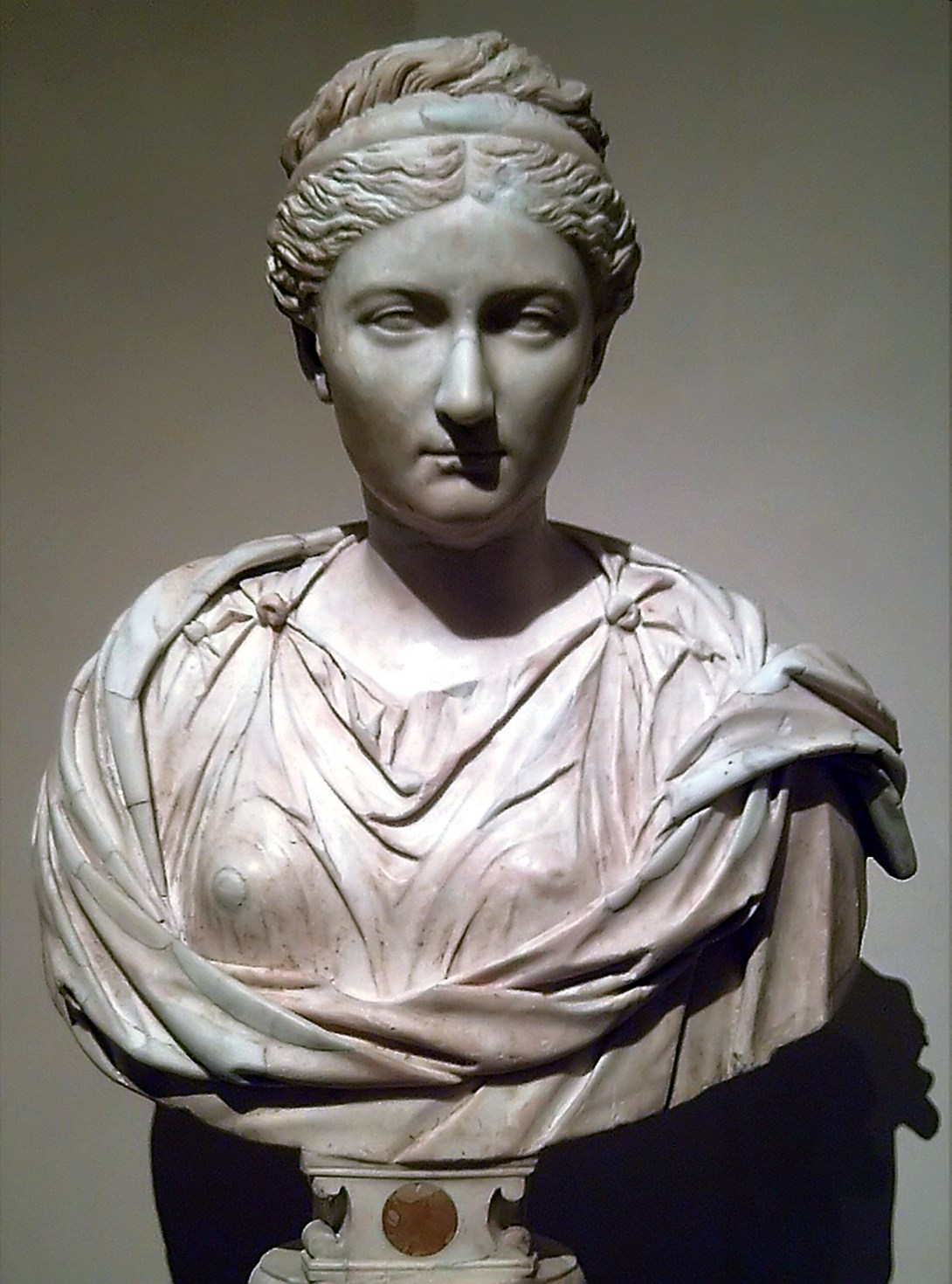
Busta císařovny Vibii Sabiny
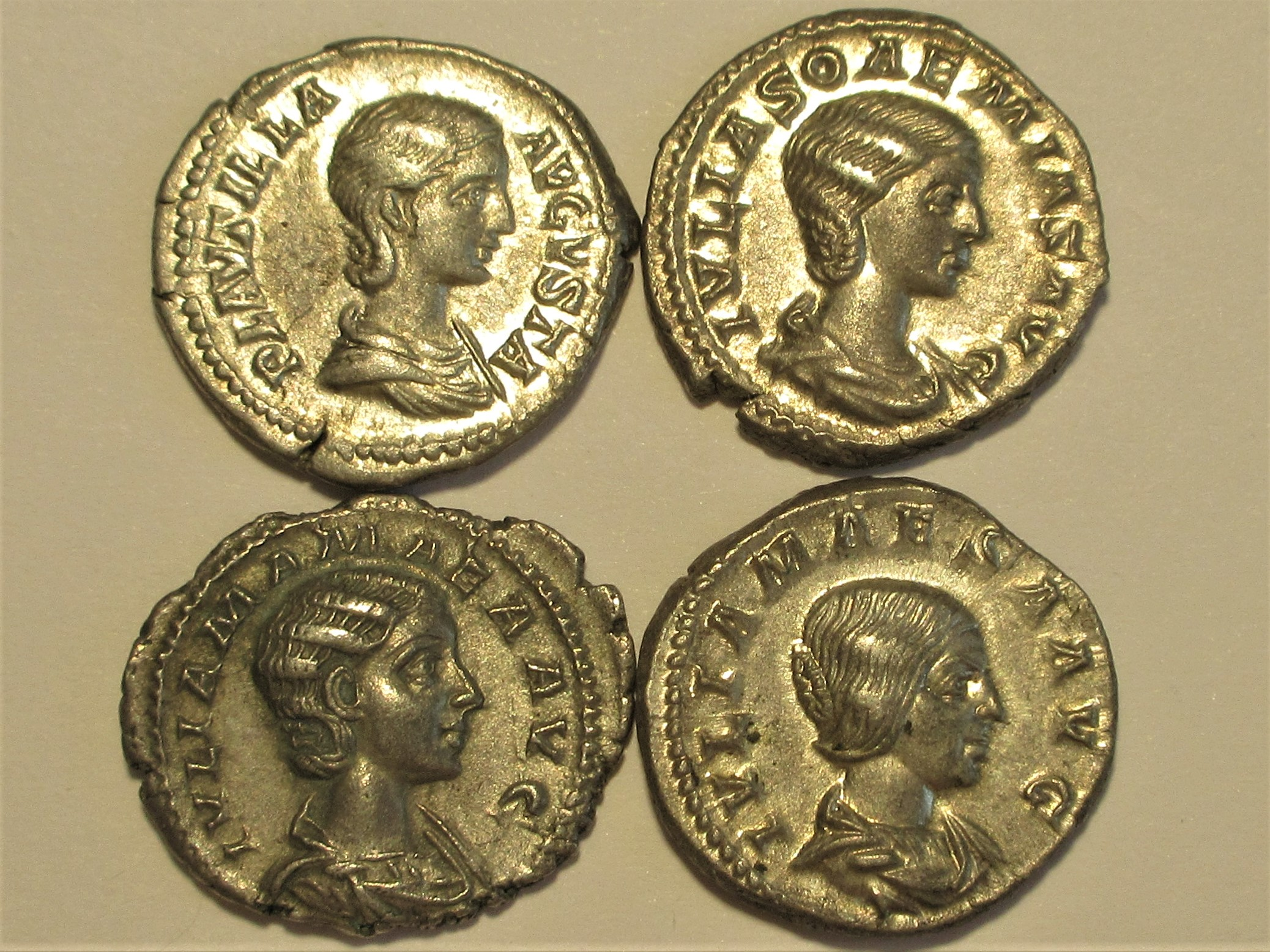
Portréty císařoven na římských denárech, 3. století
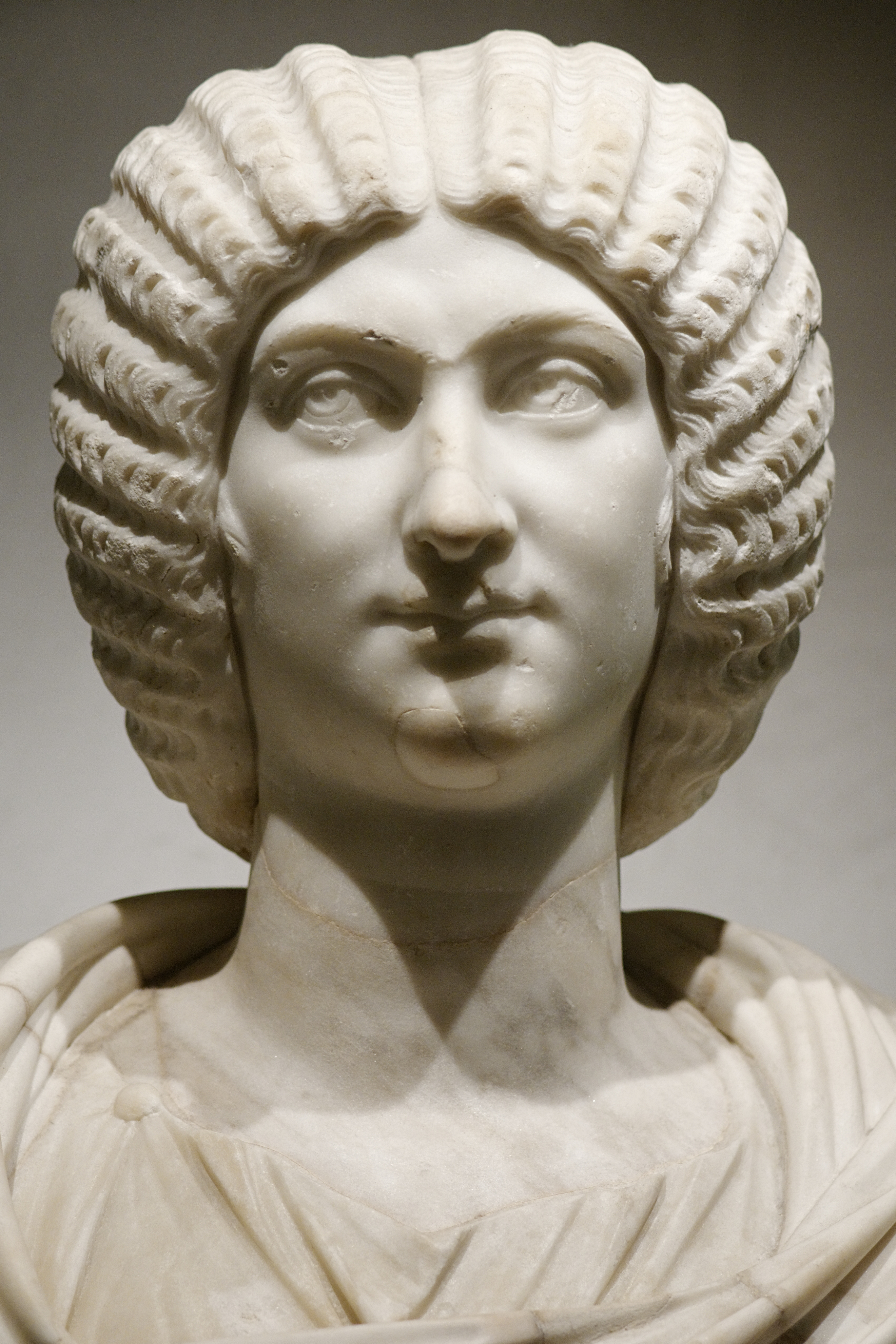
Iulia Domna
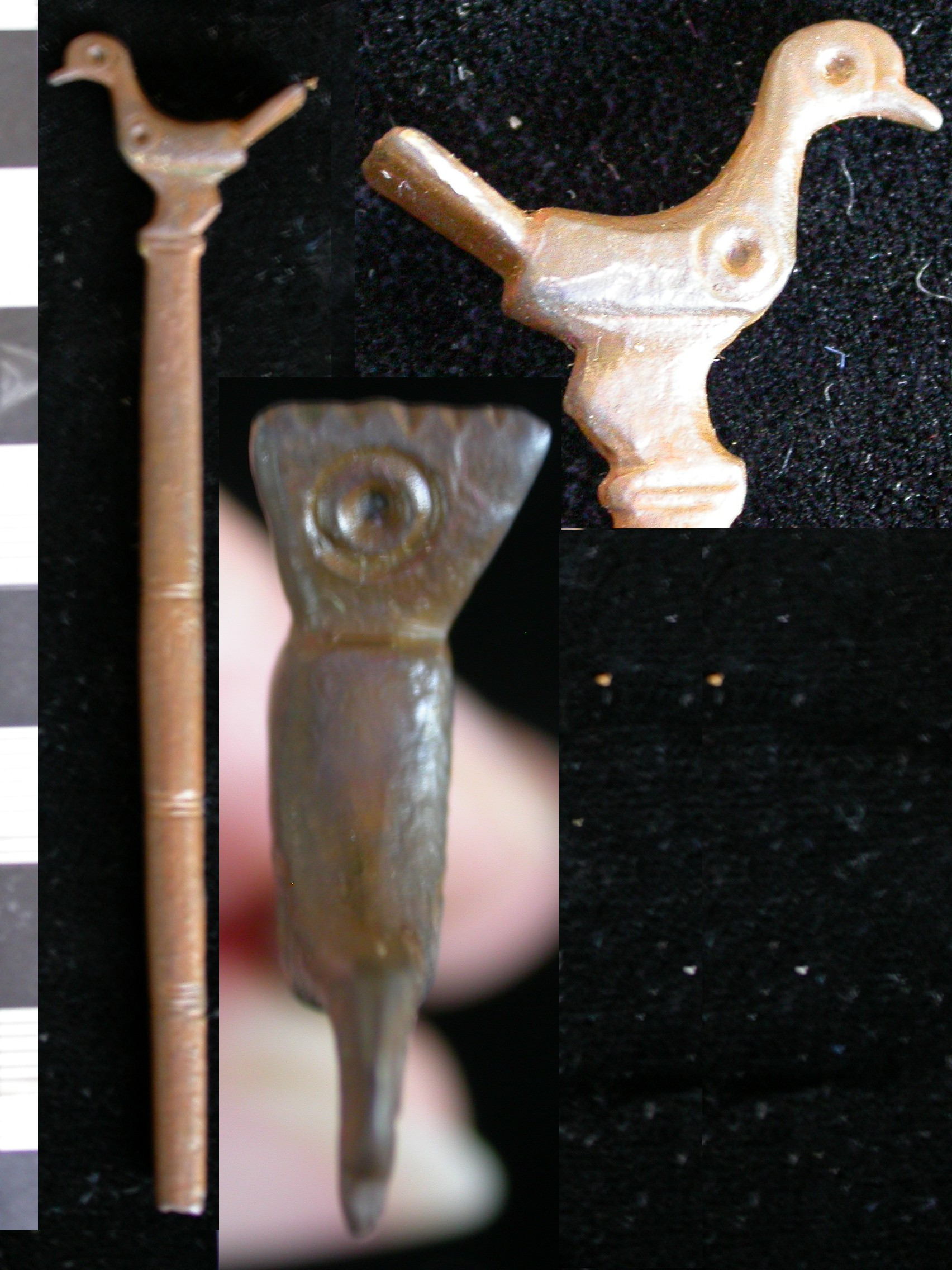
Příklad římské jehlice do vlasů

#### Thrákové, Dákové
Dochované antické písemnosti dokládaly jistou podobnost Dáků i Thráků s kmeny Keltů a Germánů. Prostí lidé svoje světlé nebo nazrzlé vlasy nosili dlouhé až na ramena, nad čelem přistřižené. Privilegované postavení vyjadřovala čepice (pileum). Dácké ženy nosily vlasy rozdělené pěšinkou. V týle je zavinovaly do uzlu.

#### Germáni
Muži nosili dlouhé vlasy jako znak svobody většinou rozpuštěné. Germánské kmeny na západě nosily vlasy svázané do uzlu na spánku. Ženy si vyčesávaly vlasy do výšky a účes zpevňovaly jehlicemi a hřebeny. Mladé dívky si splétaly copy nebo měly vlasy rozpuštěné. Používaly barvy i vápennou vodu na odbarvení a různé pomády. Kmeny udržovaly různé zvyky a účesy se řídily podle kmenové příslušnosti. Například muži Gótů nosili svázané vlasy do ohonu nad týlem nebo na temeni hlavy. Ozdobou bojovníka byly dlouhé rozpuštěné vlasy i vousy. Na lov nebo do boje si splétali po stranách a vzadu na hlavě copánky a na temeni uzel. Ženy si vlasy barvily hennou do zrzavých odstínů. Hřebeny i břitvy zdobily runy. Vzniklo nové samostatné řemeslo, které je doloženo hřebenářskou dílnou v Großjeně.

#### Slované
Slovanské ženy nosily dlouhé vlasy s pěšinkou uprostřed hlavy. Splétaly je do copů a zdobily stuhami nebo šňůrami perel. Starší ženy měly hlavu pokrytou tzv. plenou. Dívky si vlasy zdobily květinami nebo koženými pásky. Později byl účes bohatších žen ozdoben čelenkou s drahými kameny. Za ušima si připevňovaly tzv. zaušnici, což byly visící korálky nebo perly. I po přijetí křesťanství si ženy česaly vlasy podle starých slovanských zvyků. V Čechách nosil tento typ účesu především prostý lid i v době gotické. Muži nosili také dlouhé vlasy, pěstěné kníry nebo také krátké plnovousy. Křesťanské řády požadovaly zastřihování mužských vlasů pod ušima. Účes se nazýval „palceřík“ a jednalo se o tzv. pážecí střih. Slované nosili kožešinové čapky například z hranostaje, které byly po stranách zakončeny pruhy kůže s drápy zvířete.

### Středověk
Chudoba románské doby módě ani účesům nepřála. Vdané ženy měly vlasy zakryté vždy šátkem nebo závojem podle církevních zásad jako výraz počestnosti. Vlasy splývající po ramenou nebo jednoduchý uzel nosily svobodné dívky, které chodily prostovlasé.
Vrcholné období středověku (gotika) bylo již dobou elegance. Vdané ženy si stále zahalovaly vlasy. Účes však měly pečlivě upravený. Uměle zvlněné delší  vlasy byly sepnuty čelenkami nebo obroučkami z levného kovu u chudších vrstev. Bohaté ženy používaly ozdoby do vlasů ze stříbra a zlata. Do Čech přivezla francouzskou novinku „hennin“ Blanka z Valois. Byl to vysoký klobouk kuželovitého tvaru s průhledným závojem, který zahaloval někdy i obličej. Výška klobouku udávala urozený  původ. Šlechtičny nosily hennin až jeden metr vysoký s jedním nebo dvěma rohy.
Muži nosili vlasy ustřižené nad rameny nebo po jejich úroveň. Další oblíbený byl tzv. „miskovitý střih“, kdy byly vlasy zastřižené nad uchem. Středověcí muži  pečovali o svoje vlasy více než ženy. Byli to především rytíři, kteří používali rostlinné oleje. Běžně nosili muži síťky na vlasech, které měli nasazené na úrovni ramen, přilba jim tolik nesvírala krk. Při slavnostních příležitostech si vlasy splétali do pramenů, které stáčeli nad krkem a rameny. Kadeřili si vlasy rozžhaveným železem a potírali je vaječnými bílky pro jejich zpevnění a lesk. Česání vlasů a hygiena obecně nebyla ve středověku prioritou.
V této době muži nenosili krátce sestřižené vlasy nebo oholené hlavy. Proti plešatosti se používali různé „lektvary“ například popel z pijavice zředěný octem nebo popel ze spáleného kozího trusu s olivovým olejem. Nosili také příčesky.

Středověké náboženství sice spojovalo ženské vlasy s hříchem a omezeným rozumem. Ale to nezabránilo ženám pečovat o své vlasy jako muži, jak dokazují archeologické nálezy dřevěných nebo kostěných hřebenů. Pomocí vlasových jehlic si zpevňovaly účesy a bohatší ženy používaly také zrcátka. Vlasy si barvily nebo zesvětlovaly na slunci. Používaly také kopřivový odvar. Jako muži si vlasy natáčely a používaly vlasové příčesky nebo falešné copy, které se vyráběly z vlasů mrtvých lidí. Paruky a příčesky žen byly silně odsuzovány církví.

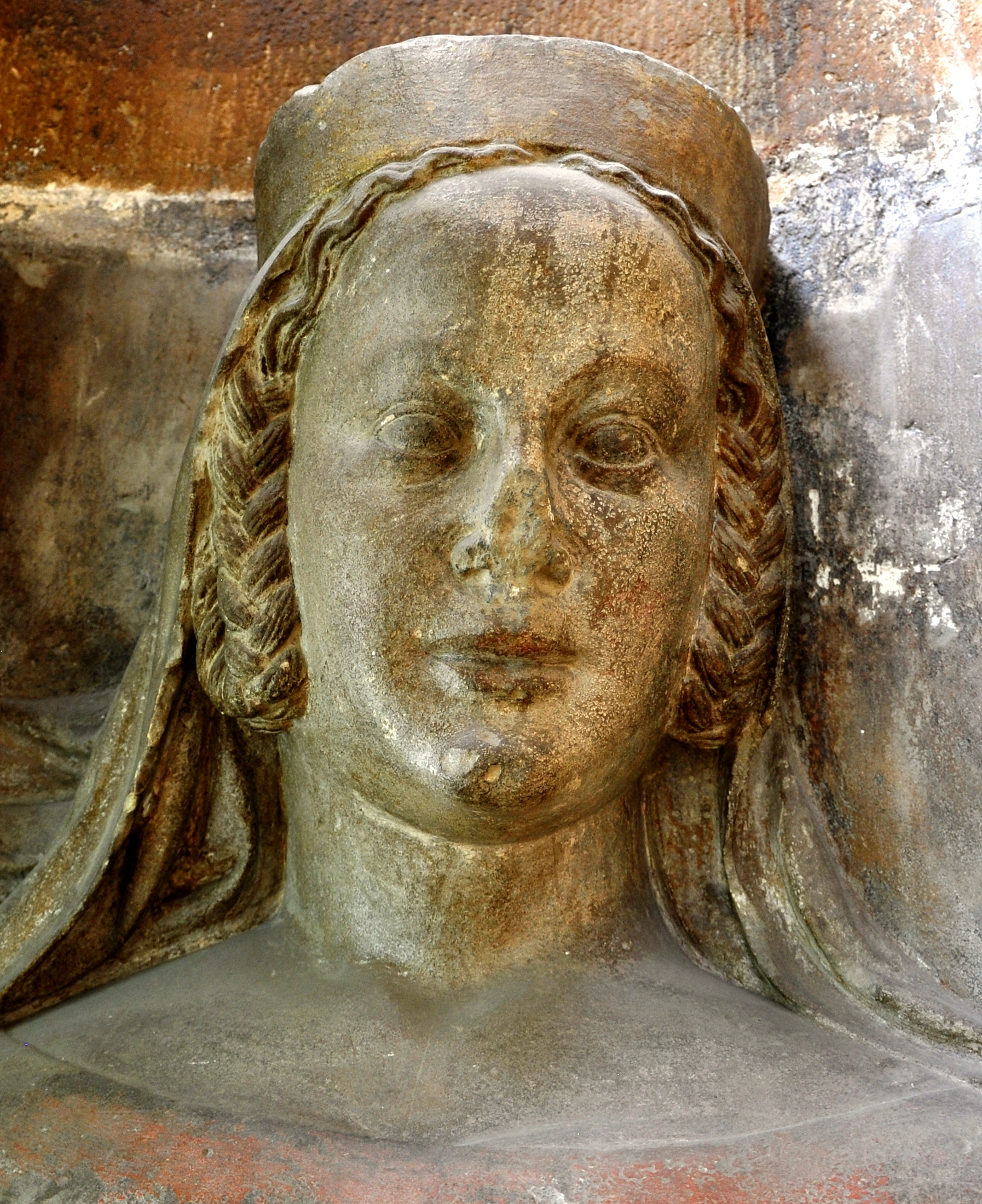
Busta Blanky z Valois
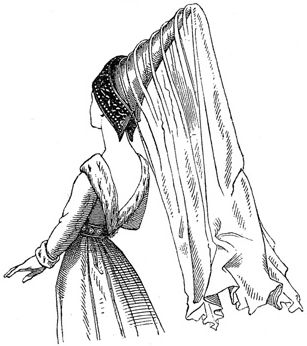
Pokrývka hlavy hennin
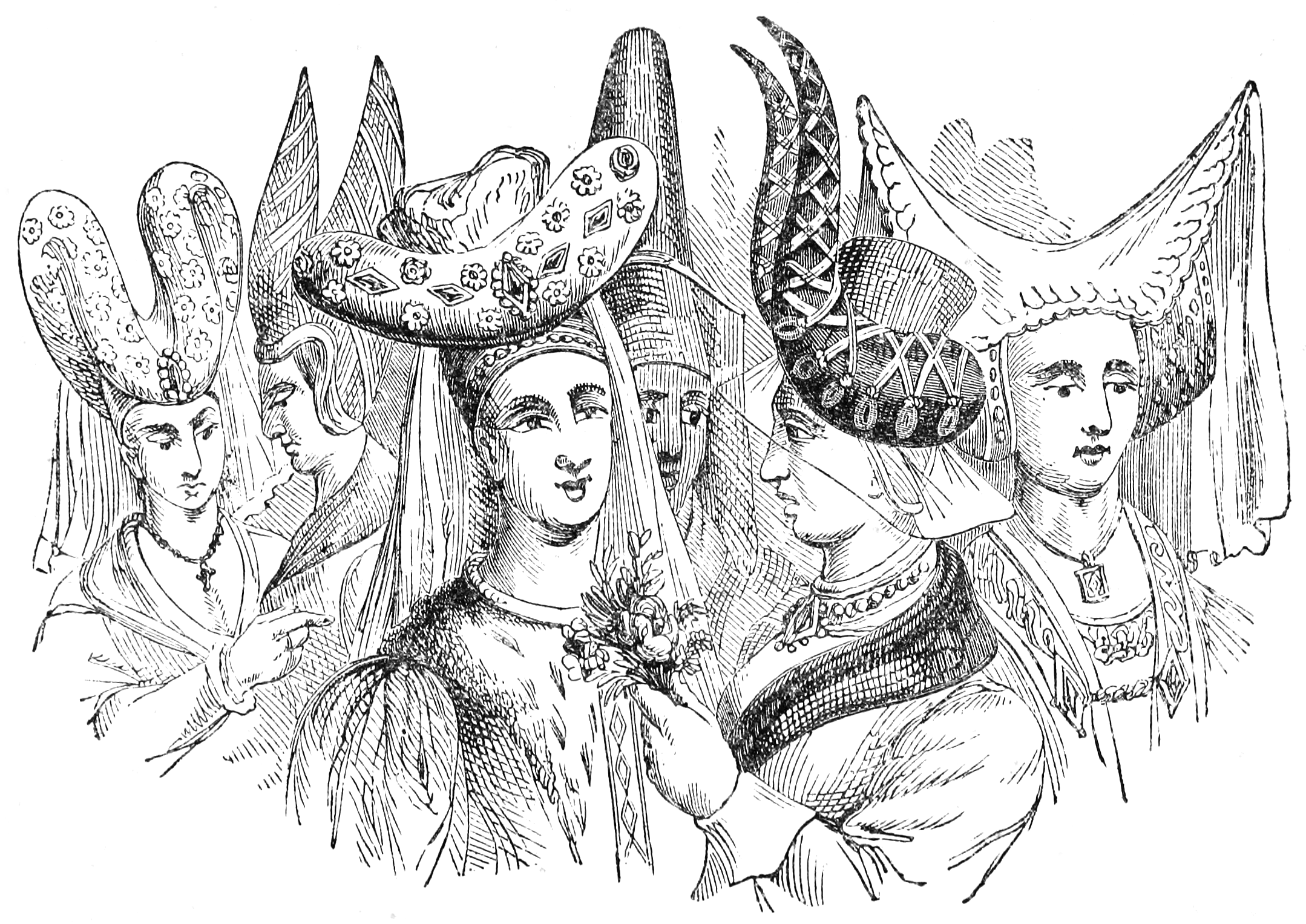
Hennin na hlavách žen z 15. století, rytina  (1847)
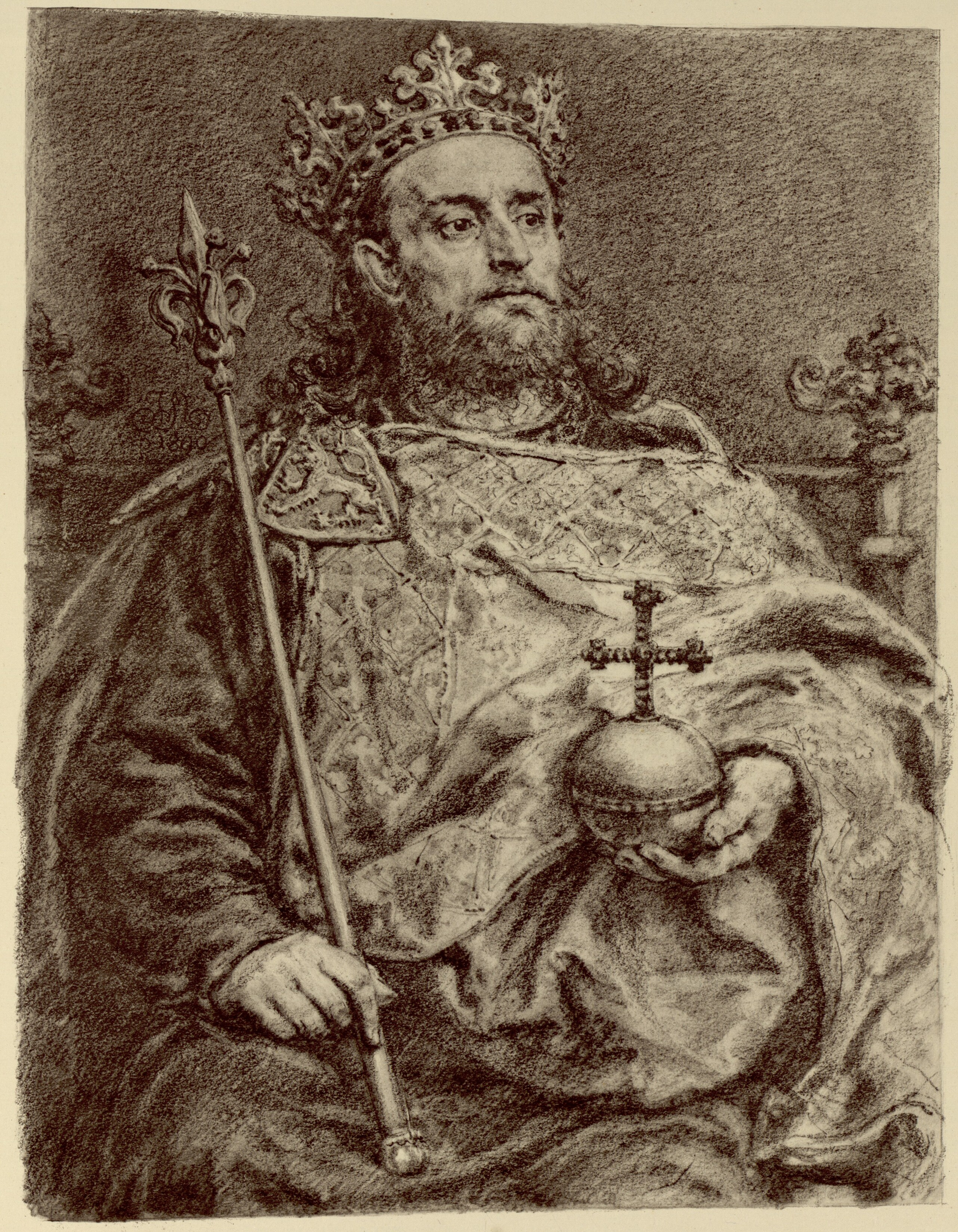
Václav II., český a polský král
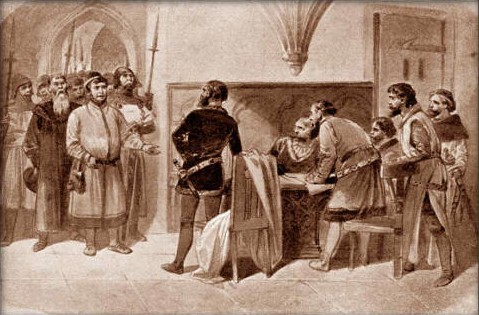
Malba Emila Zillicha, Zajetí českých pánů v  klášteře Sedleckém

### Novověk

#### Renesance

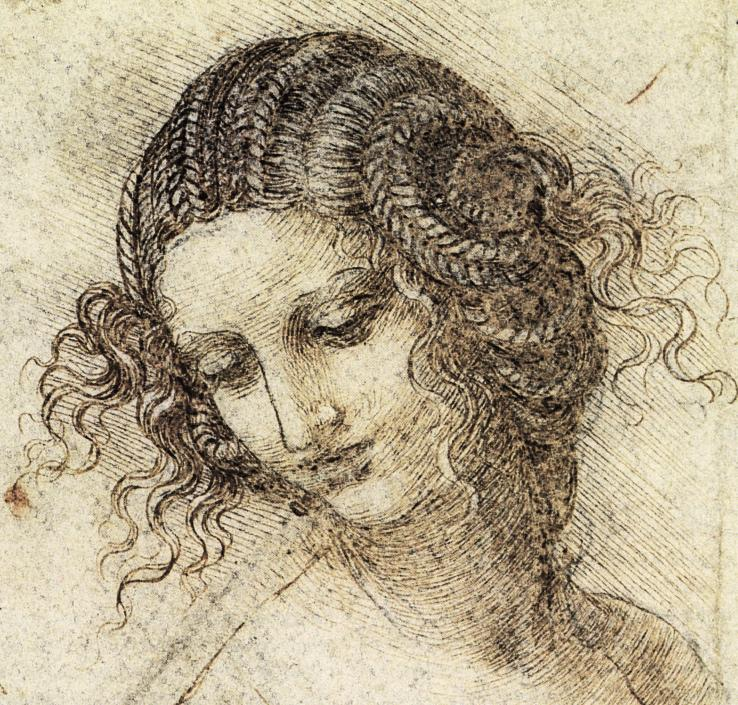
Studie Leonarda da Vinci

V tomto období se osobnost člověka odvracela od přísných křesťanských tradic. Vedle obchodů holičů vznikaly první kadeřnictví. Vytvořil se nový ideál krásy, vracející se k řecké a římské kultuře. Renesanční módu spojovaly pěstěné dlouhé a „zlaté“ vlasy. Vznikly proto nové metody odbarvování vlasů, například bělení mořskou vodou nebo oplachování vlasů a barvení vlasů bylinnými odvary. Počátek kadeřnictví renesance byl charakterizován vysokým čelem. Muži i ženy si zastřihovali ofiny i holili spánky. Ženy si také vlasy na čele kryly stuhami. Módními se stávaly pečlivě upravené přirozeně vypadající vlasy.

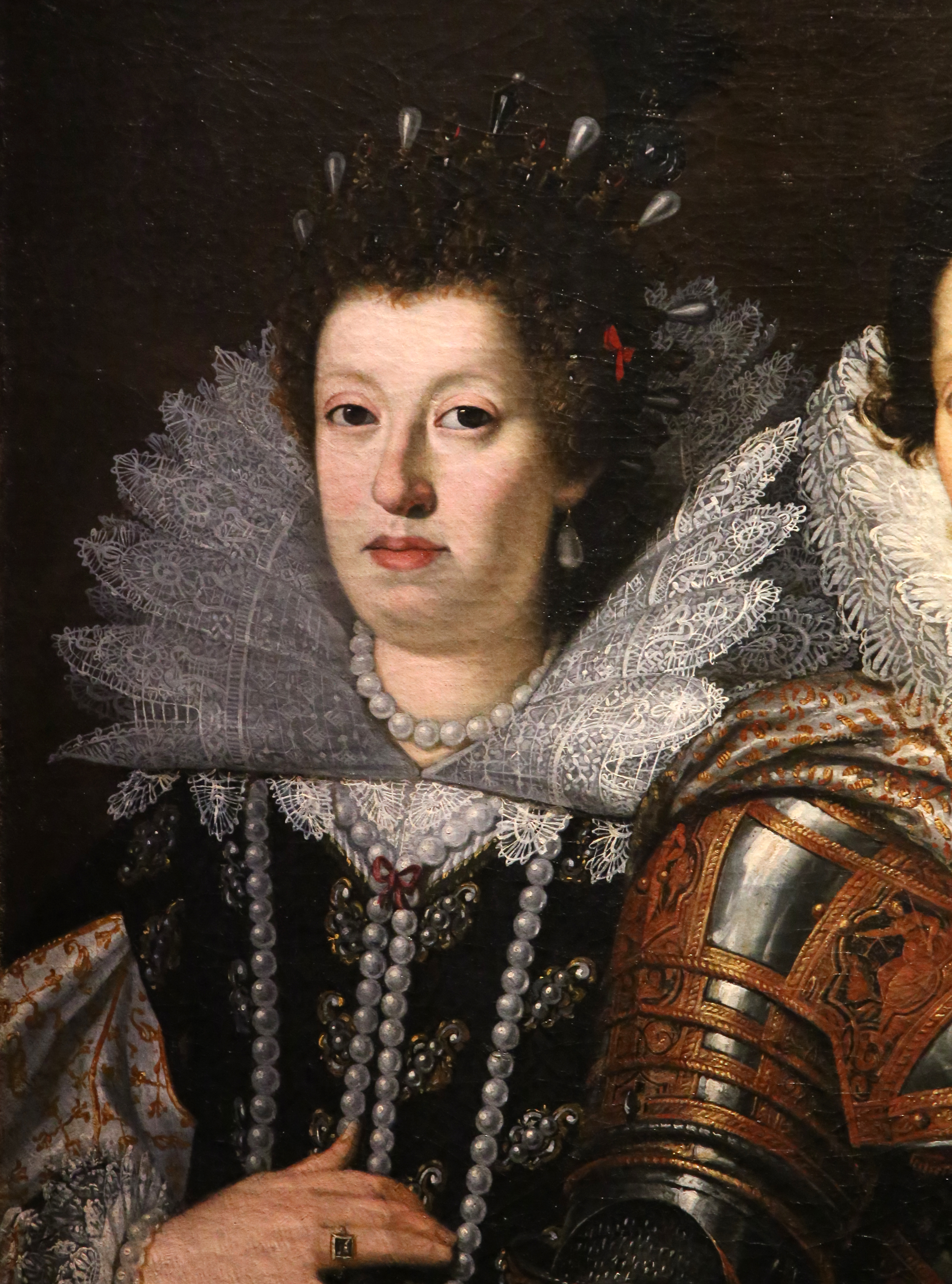
Marie Magdalena Habsburská

Oblíbený byl účes s pěšinou uprostřed hlavy a se dvěma copy zatočenými po stranách hlavy. Vlasy se zaplétaly pomocí sponek a tenkých drátků nebo ozdobných sítěk. Účesy byly proplétány perlami, také stuhami a zdobily je květy, závojíčky a šperky. Pokrývka hlavy se stala ozdobou. Oblíbené byly červené a především blonďaté vlasy. Vyšší společenské vrstvy používaly při tvorbě účesu příčesky, paruky, malé korunky i peří. Obliba španělských vysokých krajkových límců, které byly vyztužené přinesla módu vyčesaných dámských vlasů. Ženy na venkově si upravovaly vlasy v gotickém stylu. Nosily čepce nebo zavití, kterými si vlasy zakrývaly.
Muži měli zpočátku dlouhé vlasy s udržovaným krátkým knírkem. Později byly módní nakadeřené vlasy a upravené bradky nebo kníry. Na hlavě se u mužů objevil široký klobouk zdobený pery nebo sametový baret.

#### Baroko a Rokoko

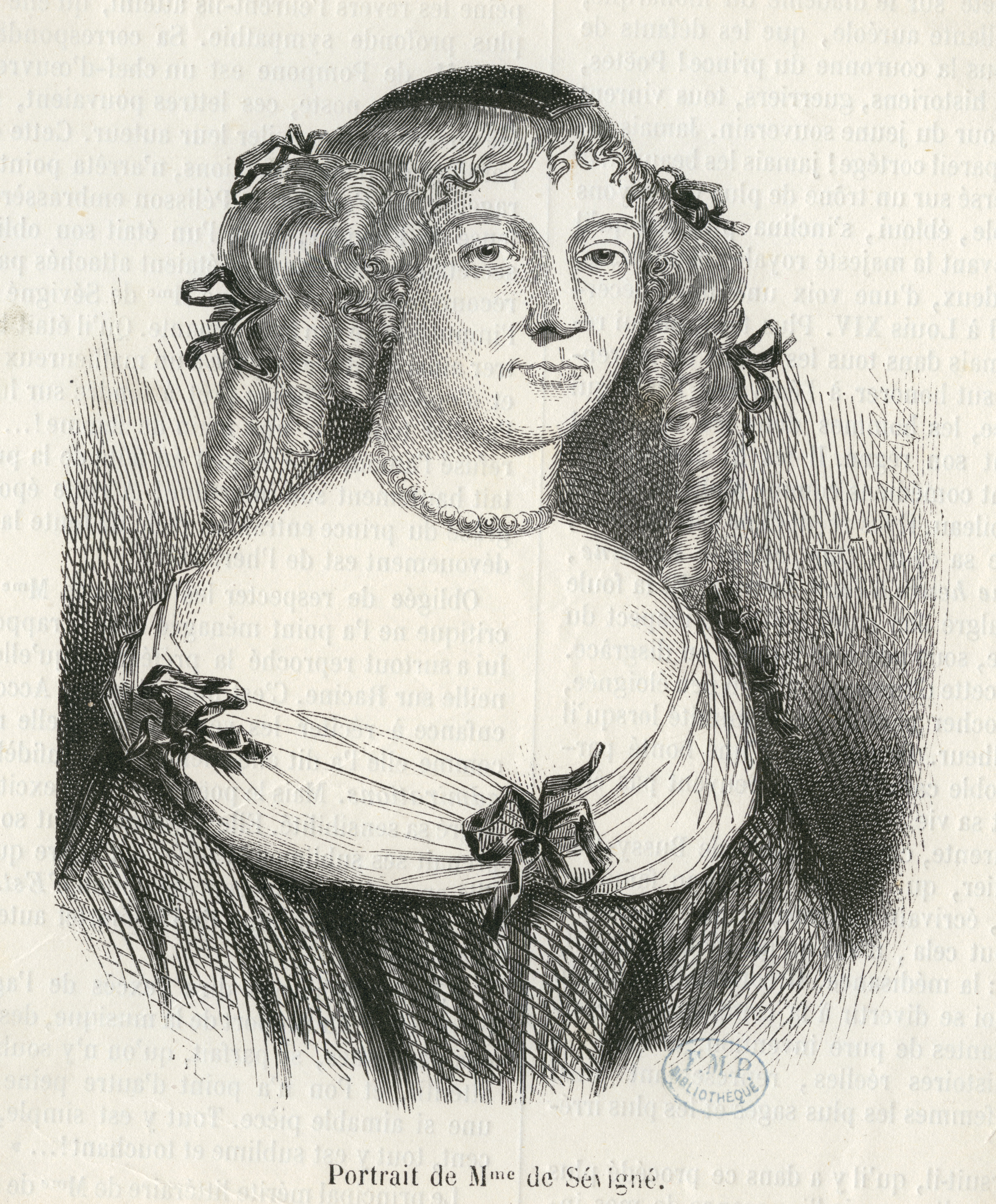
Portrét Marie de Sévigné

Období baroka a rokoka charakterizovaly složité vysoké a komplikované účesy. Nejprve to byl nižší krajkami a stuhami zdobený účes, který se postupně zvyšoval až byl dvojnásobně vysoký než hlava dámy. Nosil se asi dvacet let od roku 1680 a jeho základ vytvořili kadeřníci francouzské vévodkyně z Fontanges. Kopírován byl i účes Marie de Sévigné.
Tyto účesy podporovaly nošení paruk a příčesků v mnohem větší míře než v renesančním kadeřnictví. Králi Ludvíku XIV. zakrýval svoji plešatost umělými vlasy, které tvořily dlouhé volné prameny. Tak se alonžová paruka stala symbolem důstojnosti muže, kteří ji považovali za součást oděvu. Muži si vyholovali tvář, mladíci nosili knír. Velké klobouky zdobené peřím nosily většinou pod paží, aby si nepoškodily paruku.

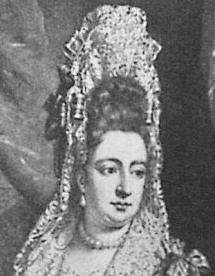
Marie II. Stuartovna s fontanží

Dámské paruky většinou nahrazovaly účesy, které by se nedaly učesat pouze z vlastních vlasů. Zpočátku se nosily menší paruky zdobené tzv. fontanží, kterou tvořila drátěná kostra s ozdobnými prvky z krajky, mušelínu a stuh. Za vlády Ludvíka XVI. se dámské paruky zvětšovaly a upevňovaly se na drátěných kostrách nebo žíněných výplních. V přední partii hlavy byly vlasy vysoko vyčesané. Jako ozdoby se používaly umělé květiny, peříčka, ovoce, tylové síťky a další ozdoby (například ptáci nebo lodě) podle nálady nebo ročního období. Oblíbené byly paruky bílé. Byly posypávány hnědým, šedým, růžovým, fialovým i modrým pudrem, který voněl po fialkách, levanduli nebo jako pomerančový květ. Paruky se pravidelně nečistily a často se v nich usídlili vši. Především ve Francii byla v oblibě malá zlatá kladívka na hubení vší. Objemné paruky bránily dámám v pohybu (podpíraly se speciálními holemi), nástupu do vozidel, u kterých se musela často sundat střecha a také překážely při spánku. Přesto byly kadeřnické služby velmi vyhledávané. Módu období vrcholného rokoka ve Francii udávala královna Marie Antoinetta. 
Muži během 18. století začali nosit malou pudrovanou paruku s copem, který si svazovali sametovou stuhou a vkládali do sametového sáčku. Obličej si pečlivě holili. Na hlavě nosili třírohý klobouk. Prostí lidé nosili polodlouhé vlasy. Ženy si zakrývaly vlasy šátkem nebo čepcem a dívky si pletly copy.

#### Direktorium a Empír

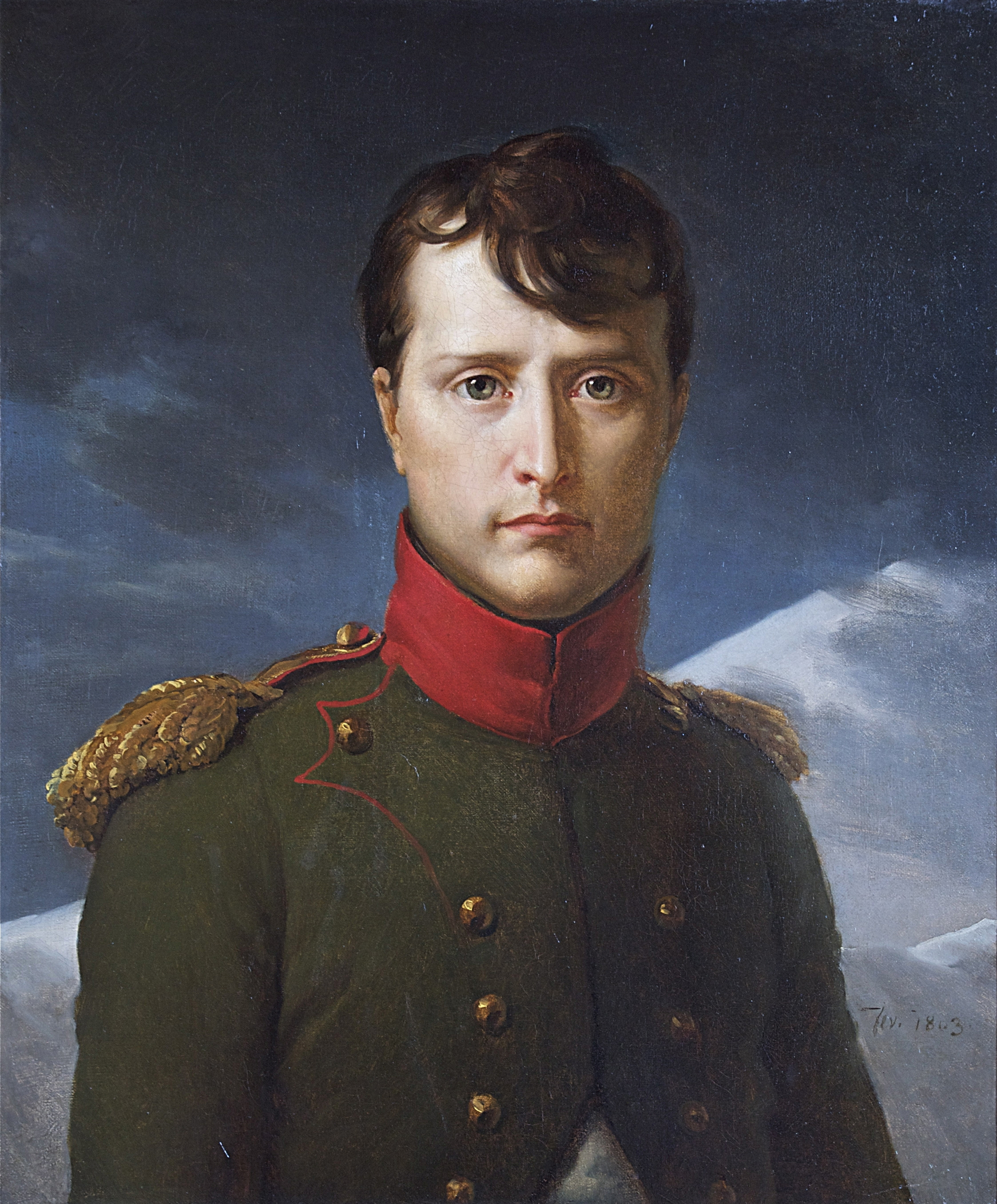
Napoleon Bonaparte, rok 1803

V období Direktoria se způsob života ve Francii a následně i móda zcela změnily. Opět se vrací klasický styl Řeků a Římanů i v oblasti hygieny. Zmizel rozdíl v úpravě vlasů mezi šlechtou a měšťany. Ženy si česaly vlasy do jednoduchých účesů podle antických vzorů. Mužské vlasy byly delší volné a neupravované.
Během období Napoleonské Francie vznikl nový styl – empír, který se během dvaceti let rozšířil po celé Evropě. Ženy si česaly účesy tvořené z loken a rozdělené pěšinkou uprostřed. Na temeni si vytvářely vrkoč. Účes zdobily čelenky, závojíčky, pštrosí pera nebo hřebínky. Lokny vyžadovaly používání příčesků a vlásenek. Doplňkem účesu byly čepicové klobouky nebo barety se stužkami pod bradou. Byly zdobeny stuhami nebo peřím. Slavnostní účes byl doplněn turbanem. Muži nosili zkadeřené, krátké vlasy doplněné dlouhými kotletami. Podle Napoleonova vzoru nosili krátké paprskovitě sčesané vlasy a patku na čele.

#### Biedermeier

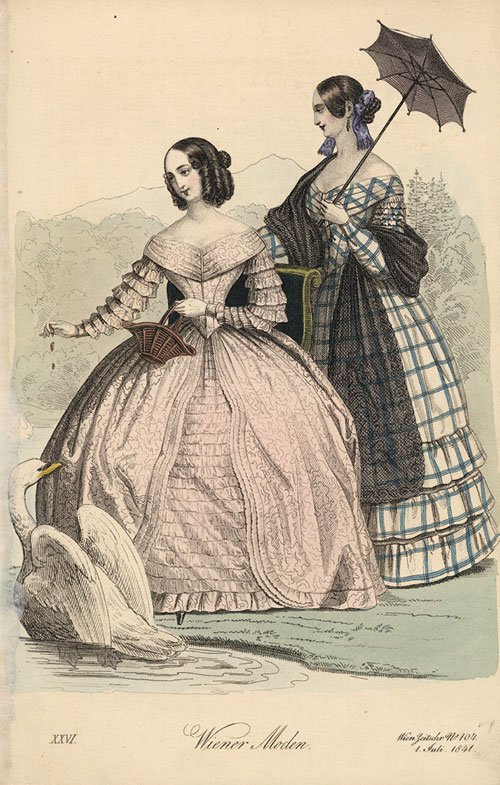
Vídeňské dámy, 1841

Období první poloviny 19. století charakterizoval měšťanský styl biedermeier především v německy mluvících zemích. Ženy si česaly copy, různé ruličky nebo pletence a zachovávaly pěšinku uprostřed hlavy. Aby byla vidět štíhlá šíje, vlasy si vzadu vyčesávaly nahoru. Charakteristický byl uzel na temeni hlavy spletený do tvaru korunky. Vlasy se zdobily hřebeny, stuhami, krajkami nebo umělými květinami a pery. „Intelektuálky“ si česaly cop nebo drdol s vlasy staženými přes uši.
Převrat při tvarování vlasů způsobil vynález ondulace železem, jehož autorem byl francouzský kadeřník Racul Marcel. Muži nosili krátké nebo polodlouhé,  zvlněné vlasy s pěšinkou a licousy. Vznikl také velmi krátký střih pro muže, později nazývaný ježek.

#### Secese

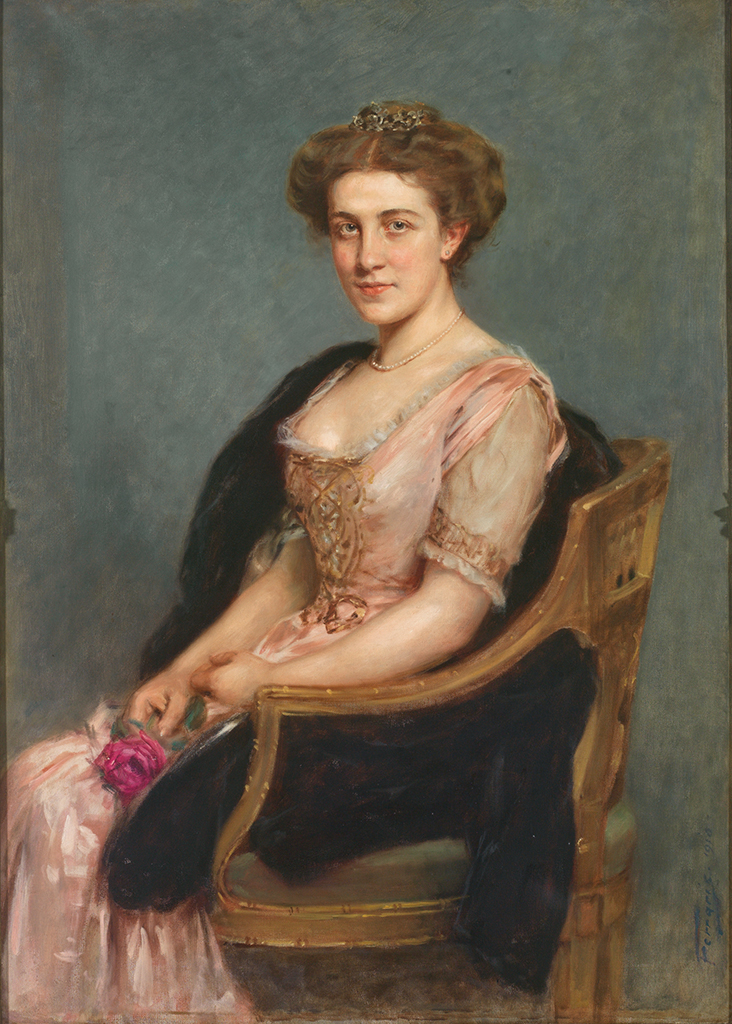
Portrét dámy, 1910 Arthur von Ferraris

Nová dekorativnost se projevila i při úpravě vlasů. Ženy stále nosily příčesky a vlasy si vyčesávaly vzhůru. Nad čelem se nosily malé patky nebo kratší vlasy zvlněné „ondulačním železem“ tzv. kudrlinky frou – frou. V týle se česal uzel nebo se z copů na temeni stáčel vyšší věnec. Do šířky se účesy upravovaly pomocí vlasových podložek. K temeni hlavy se ozdobnými hřebeny připevňovaly vlasové příčesky. K odbarvování ženských vlasů se začal používat peroxid vodíku.  
Slavnostní účesy zdobily bižuterní jehlice se štrasovými kameny a rajčí peří. Účes doplňovaly květiny, stuhy i vycpaní ptáčci. Dívky si vyčesávaly vlasy k temeni hlavy, kde si splétaly copy. Pánové nosily krátké, hladké vlasy s pěšinkou na straně. Pečlivě upravené a navoskované kníry byly také módní.
Na počátku 20. století kadeřník Karl Nessler představil metodu trvalé ondulace. Začaly přibývat další kadeřnické přístroje a chemické roztoky, které umožnily nové možnosti při tvarování vlasů. 

### Galerie

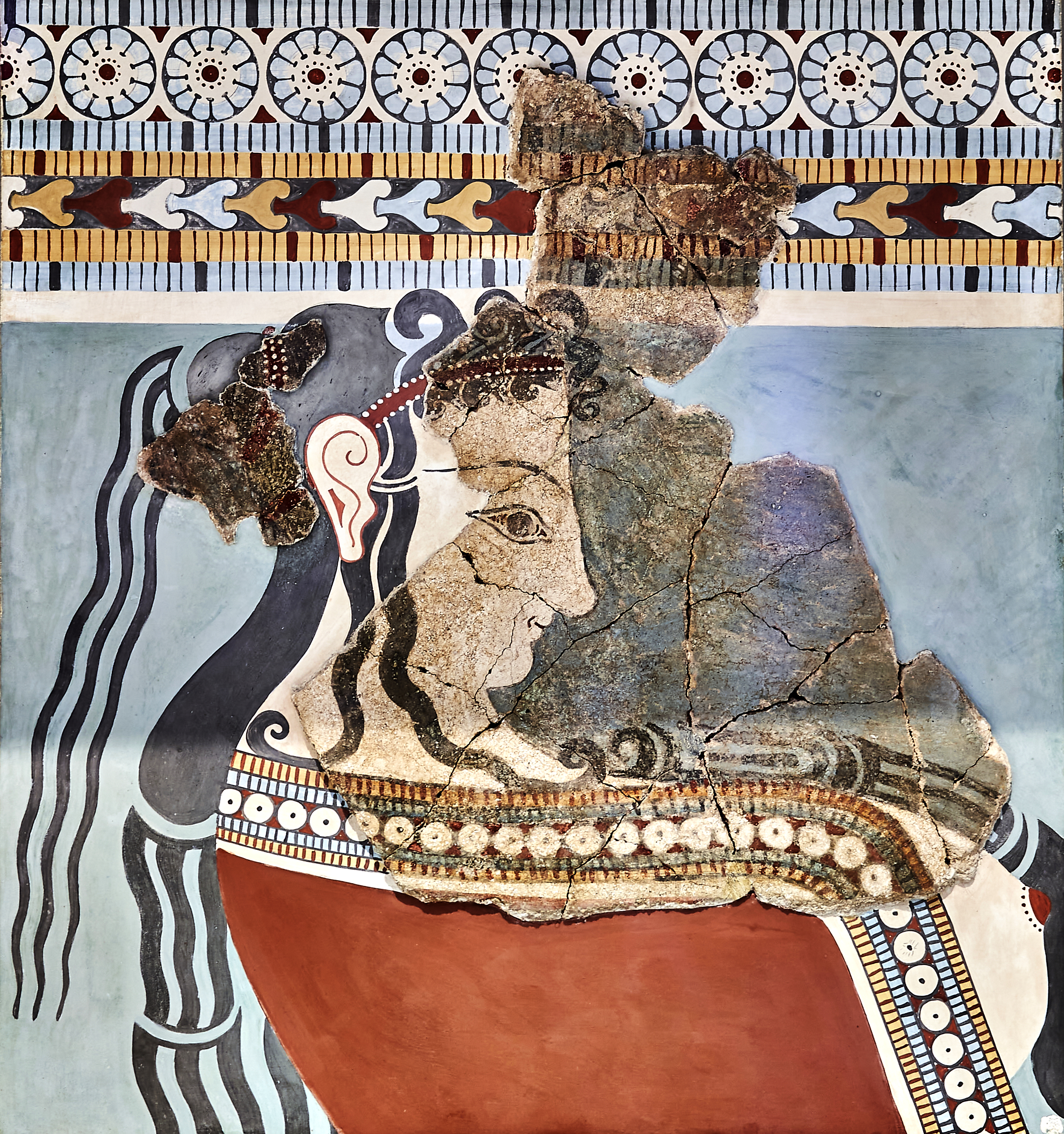
Mykény, 14. století před naším letopočtem
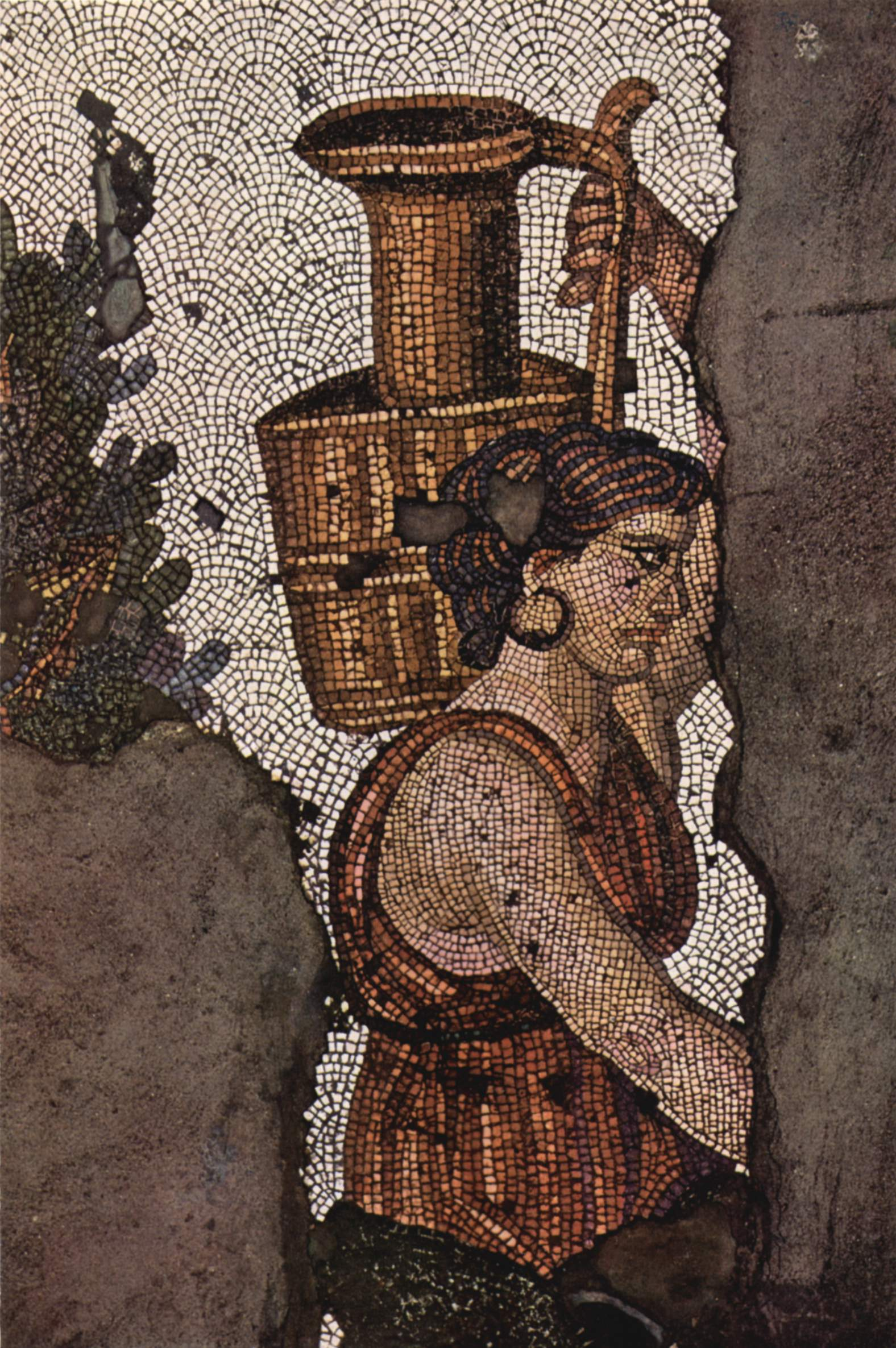
Byzanc, 5. století
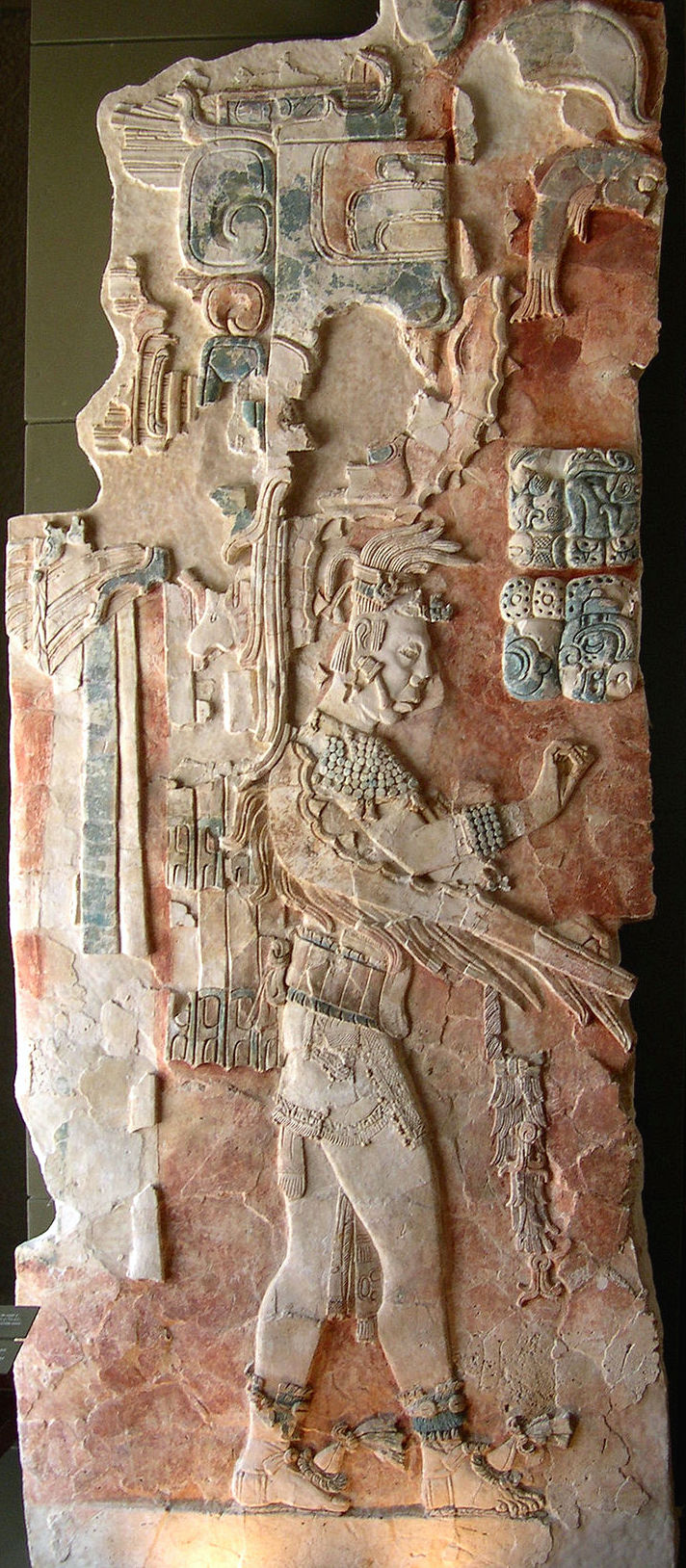
Mayská civilizace, 7. století

#### 15. století

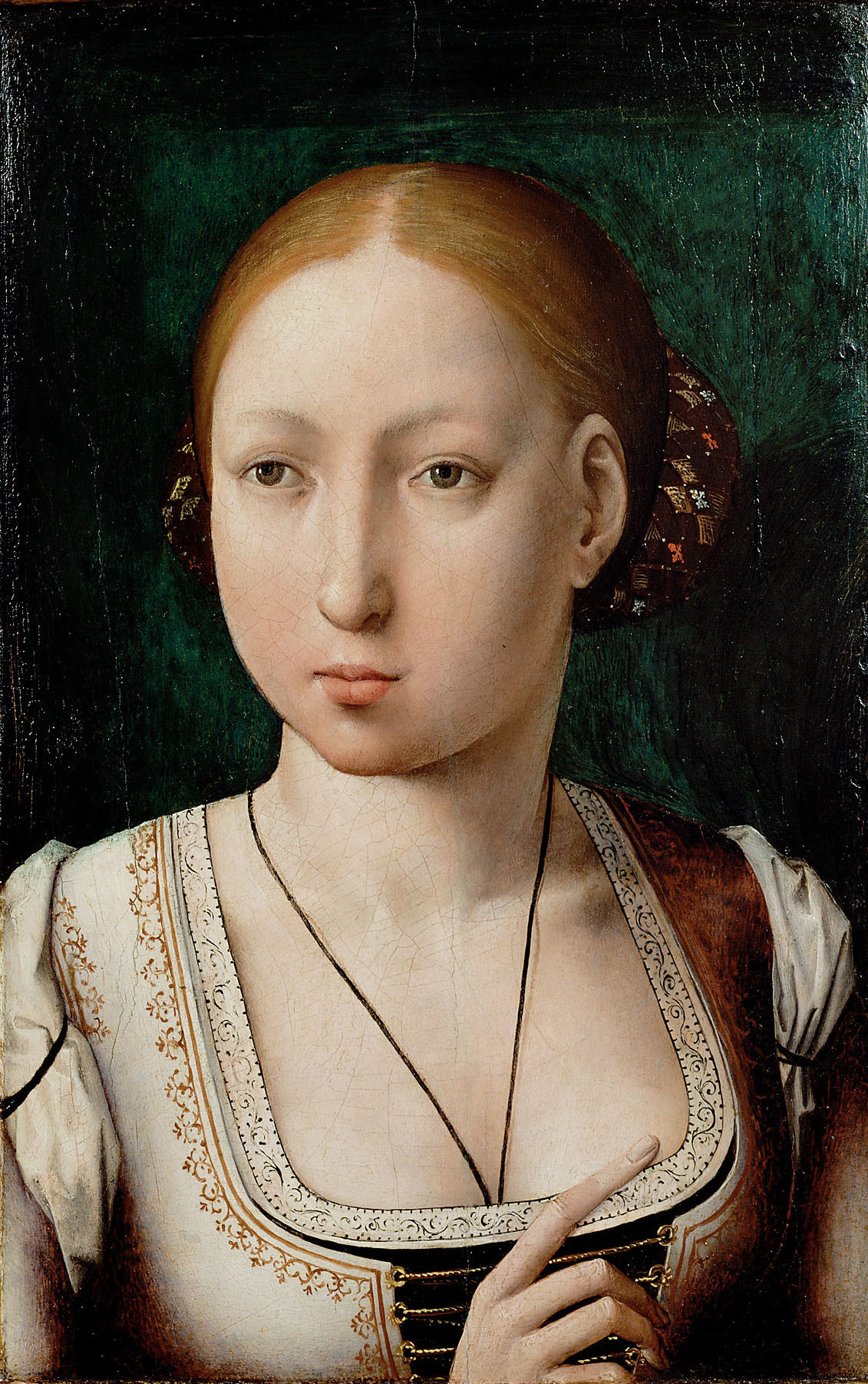
Španělsko
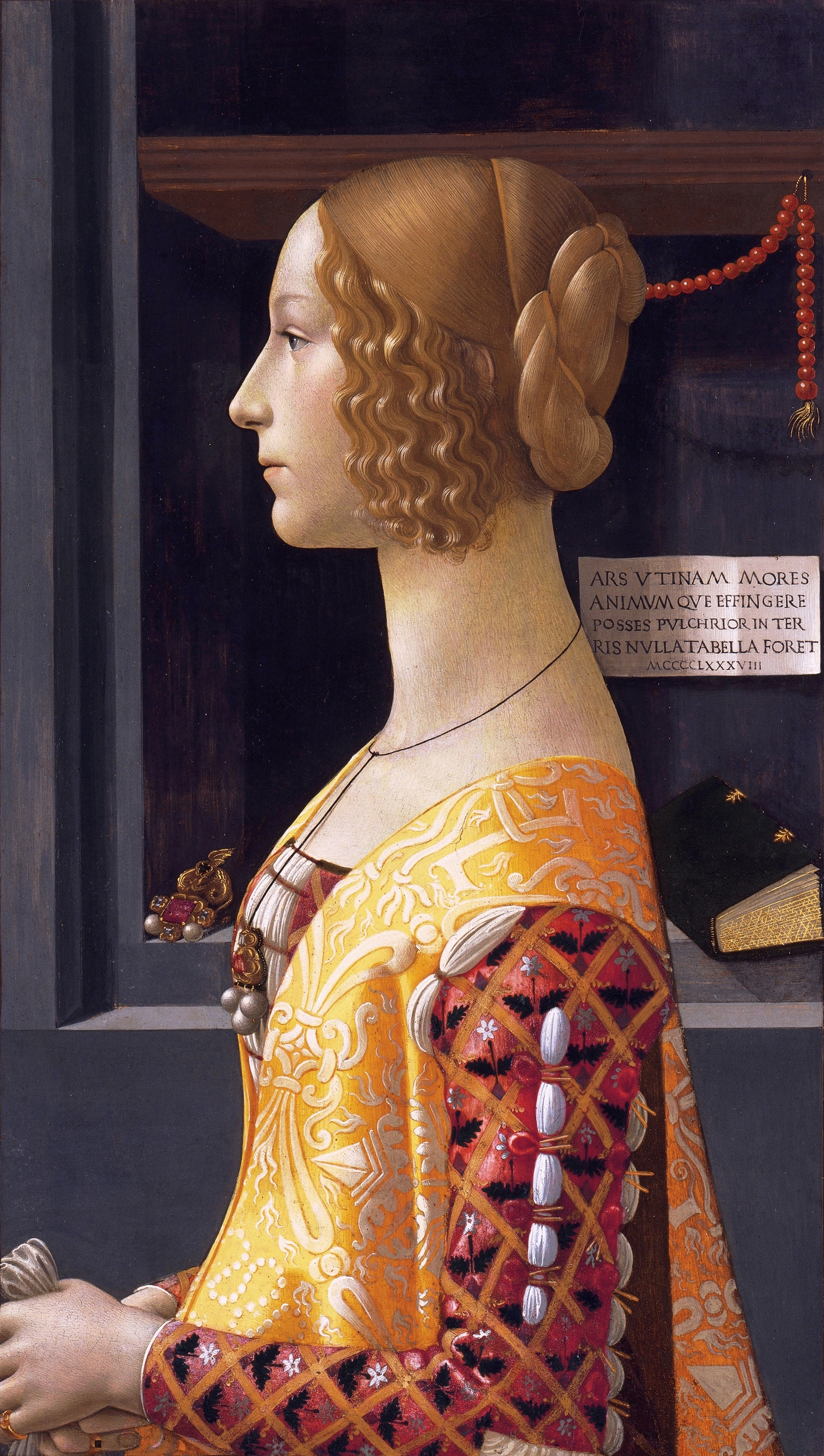
Itálie
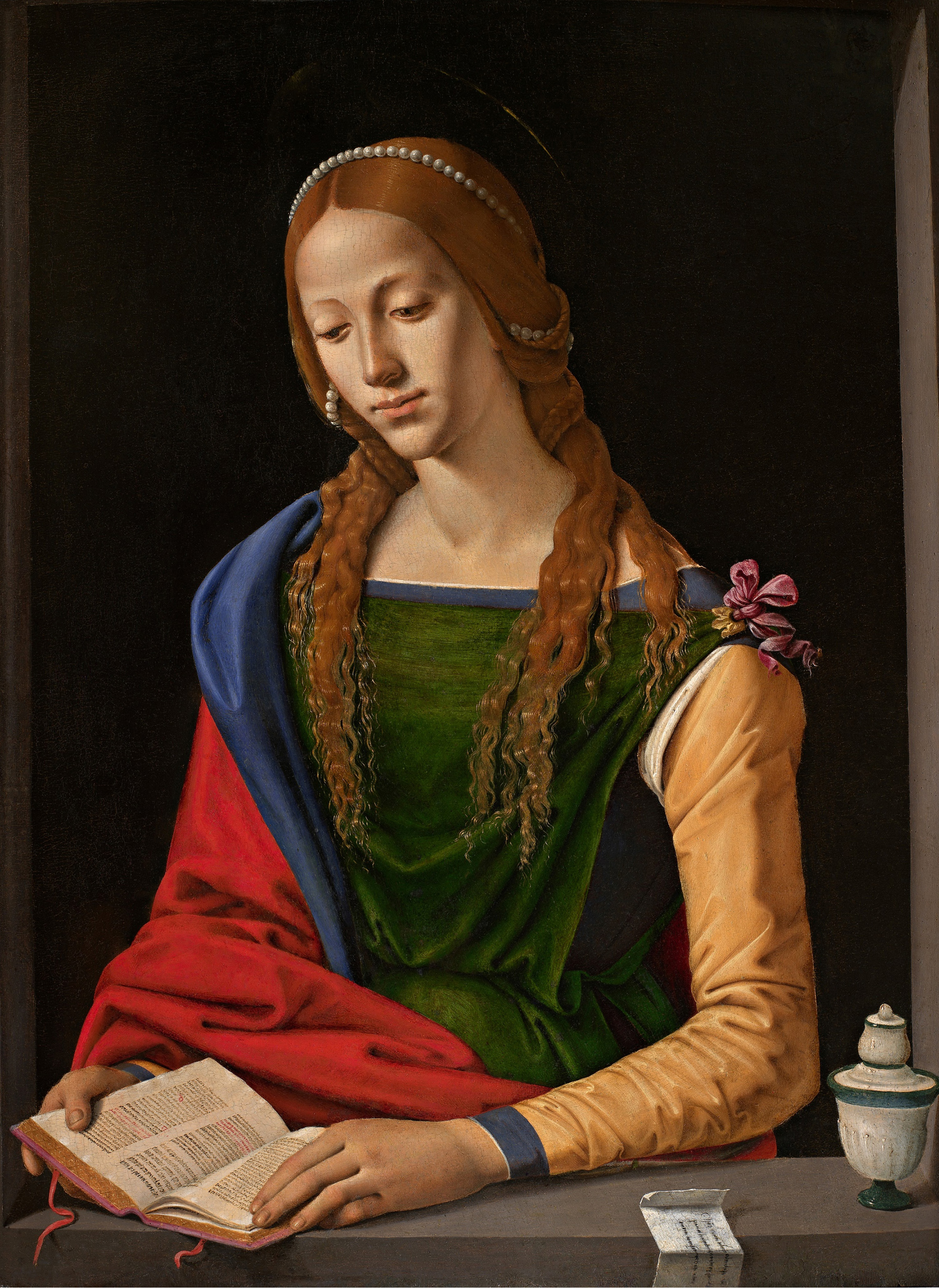
Itálie
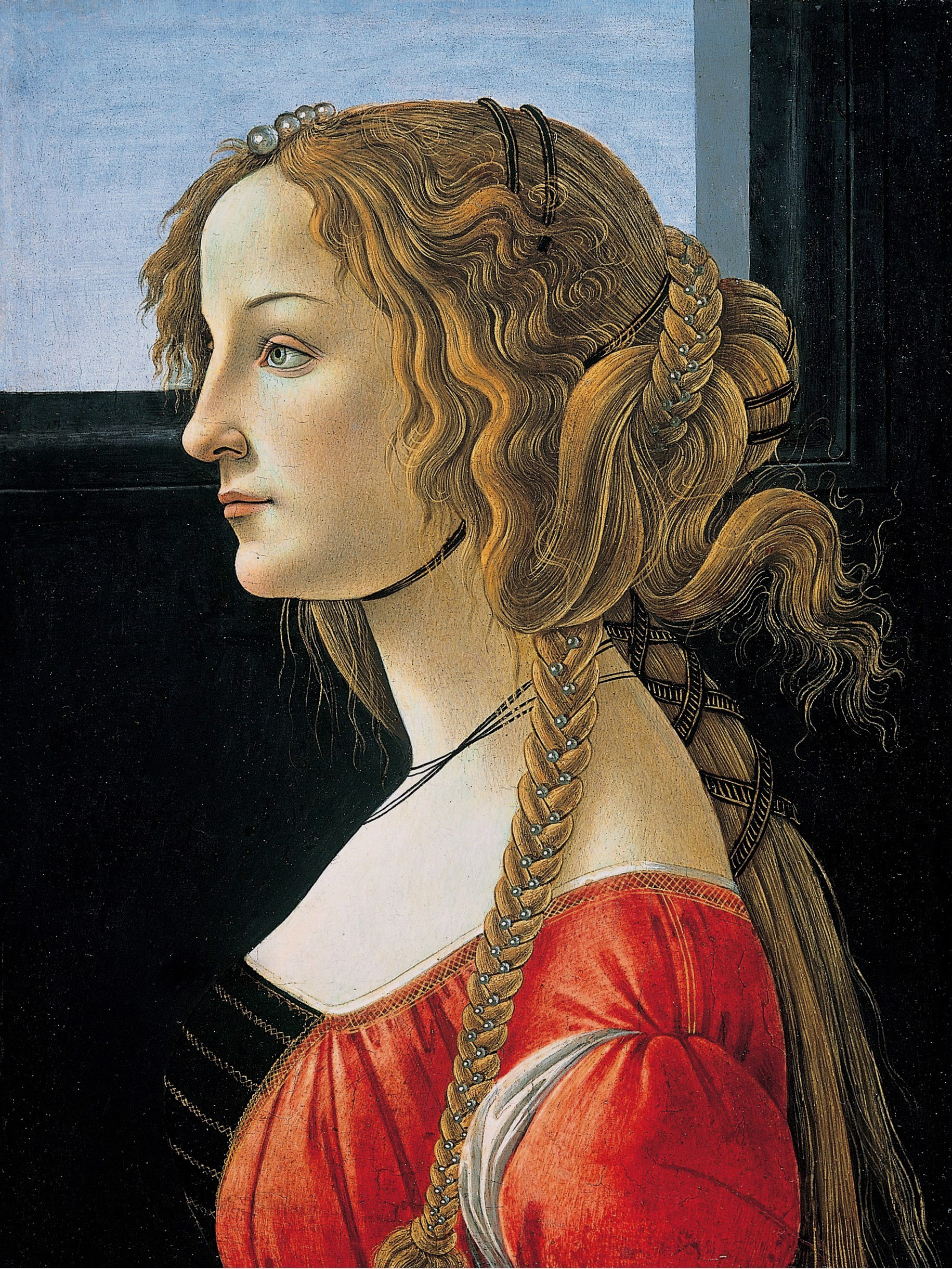
Itálie
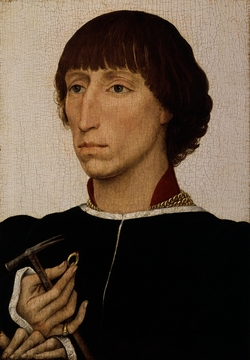
Itálie
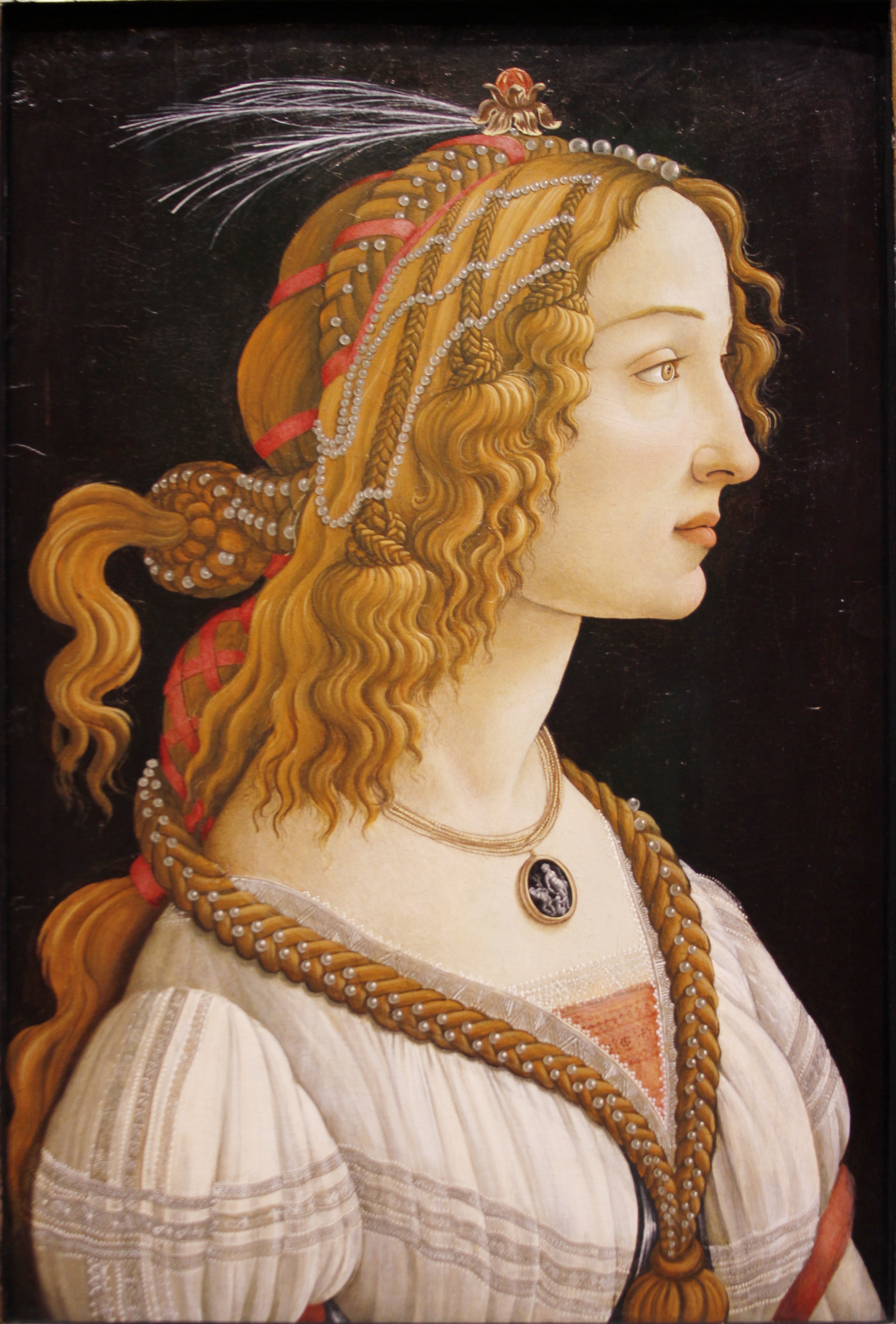
Itálie
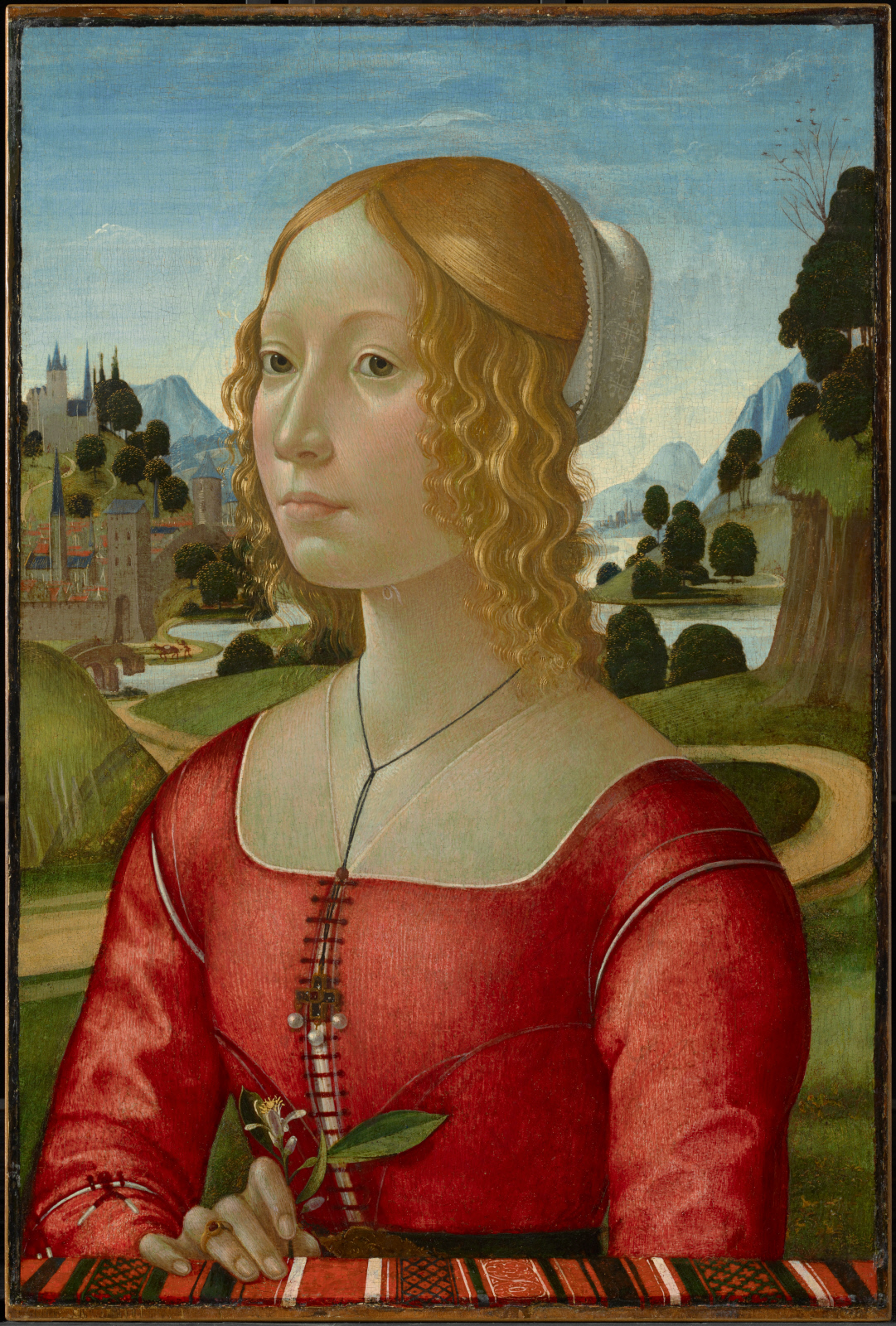
Itálie

#### 16. století

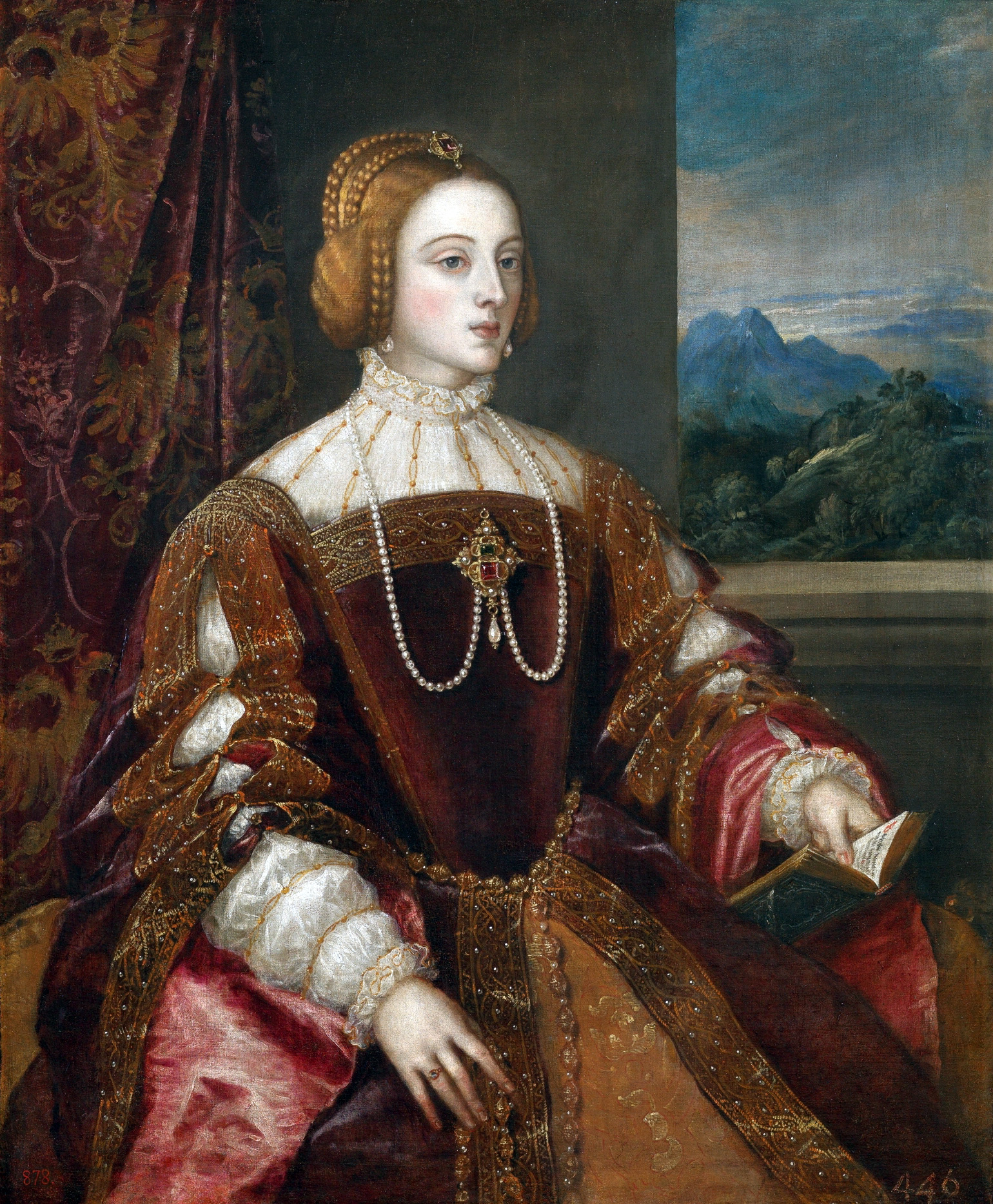
Portugalsko
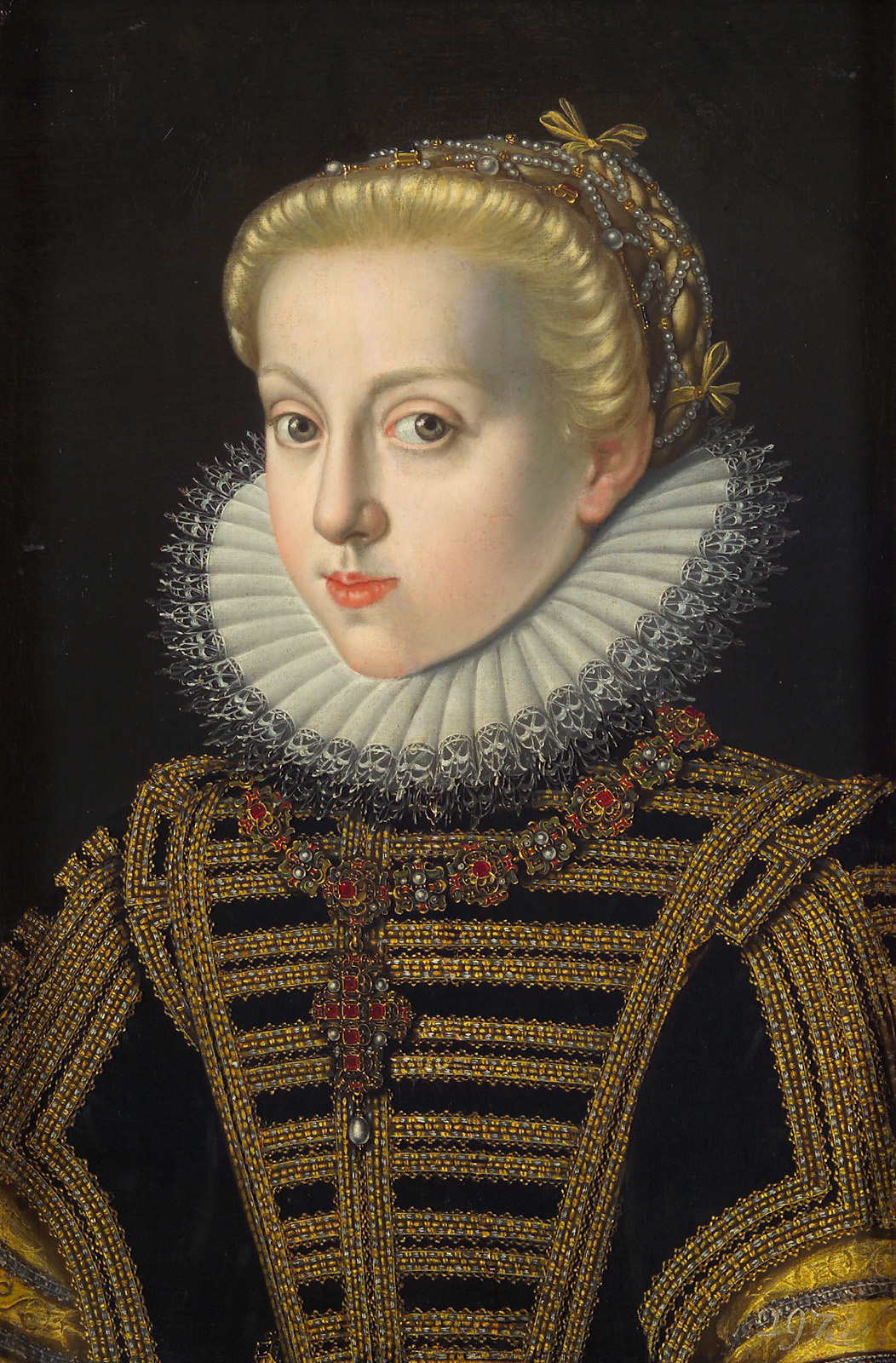
Rakousko
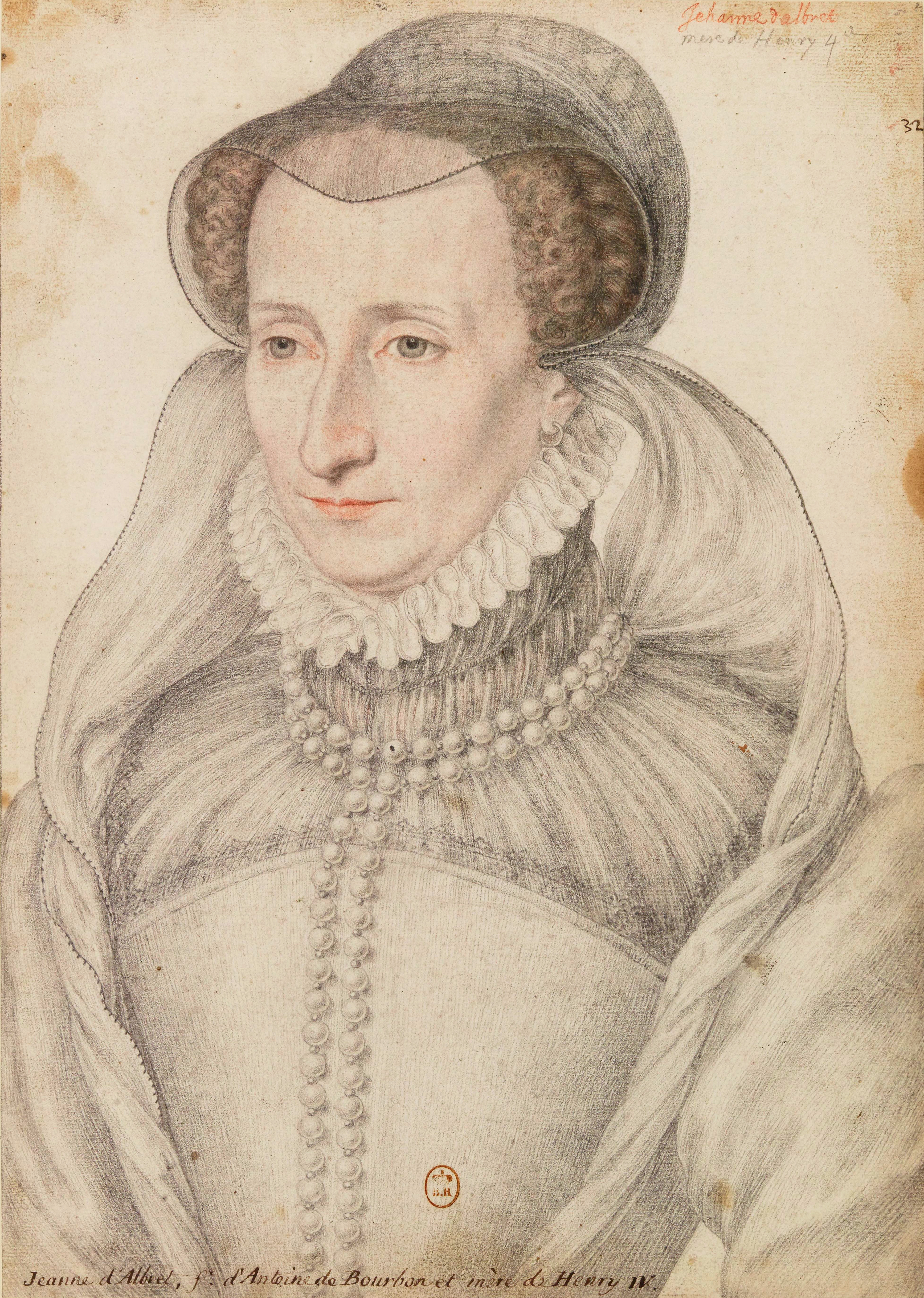
Španělsko

#### 17. století

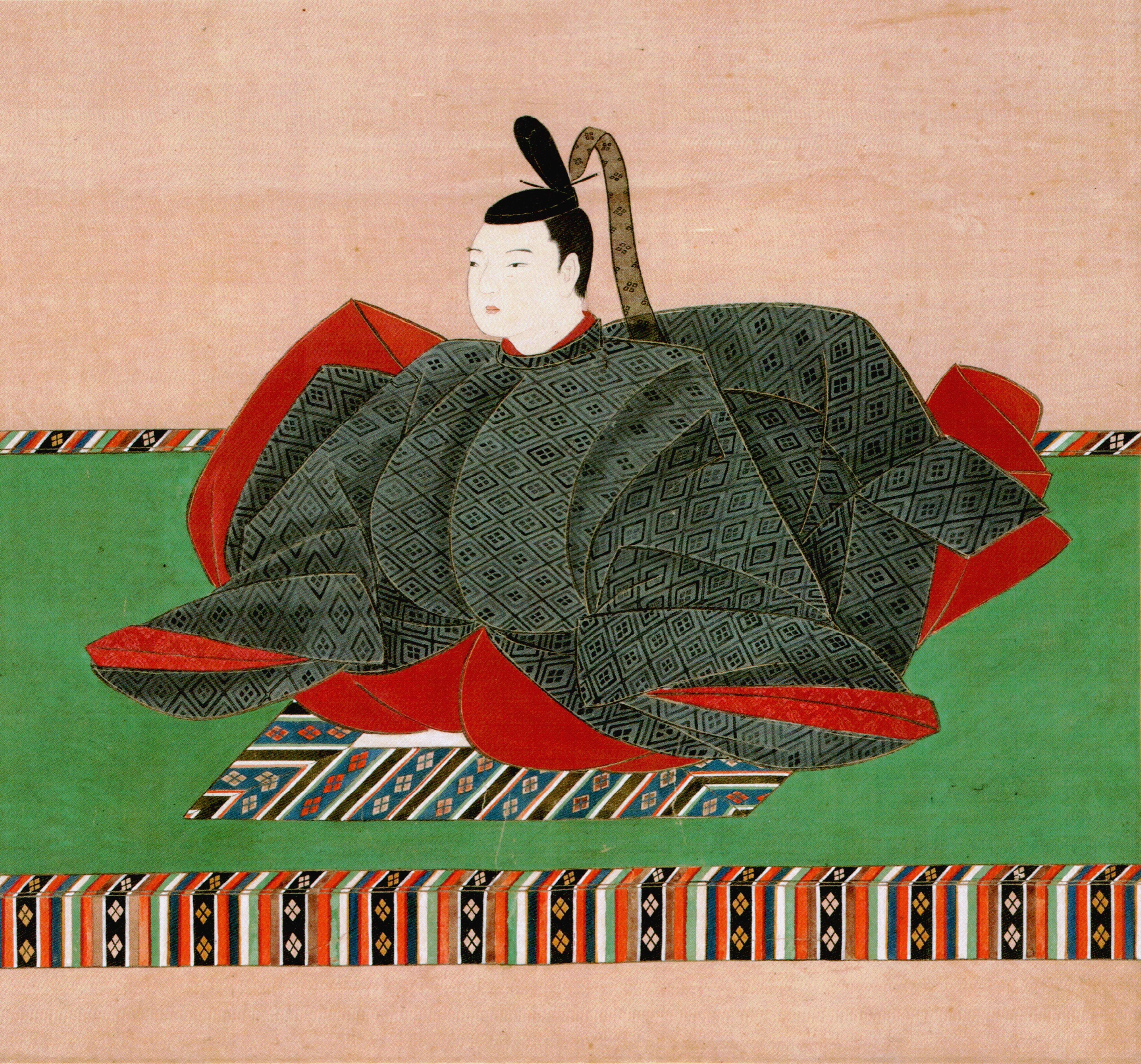
Japonsko
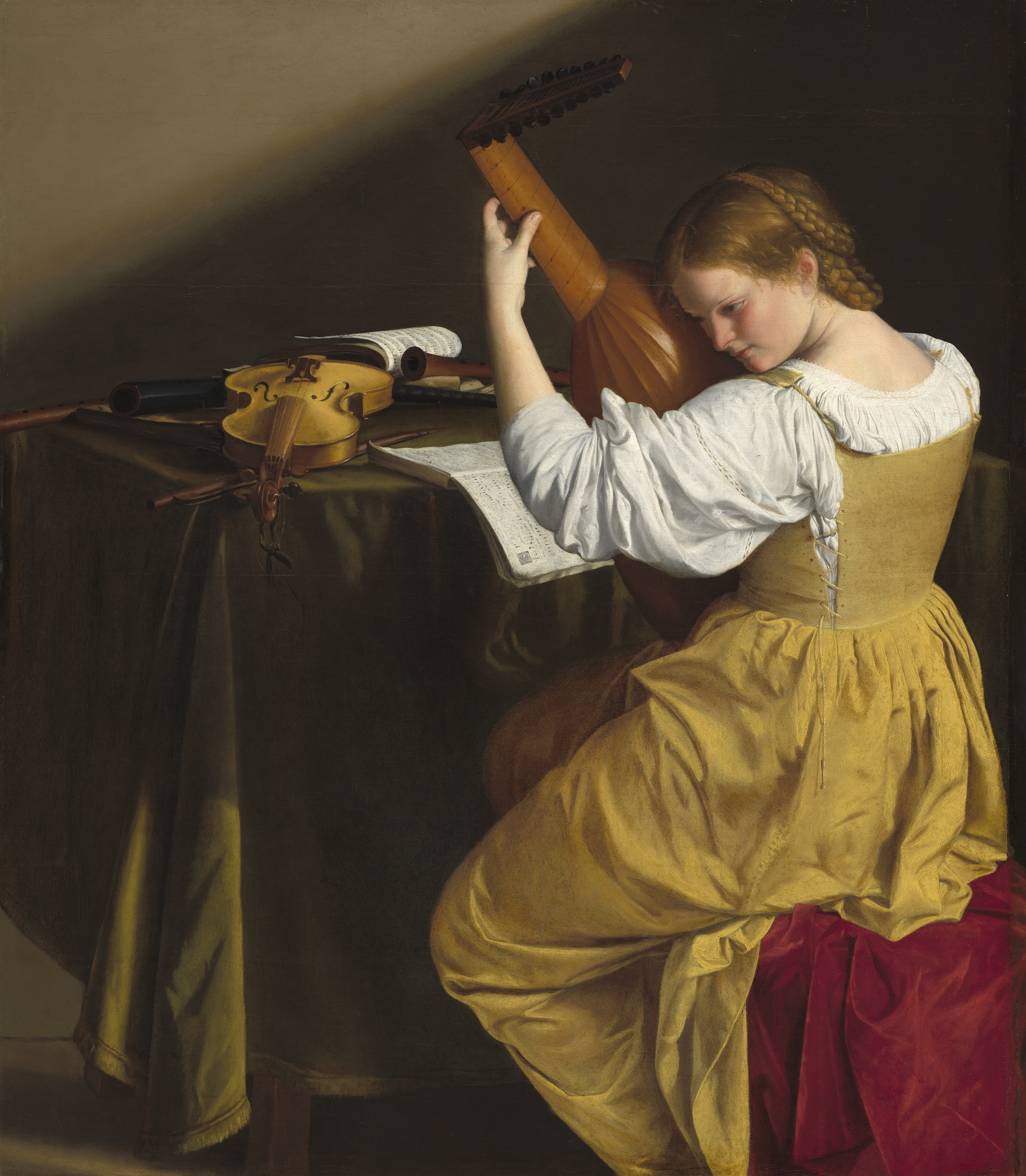
Itálie
Německo
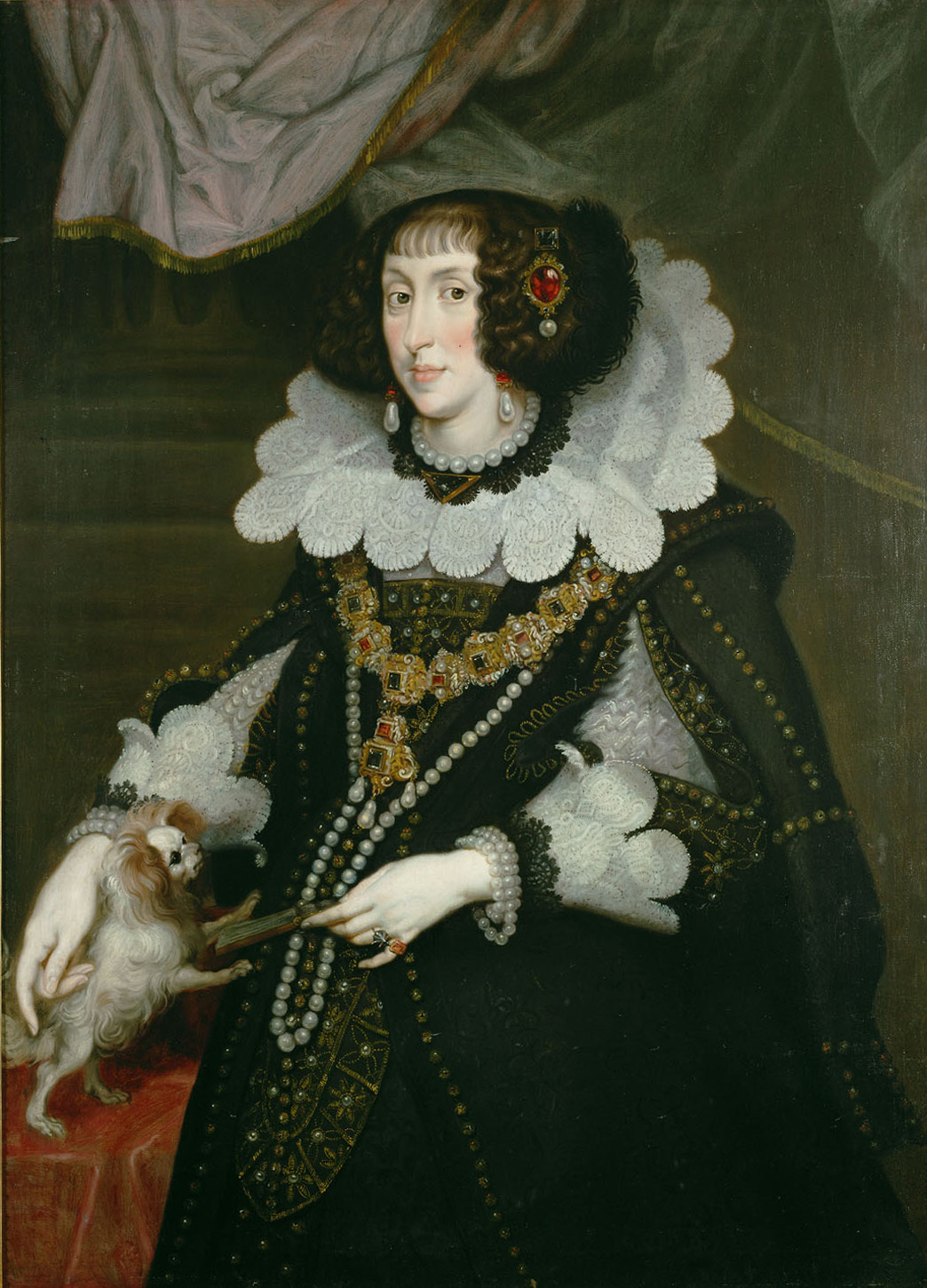
Německo
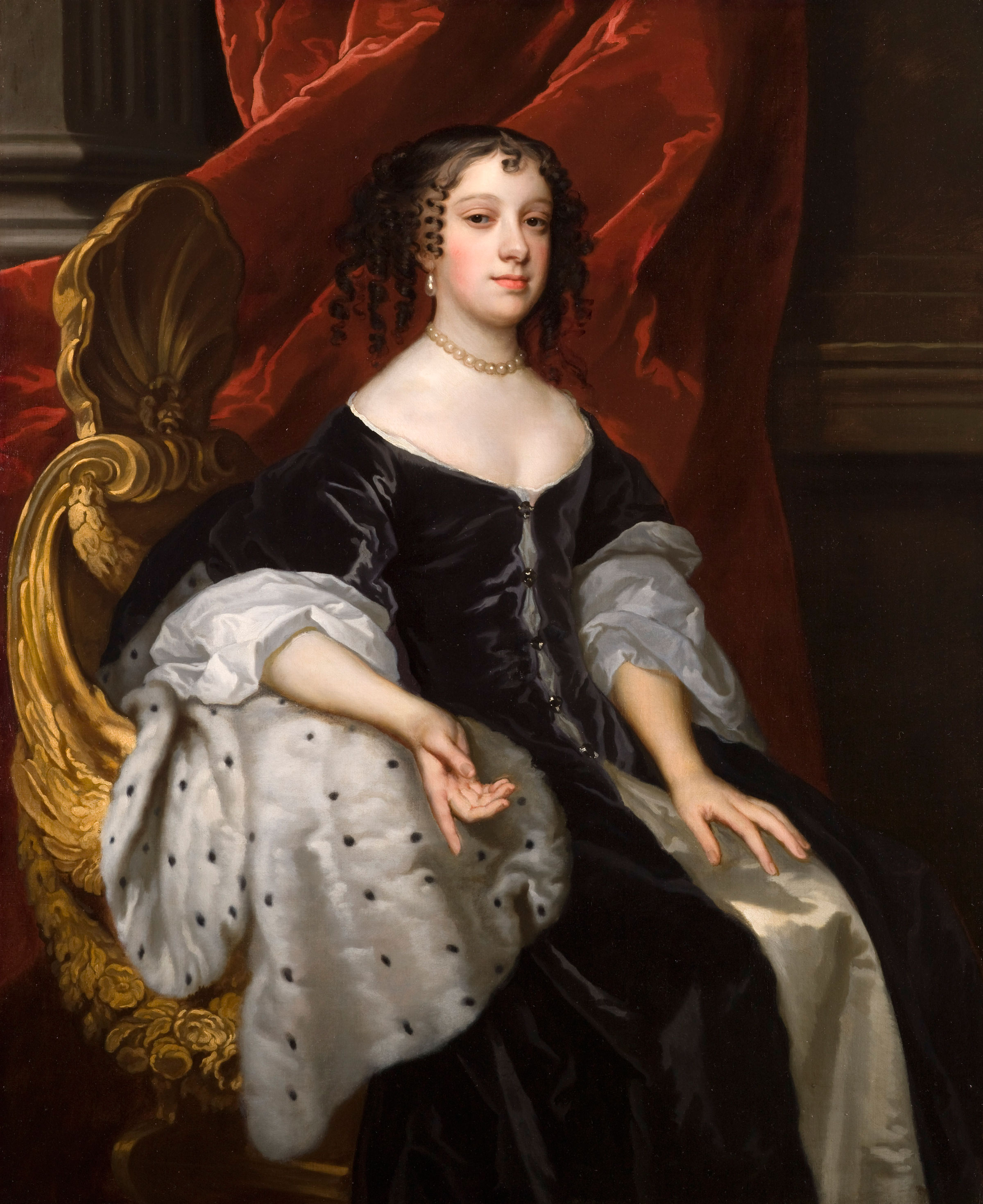
Anglie
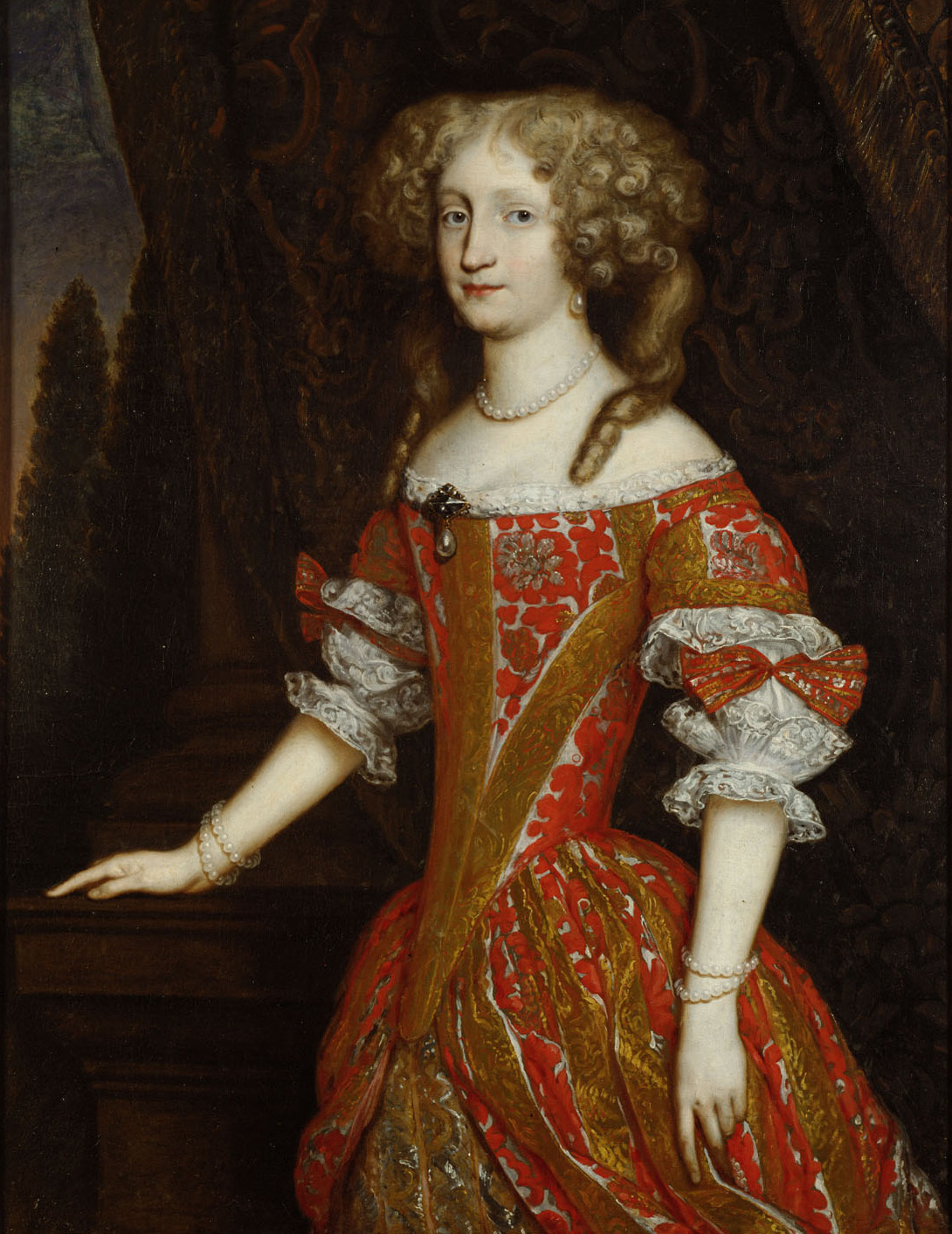
Německo
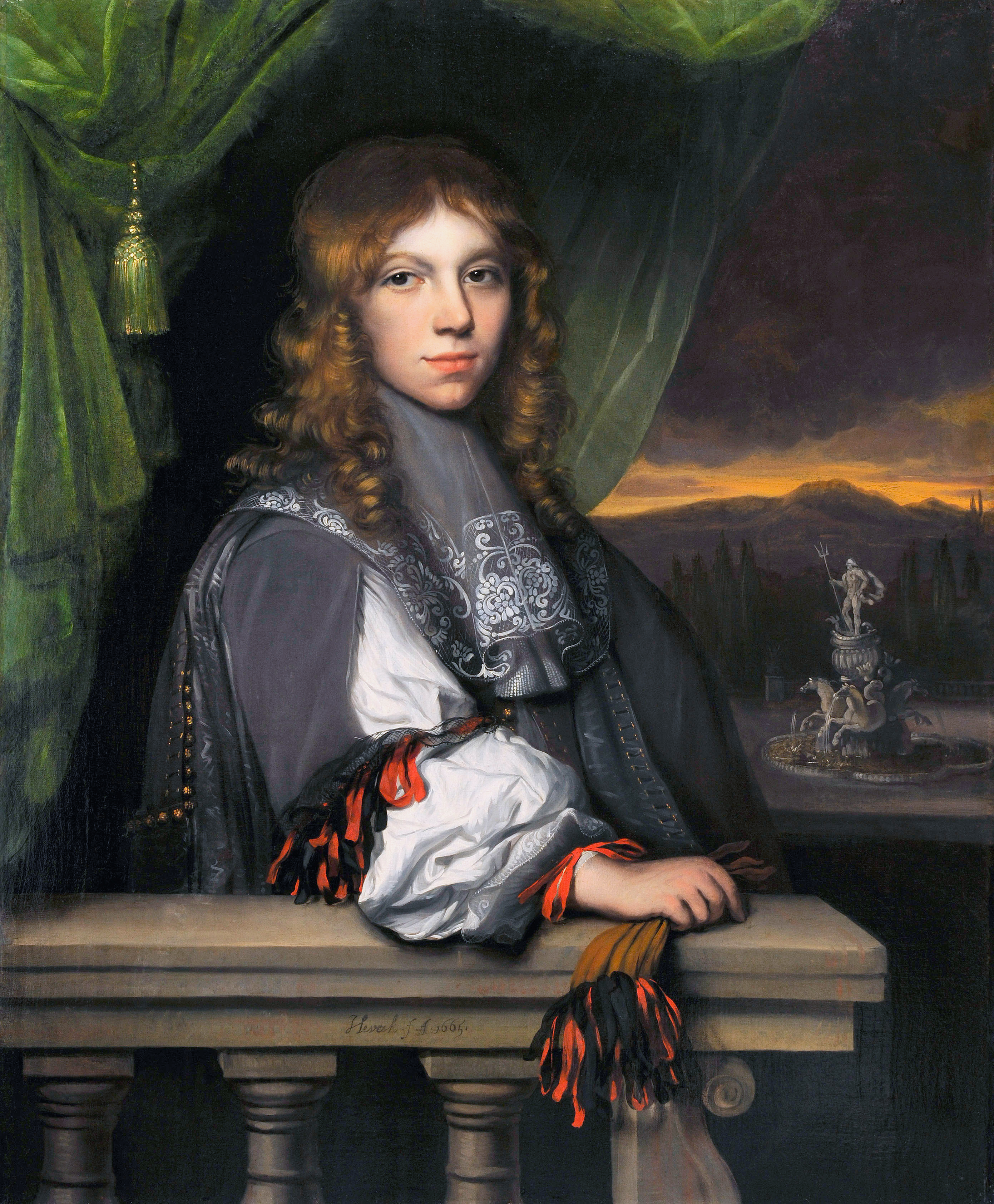
Holandsko
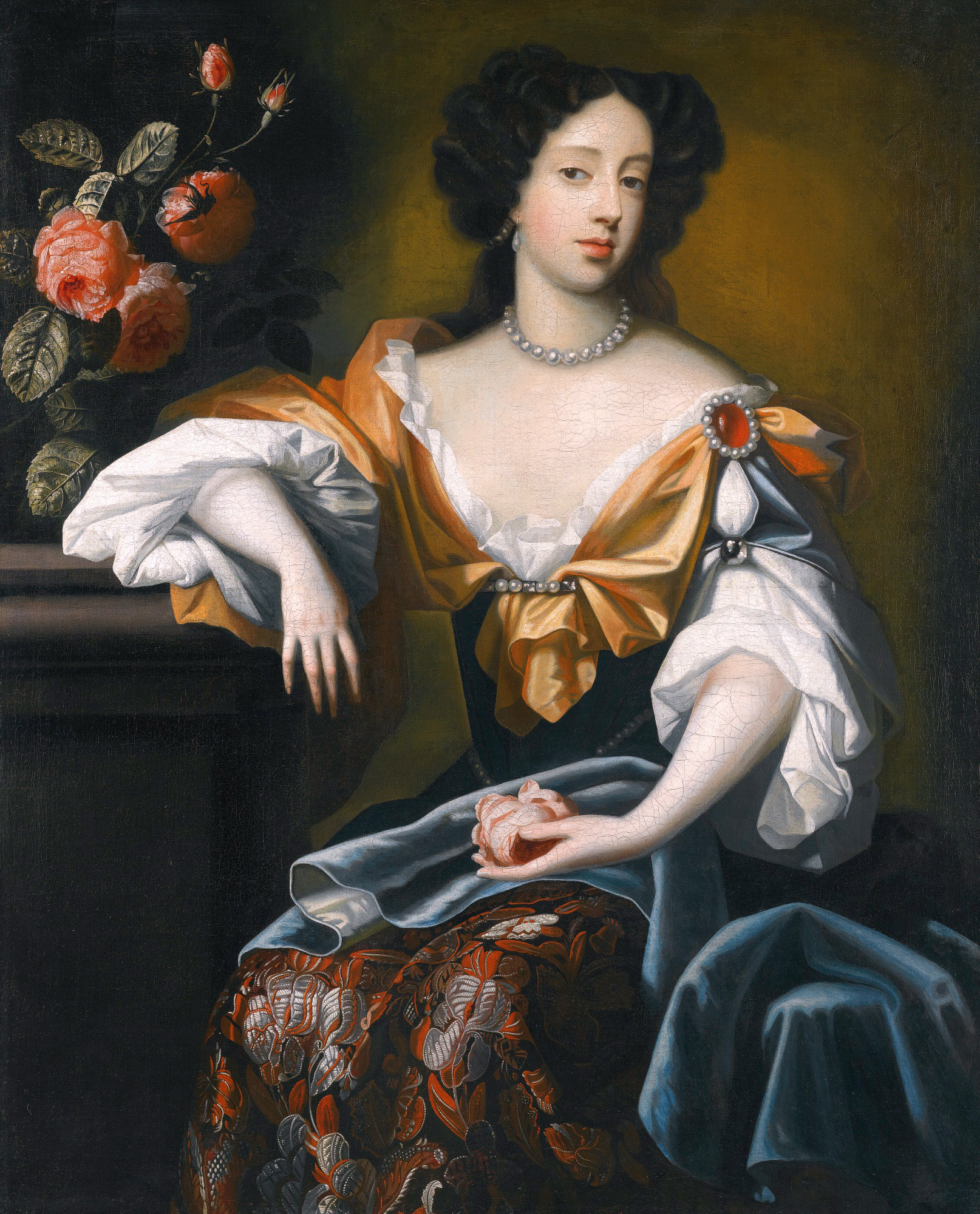
Anglie
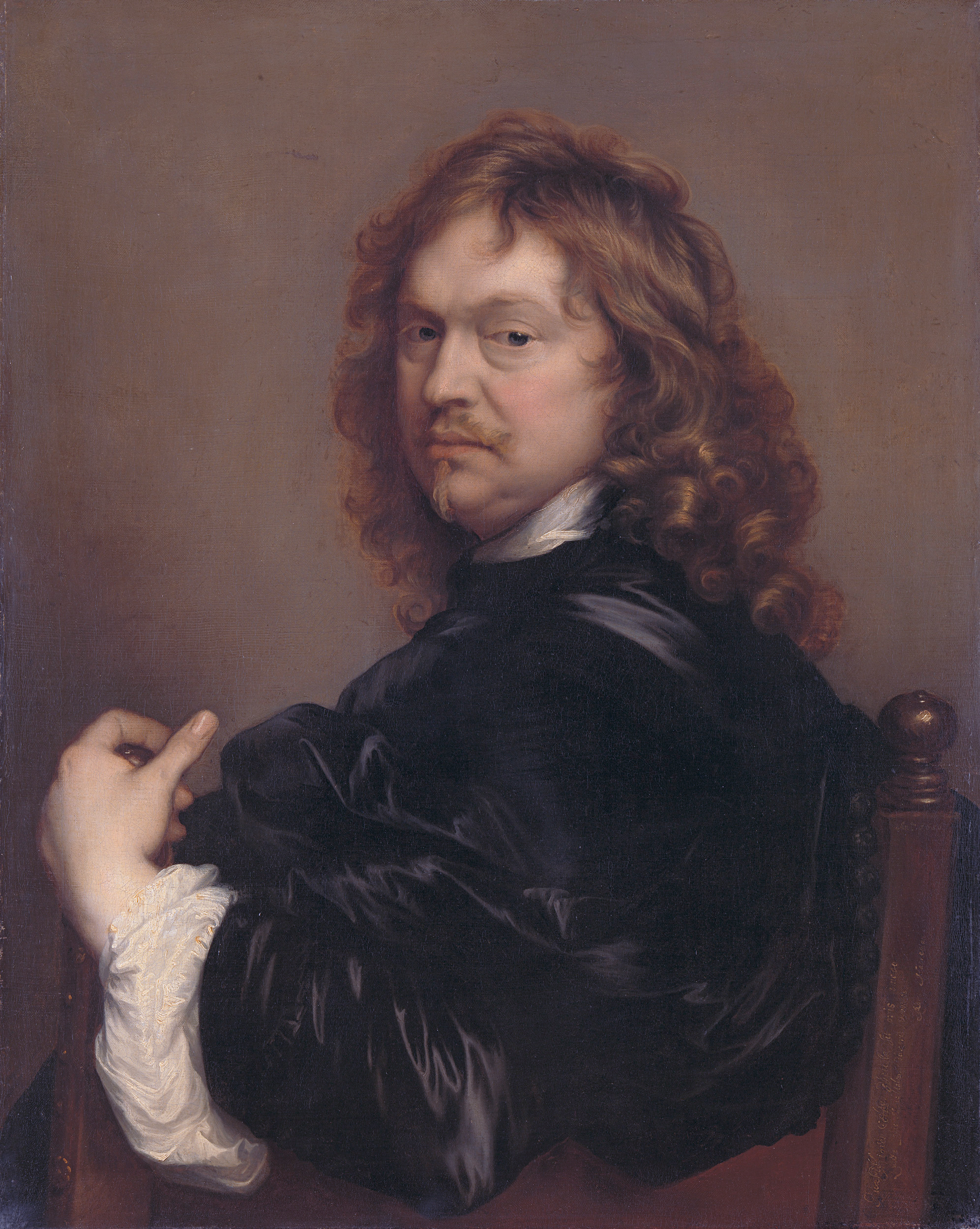
Dánsko
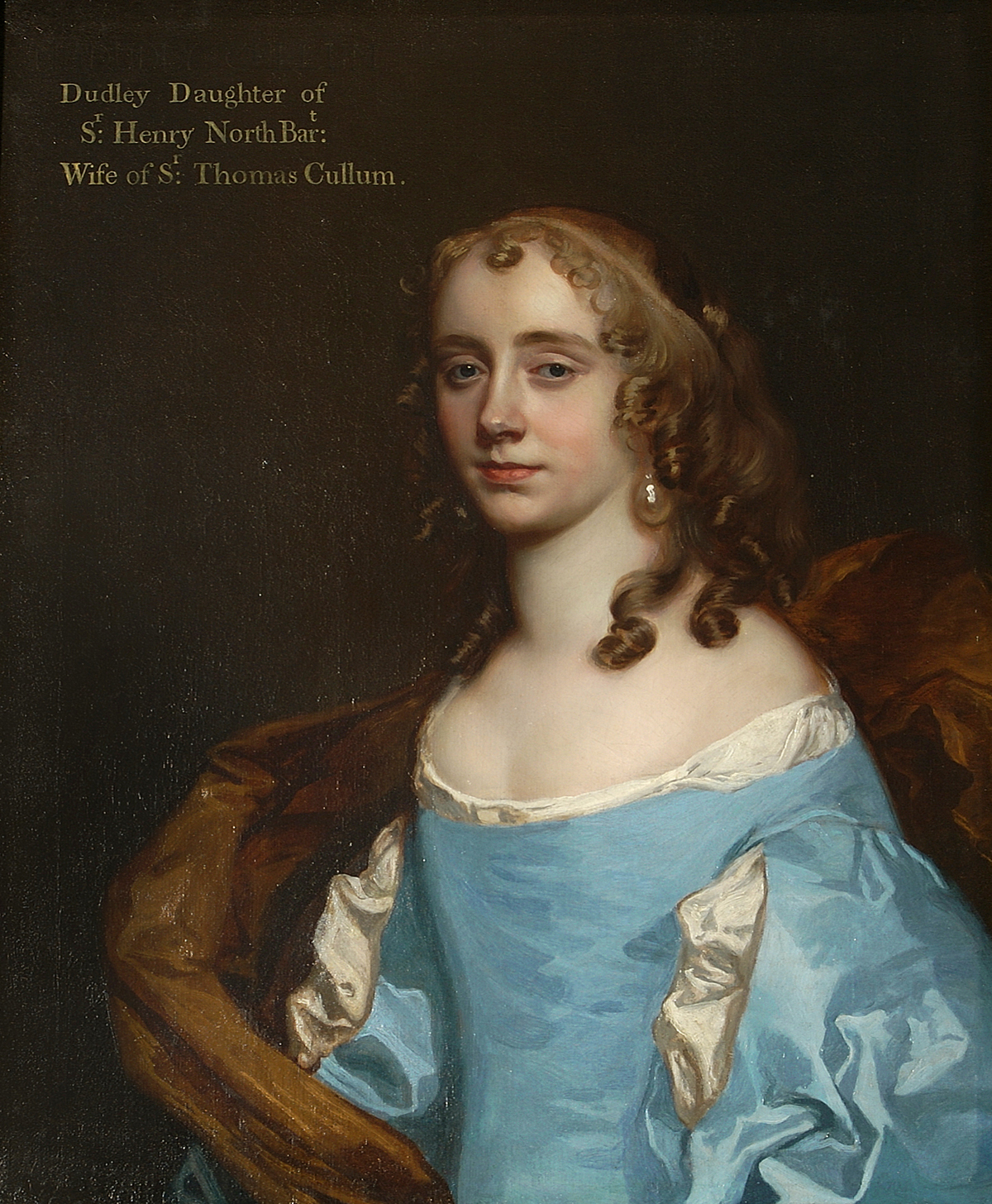
Anglie

#### 18. století

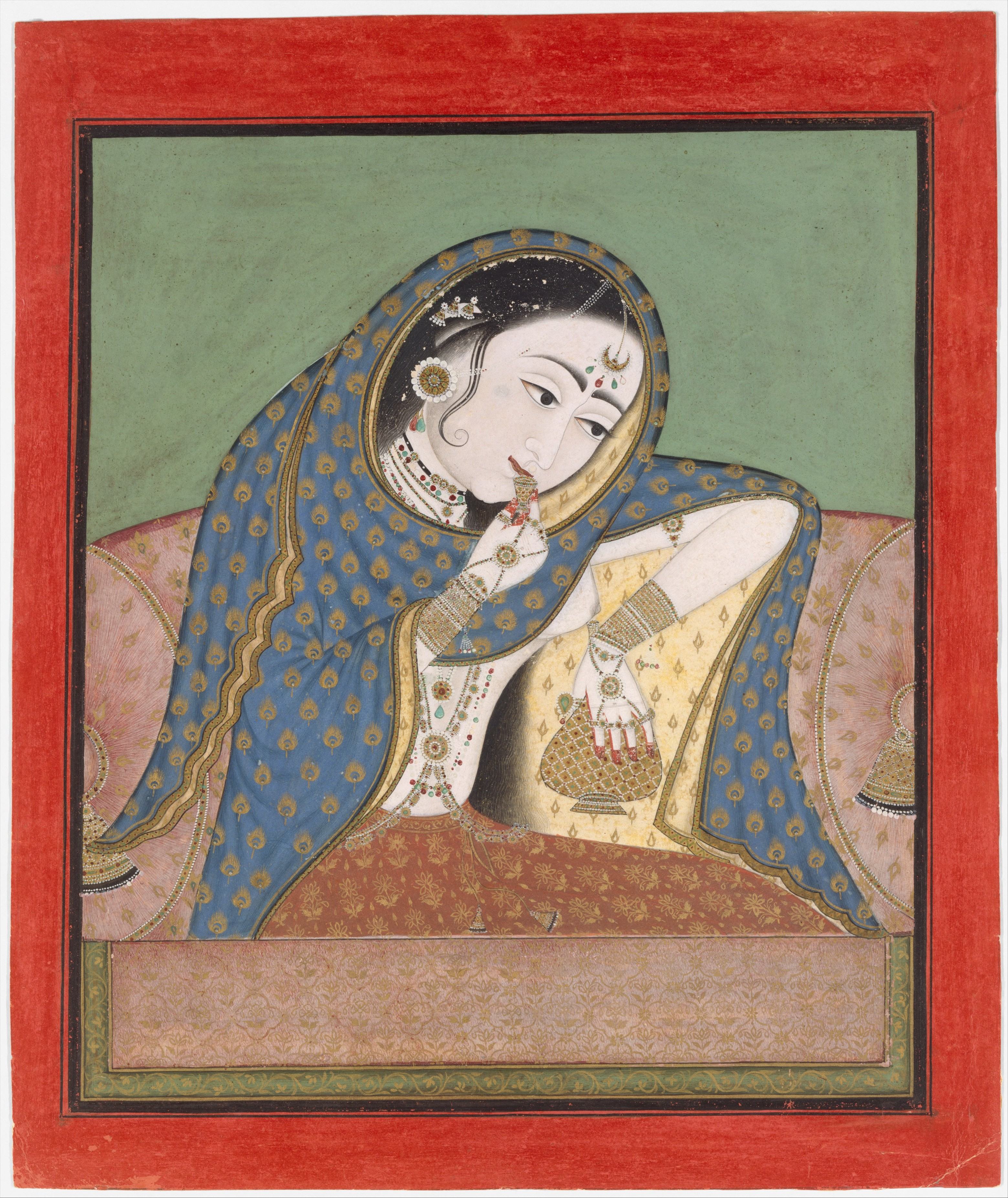
Indie
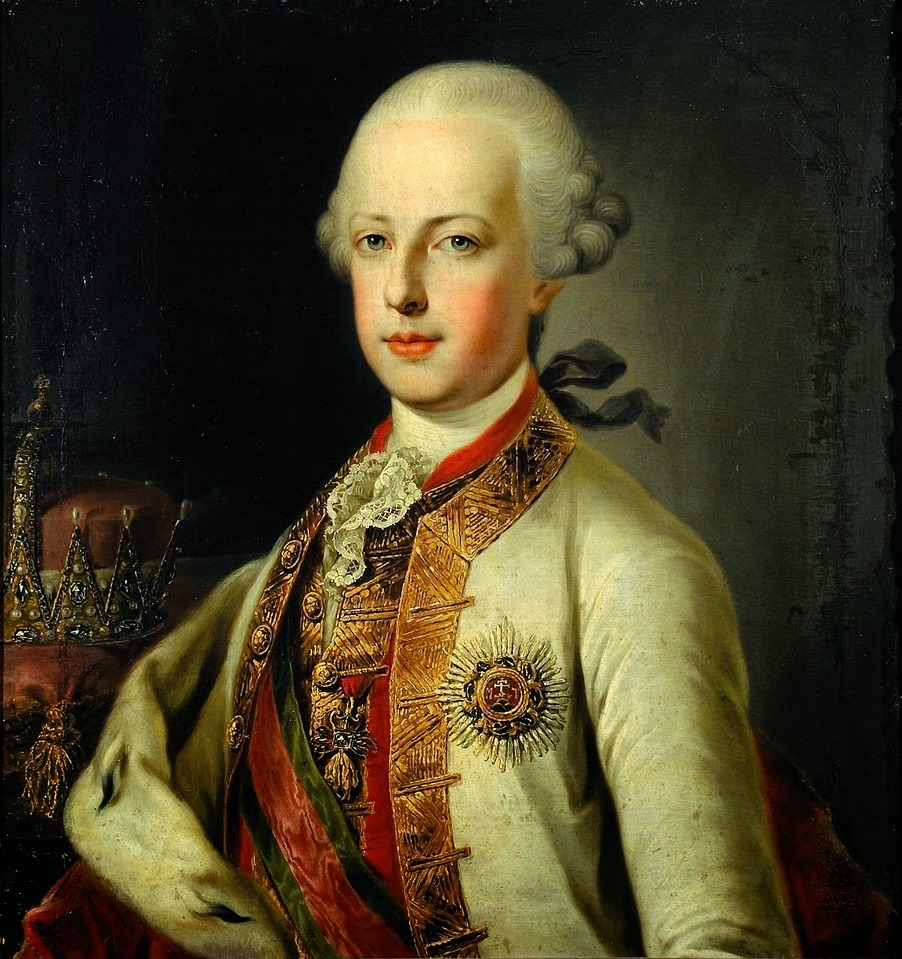
Rakousko
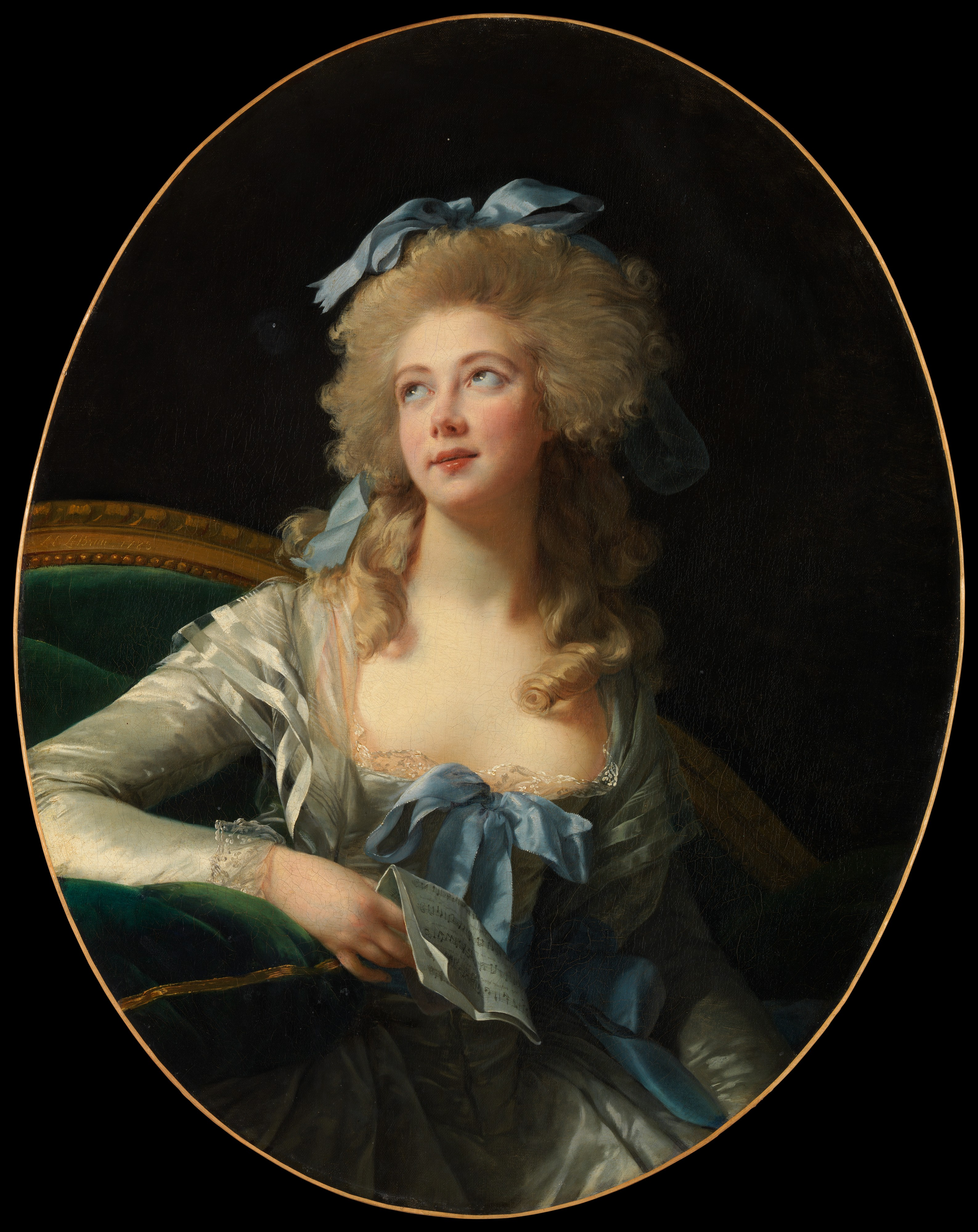
Francie
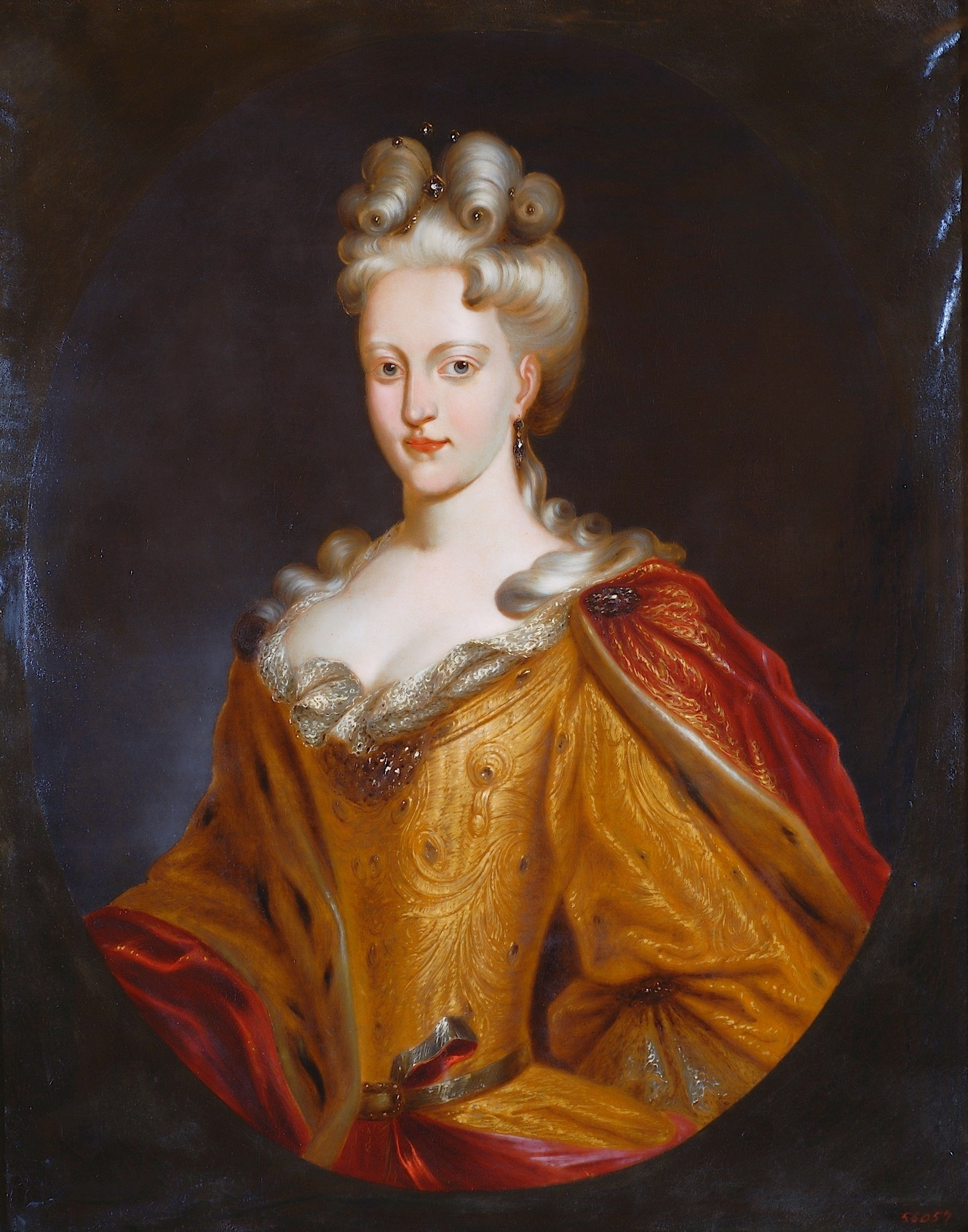
Německo
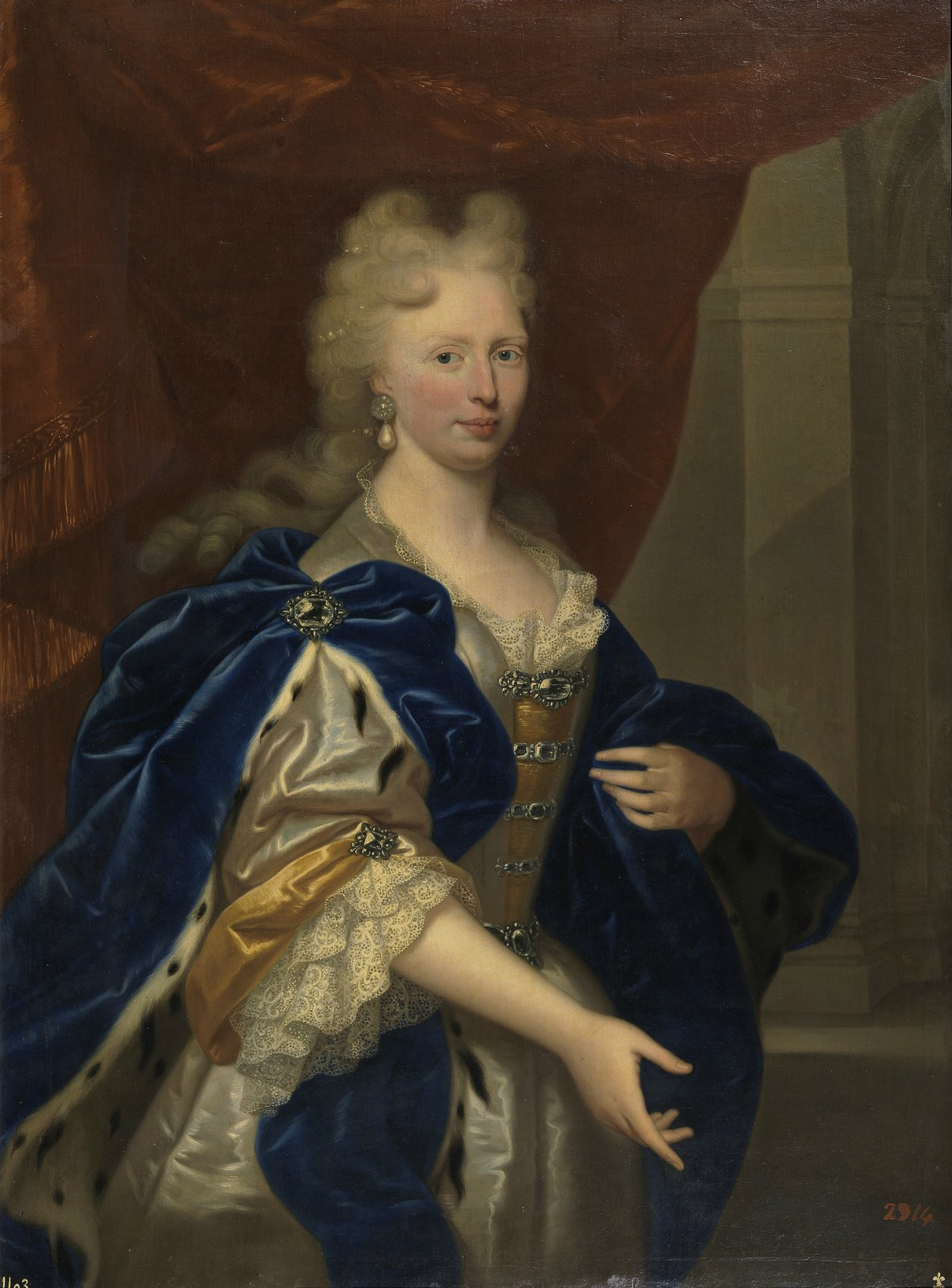
Itálie
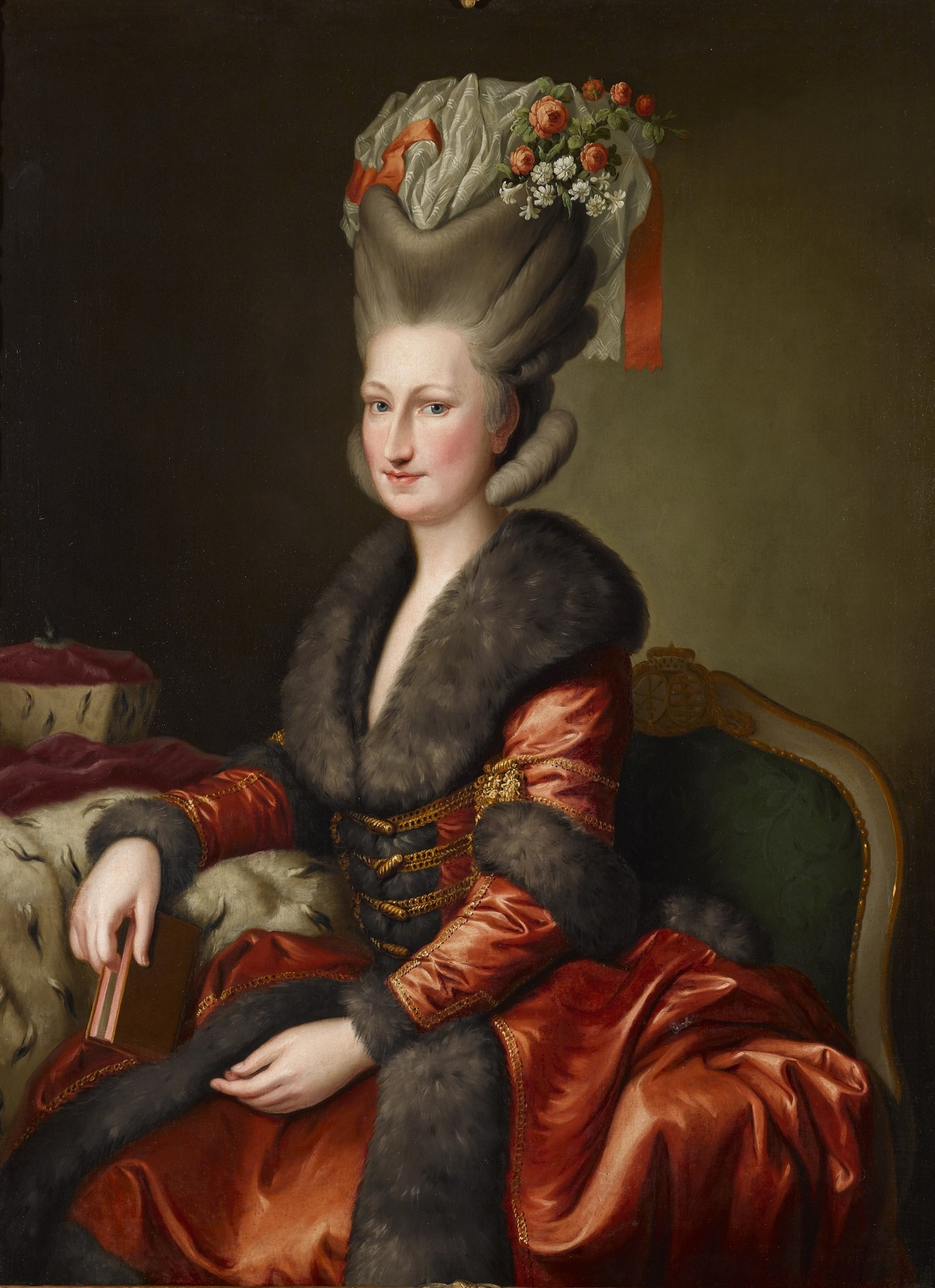
Německo
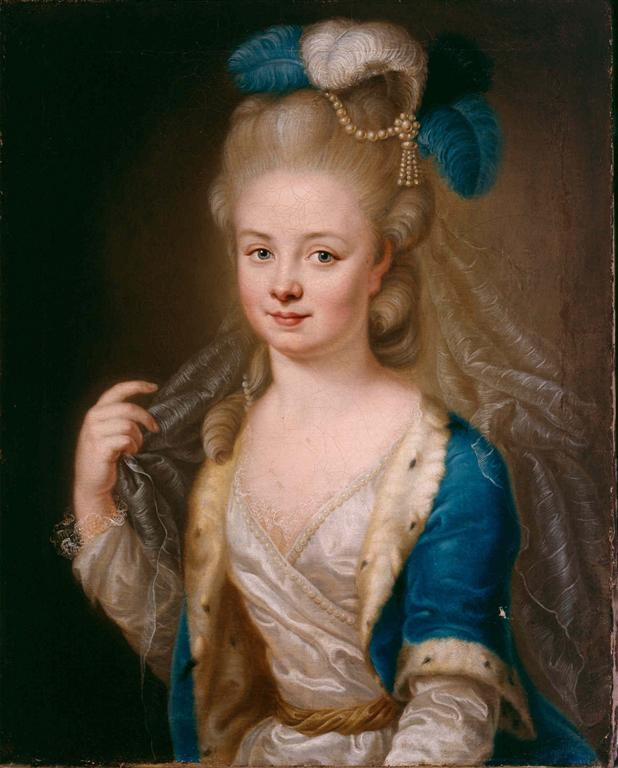
Německo
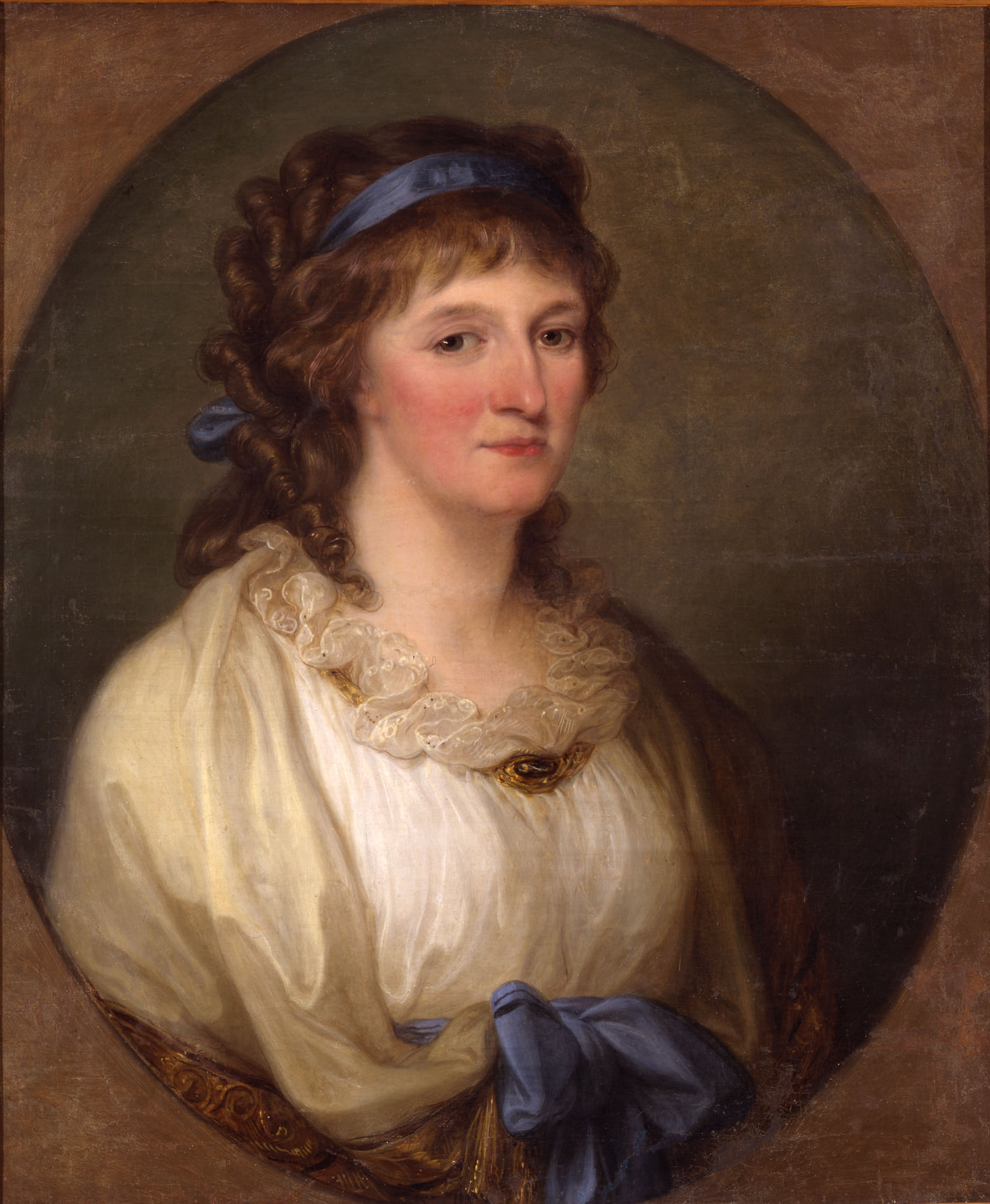
Německo
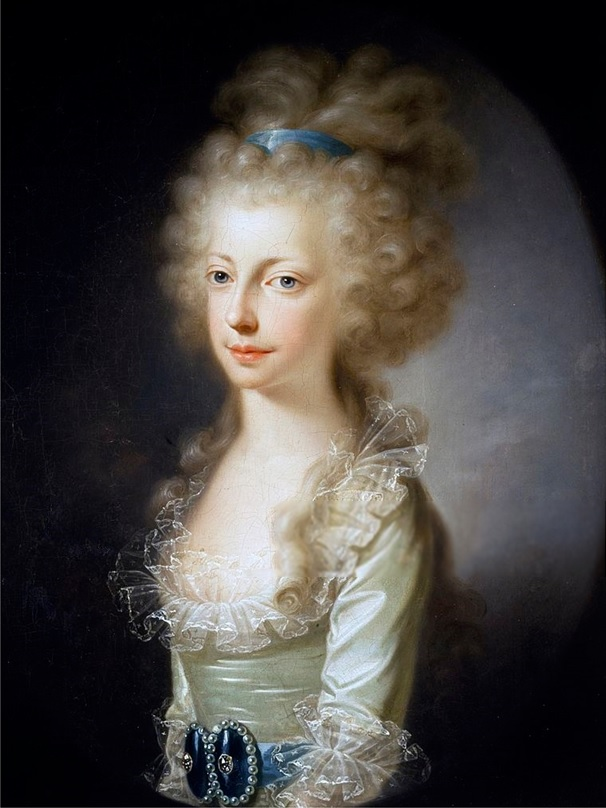
Rakousko
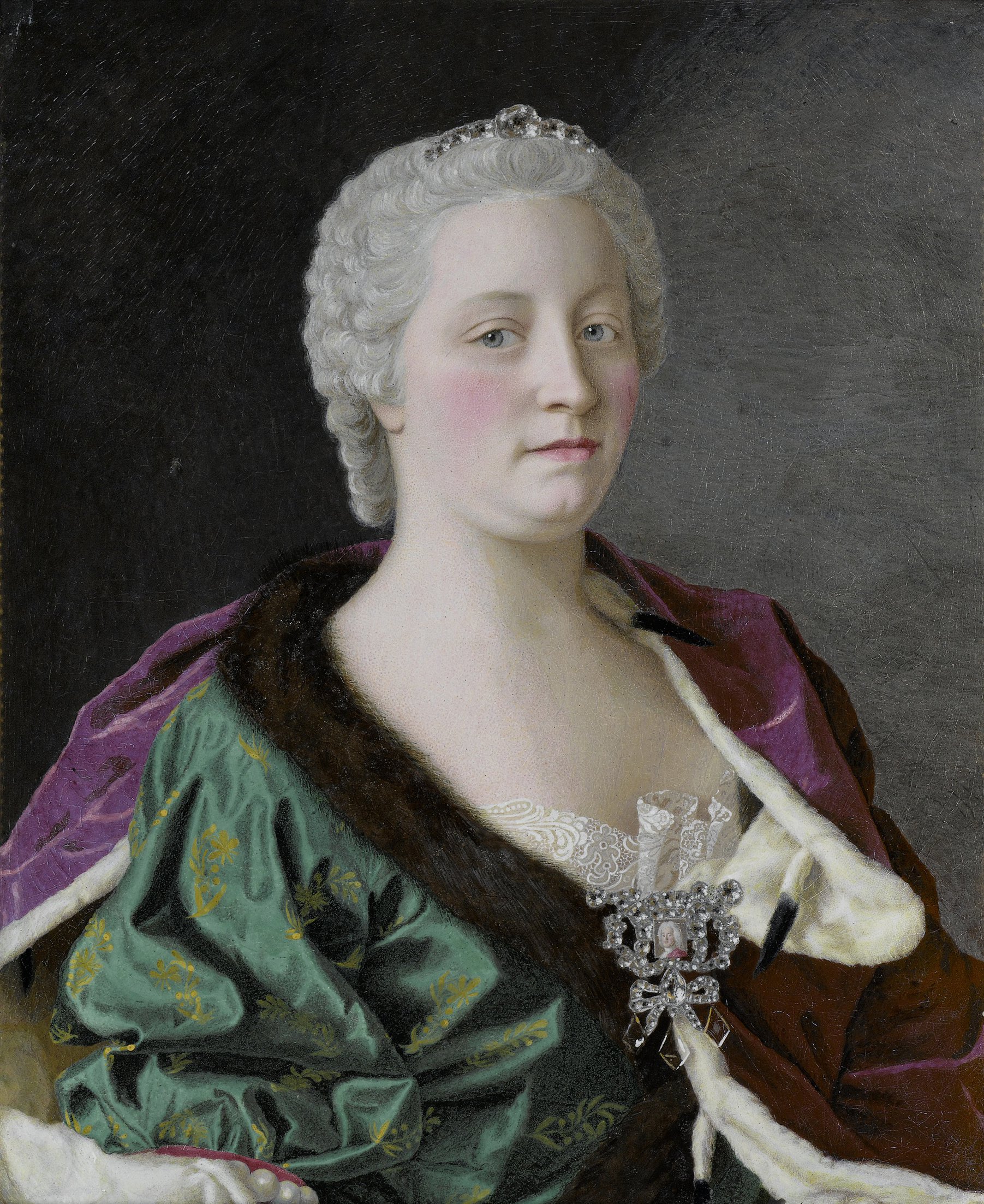
Rakousko
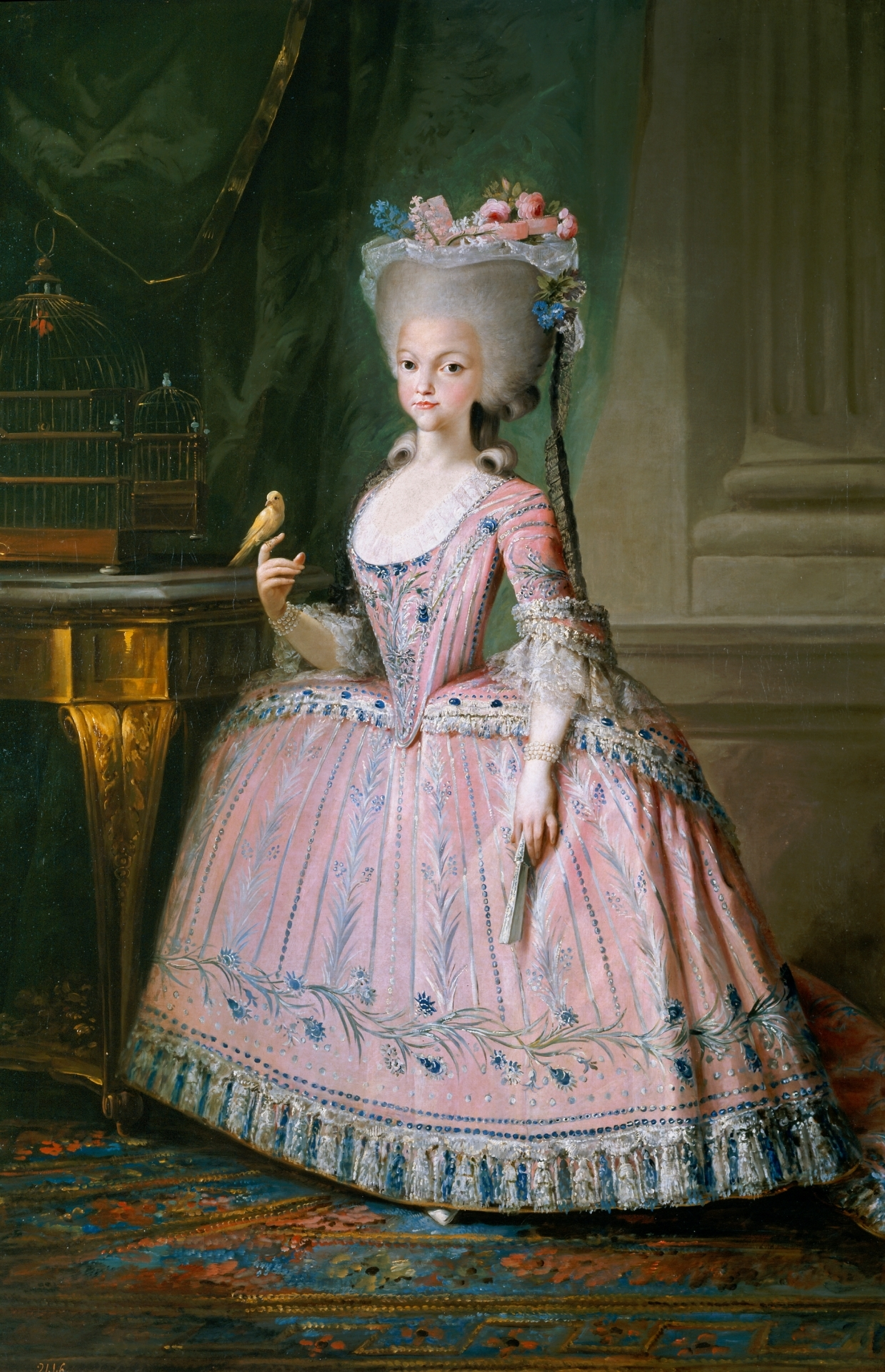
Španělsko
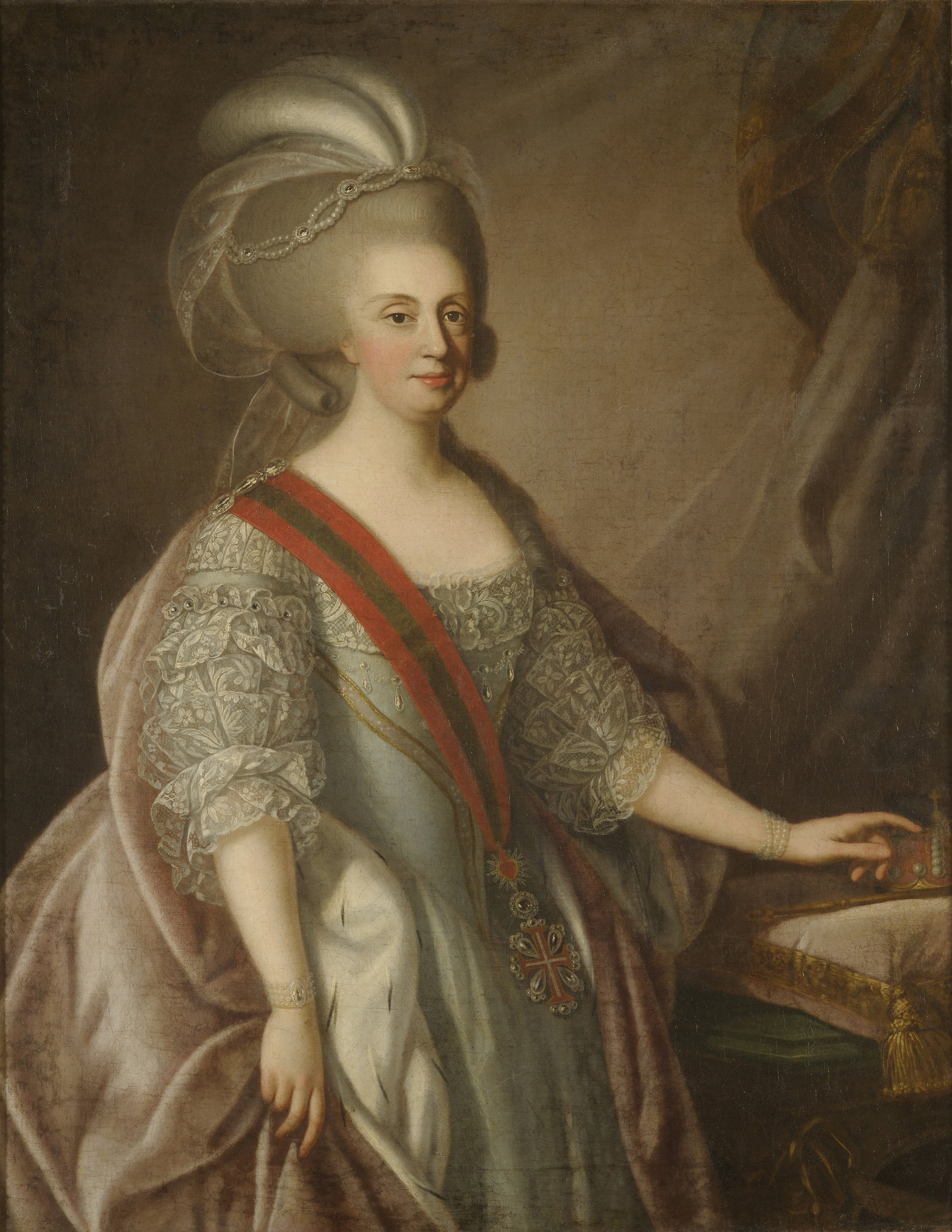
Španělsko
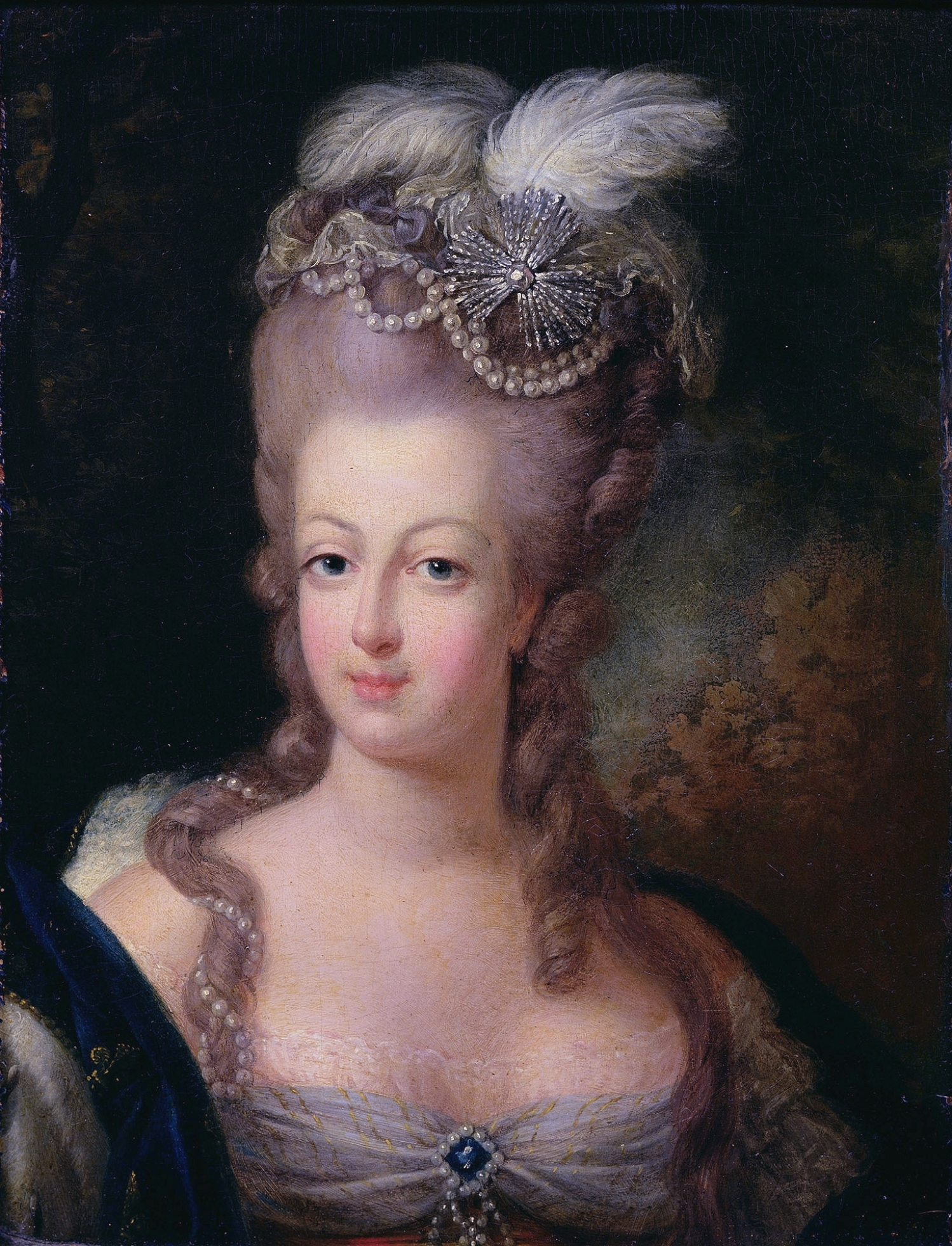
Francie
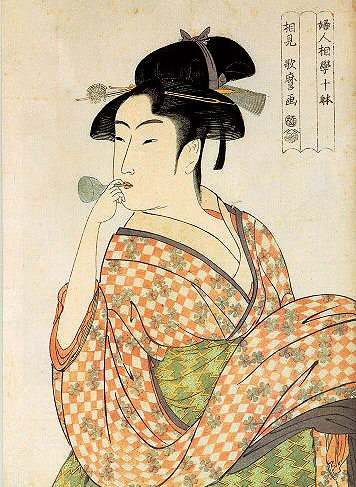
Japonsko
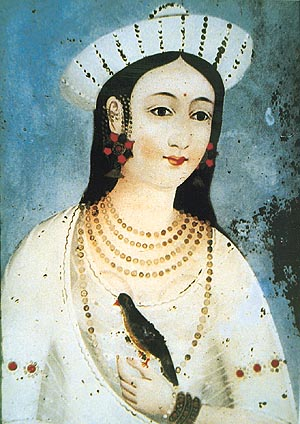
Indie

#### 19. století

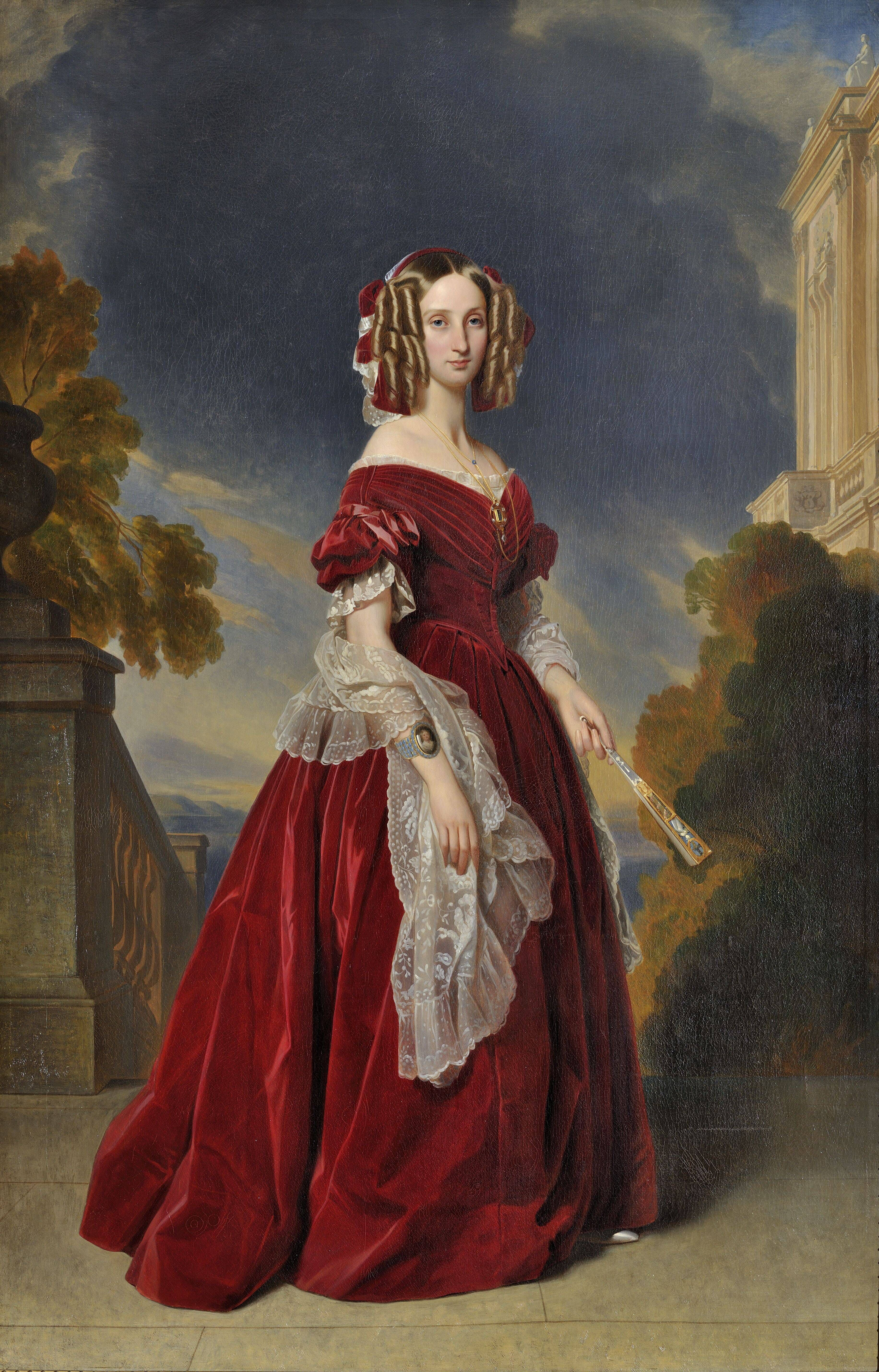
Francie
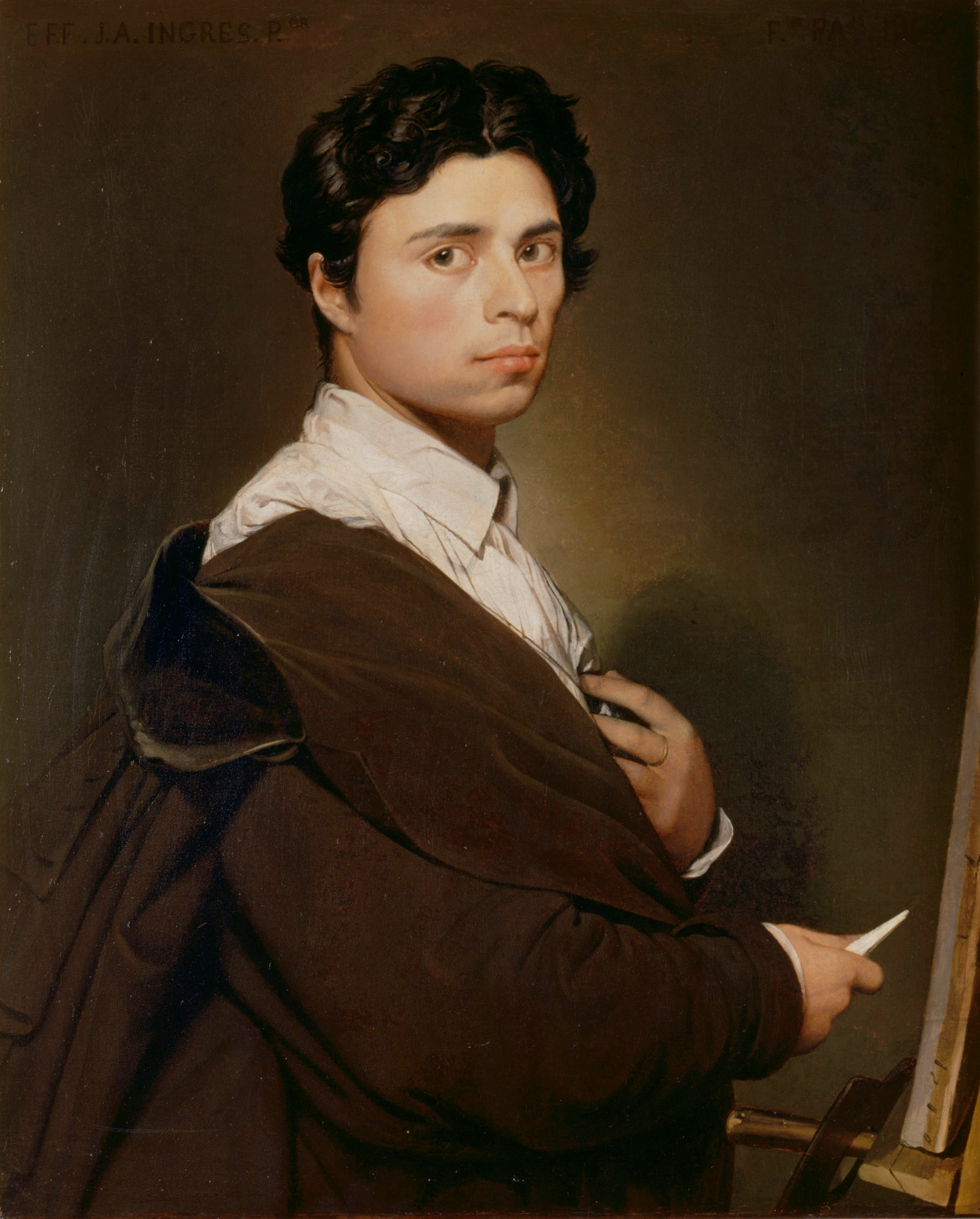
Francie
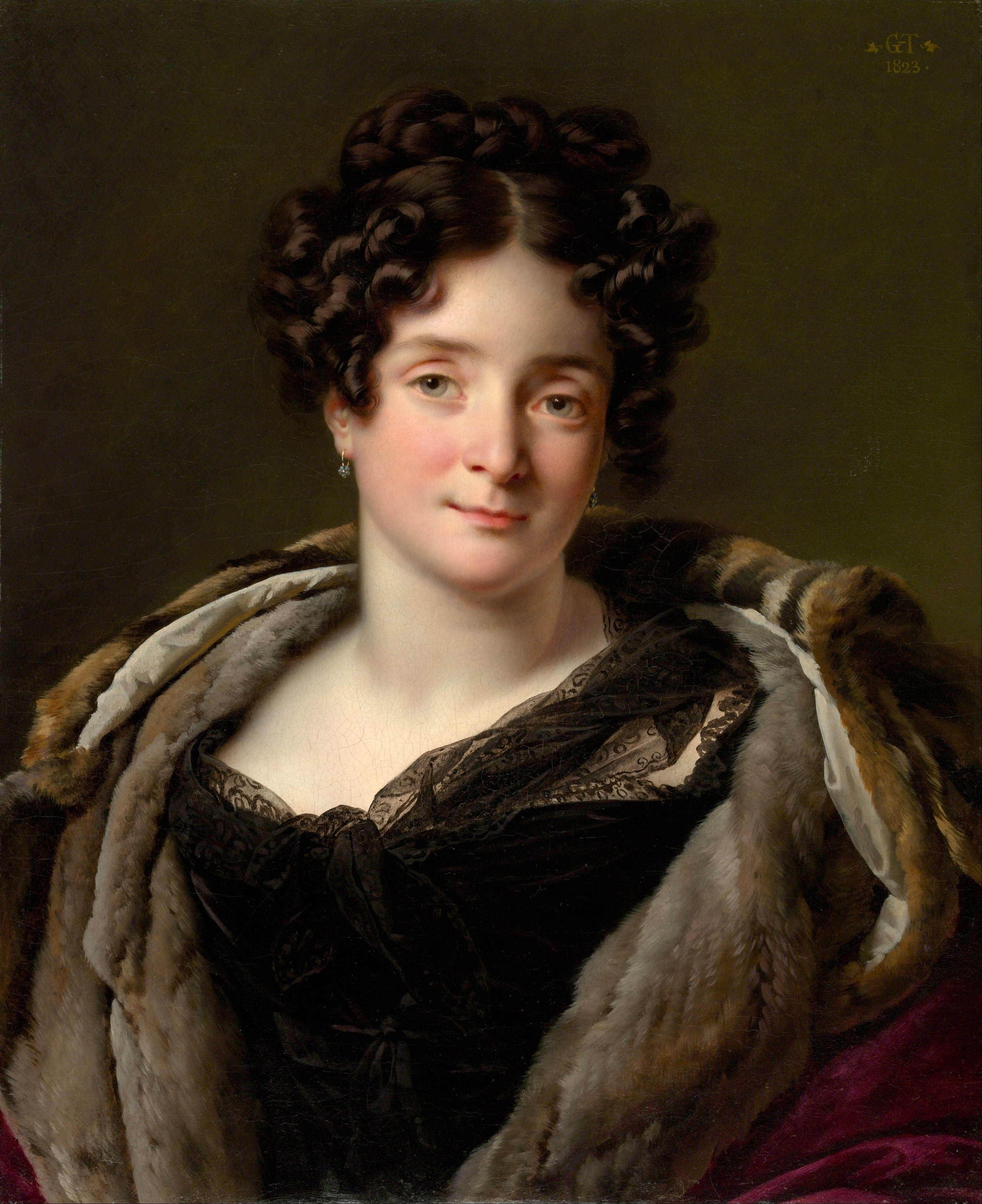
Francie
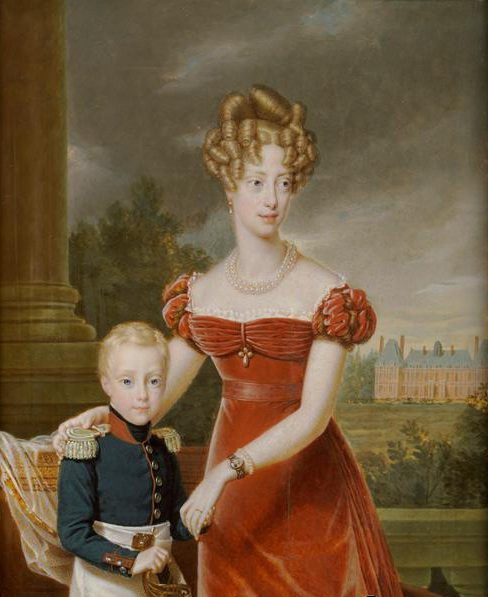
Itálie
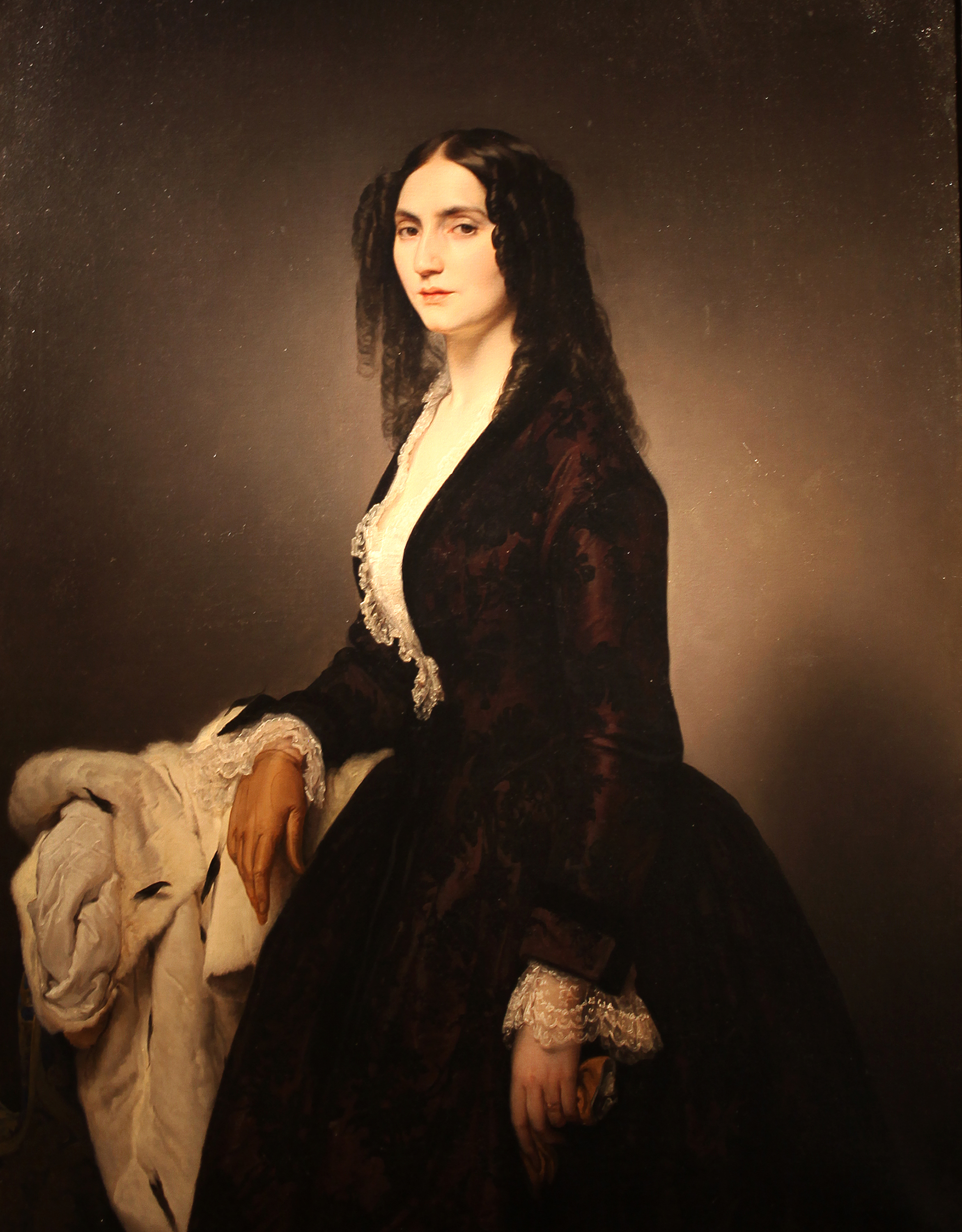
Itálie
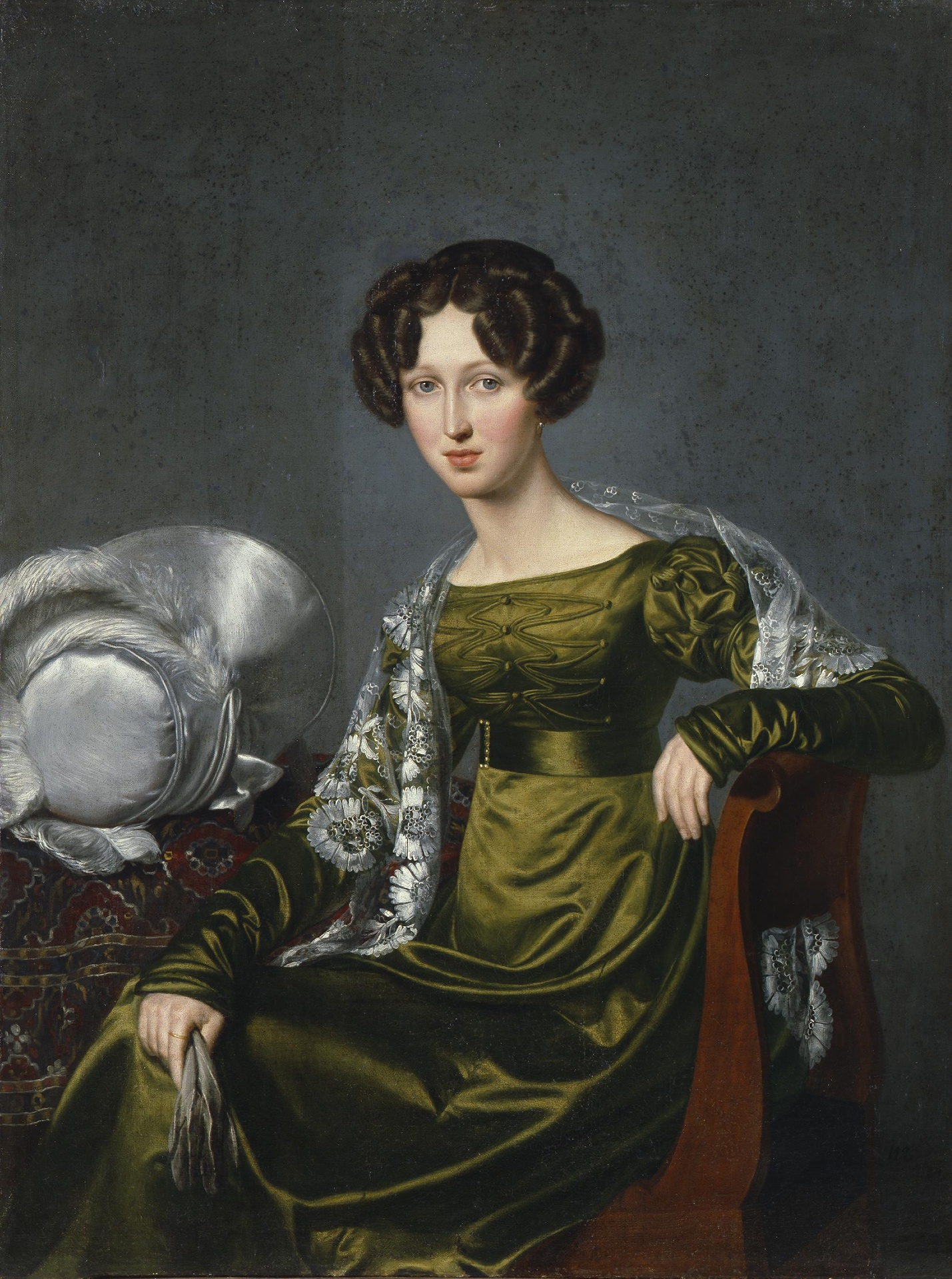
Rusko
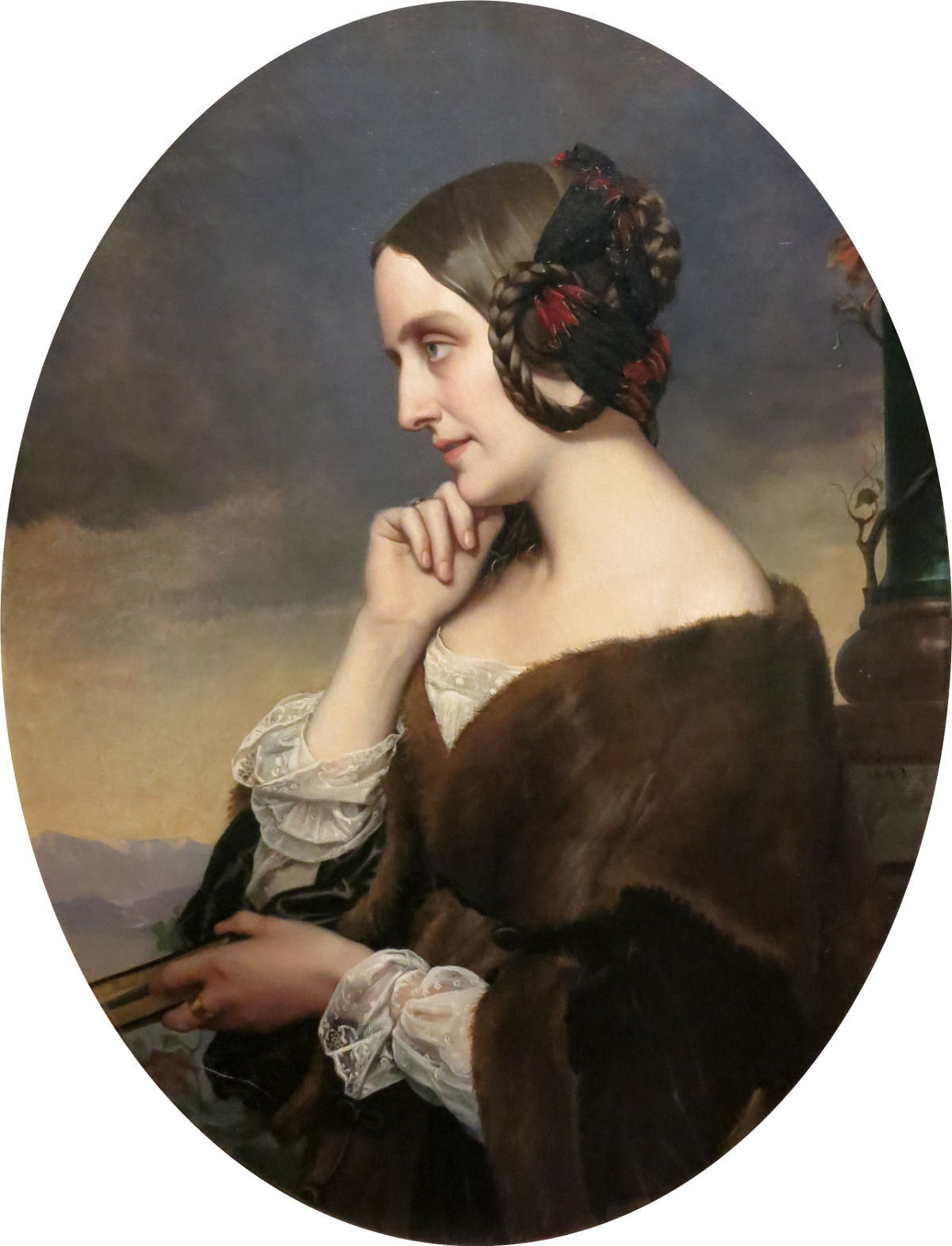
Francie
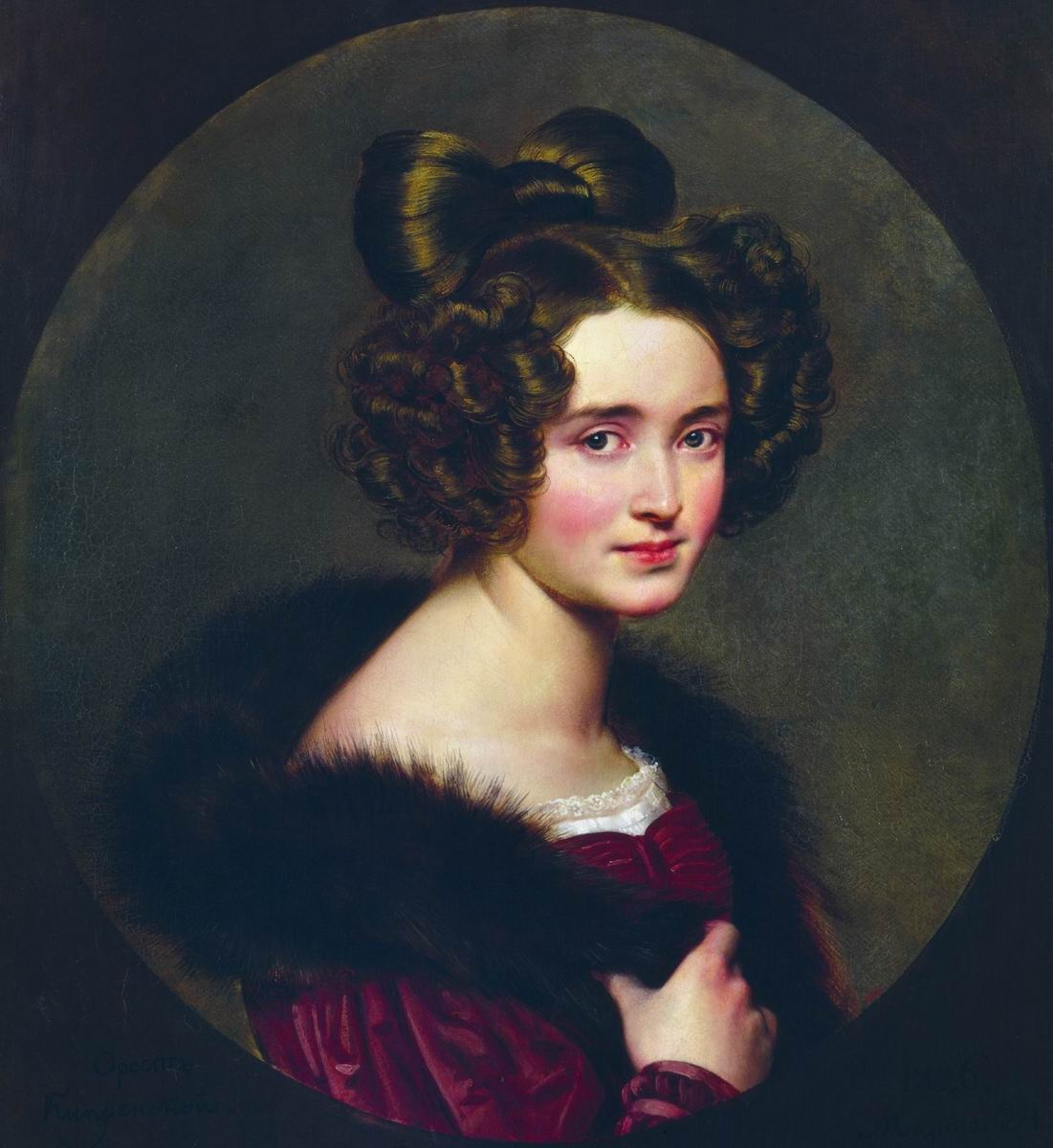
Rusko
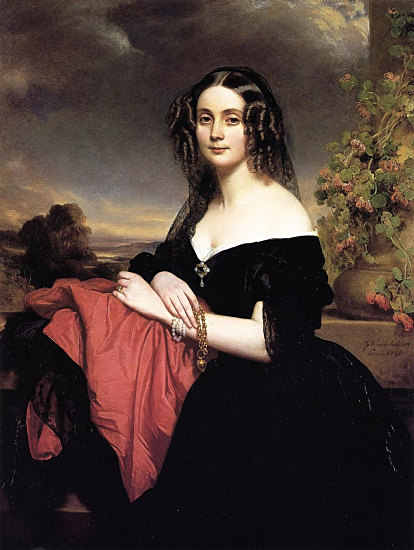
Francie
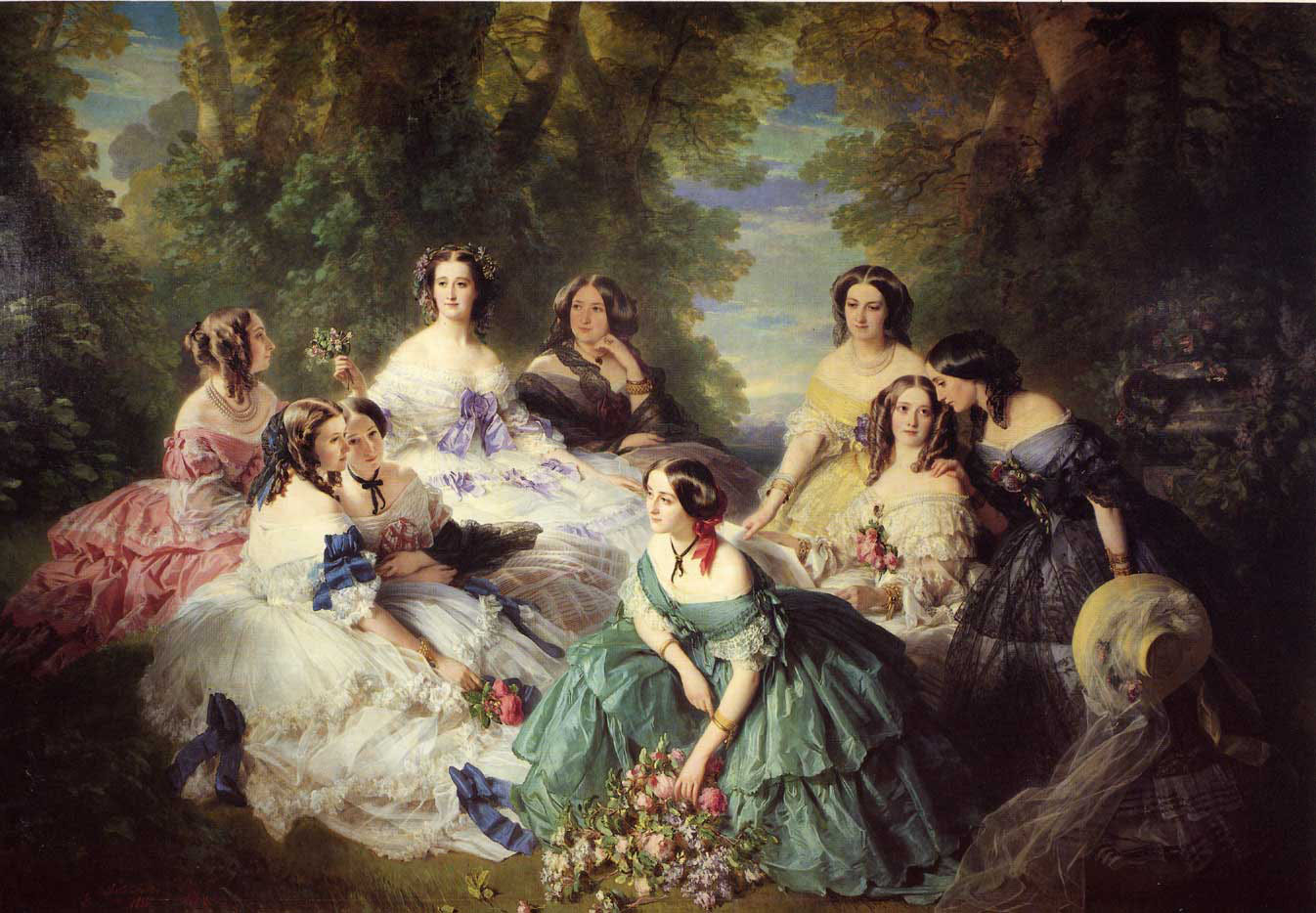
Rakousko

### 20. století

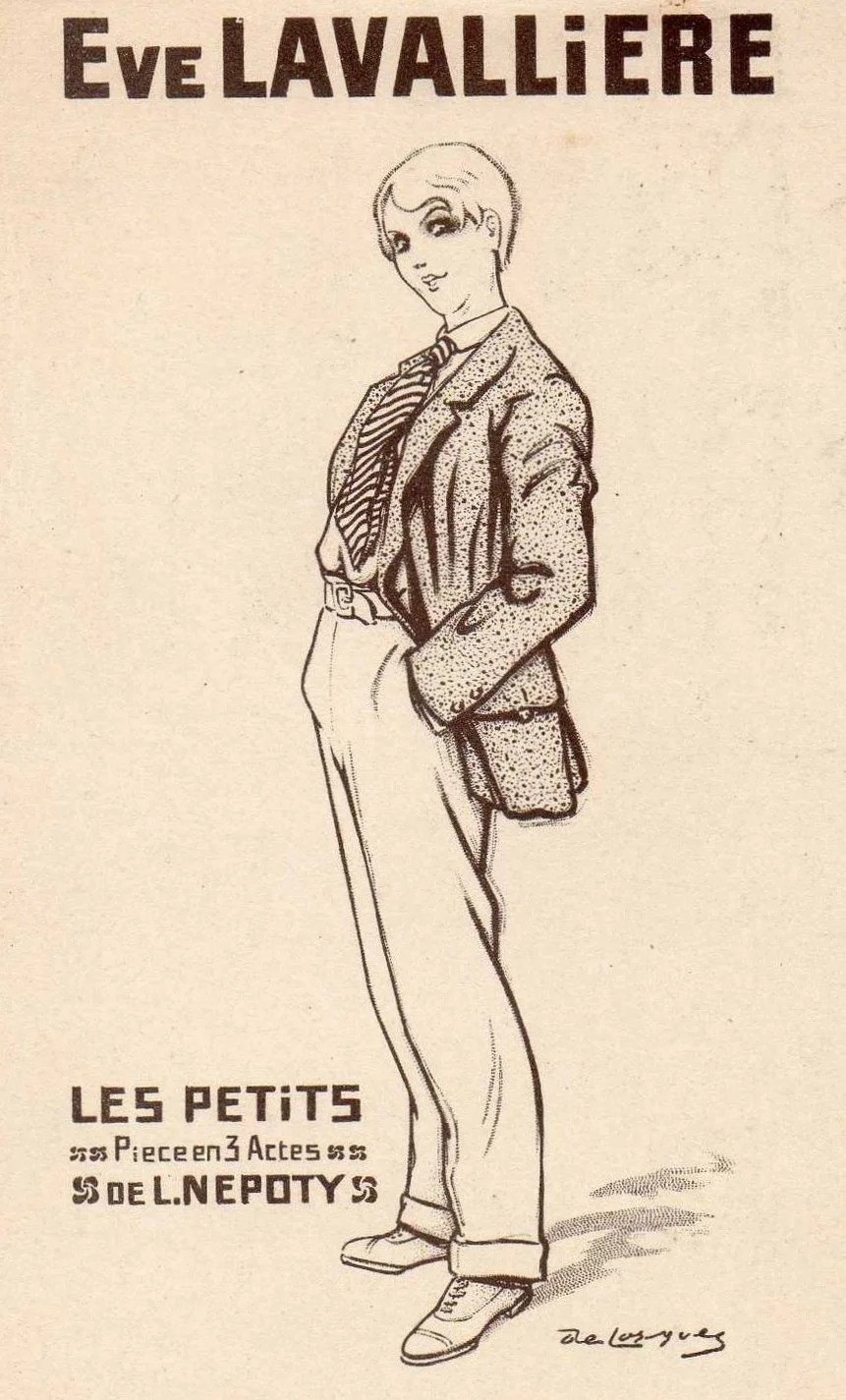
Kresba herečky s účesem „na kluka“ (1912)

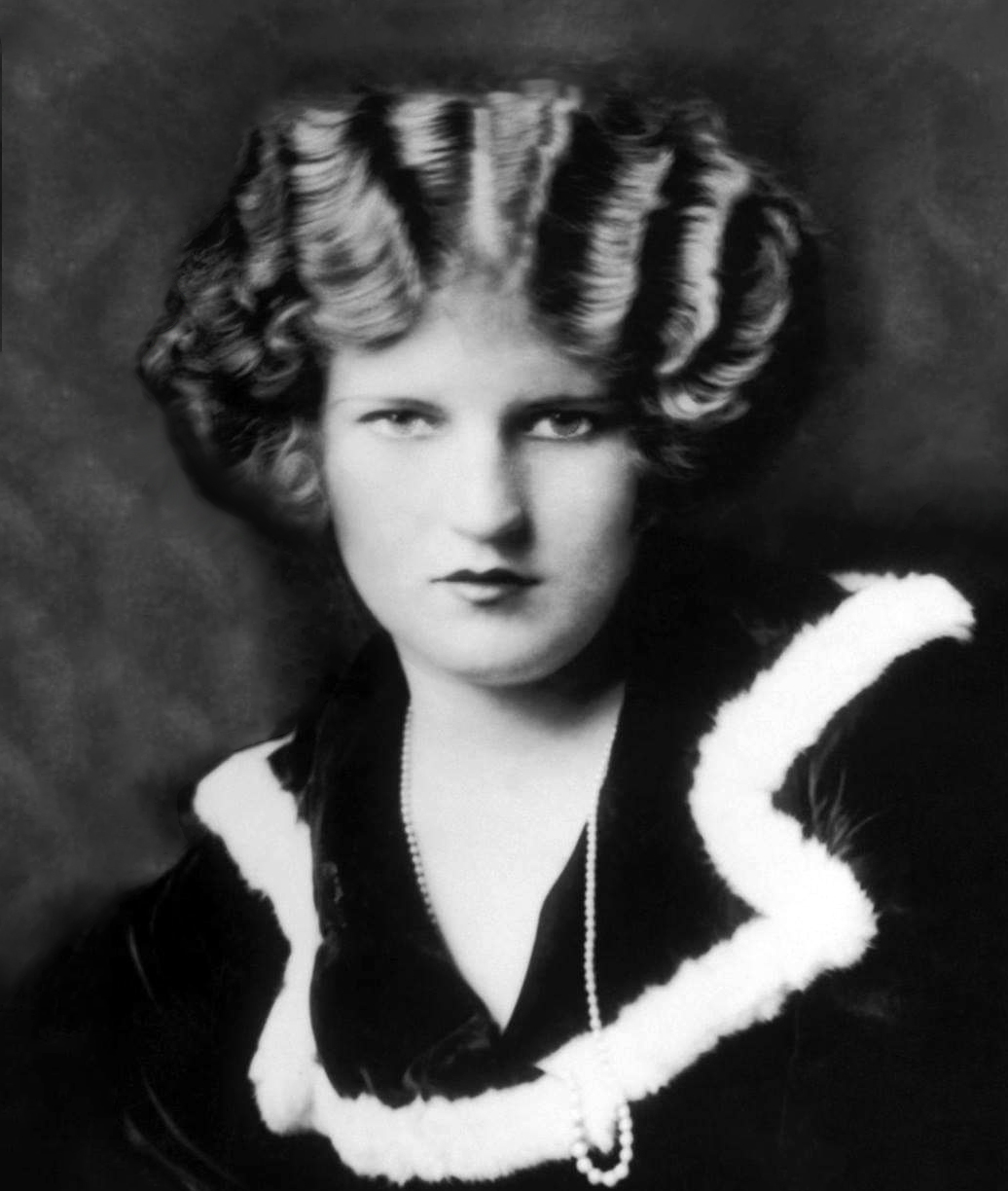
Digitálně upravená fotografie Zeldy Fitzgeraldové (1923)

Na počátku dvacátého století si pomocí účesu mohly ženy odhalit krk a uši. Již dříve bojovaly za svá práva a sufražetky si stříhaly vlasy k ramenům. V prvním desetiletí 20. století se stal populární krátký účes francouzské divadelní herečky Eve Lavallière, jehož autorem byl kadeřník polského původu, Antoni Cierplikowski. Začátek století přinesl nové přípravky na vlasy a fén.
Účesy z krátkých vlasů se staly módními ve dvacátých letech 20. století. Ženy nosily krátkou ofinu a vyholený krk podle románu La Garçonne (Chlapec) Victora Margueritta, také jim byla inspirací Coco Chanel se svým pážecí účesem. Tyto účesy odpovídaly stylu flapper, který se nosil po první světové válce. Třicátá léta přinesla módu dlouhých vlasů a oblíbenou barvou se stala platinová blond. Účesy tvořily jemné vlny a kudrliny na delších i krátkých vlasech. Mezi trendy patřilo vlnité mikádo (bob) sahající pod uši nebo také prstové vlny, kdy se mokré prameny vlasů přetáčely přes prsty a připínaly sponkami.
Počátek čtyřicátých let 20. století byl obdobím druhé světové války. Centrum módního světa se v této době přesunulo z Evropy do Spojených států amerických. Byly uzavřeny evropské módní domy a část se jich přesunula do USA. Ikonami stylu čtyřicátých let se staly filmové hvězdy jako byla Lauren Bacallová, Marlene Dietrichová, Ava Gardner nebo Rita Hayworthová. Navzdory probíhající válce budila tato dekáda zdání elegance a účesů, kde dominovala ženskost. Oblíbené byly tzv. hollywoodské lokny, které se vytvářely pomocí natáček na vlasy nebo válečků. Vlasy se česaly na stranu. Byly zastrčené za ušima a stažené gumičkami, které se používaly při vytvoření účesu oblíbeného pin-up stylu.
Během padesátých let 20. století se styly účesů začaly postupně diferencovat. Přetrvávaly výrazné vlny a kudrdlinky. Módní ikonou se stala Marilyn Monroe. Podle dochovaných amerických plakátů se nosila čelenka s mašlí. Ženy i přes omezenou dostupnost kosmetických přípravků experimentovaly se svými vlasy.

Šedesátá léta přinesla opět módní dlouhé vlasy. Ženy k dosažení požadovaného vzhledu používaly příčesky. Trendy jako v každé době určovaly filmové a divadelní herečky. Důležitý pro stylový účes byl objem (drdol), který doplňovaly stuhy, šátky a brože. Důležitým doplňkem byla široká čelenka uprostřed natupírovaných vlasů a rovná ofina. Další styl této doby propagovala modelka Twiggy se svým ultra krátkým střihem Garson (přeloženo z francouzštiny jako „chlapec“). Podobným velmi žensky působícím účesem byla známá herečka Audrey Hepburnová.

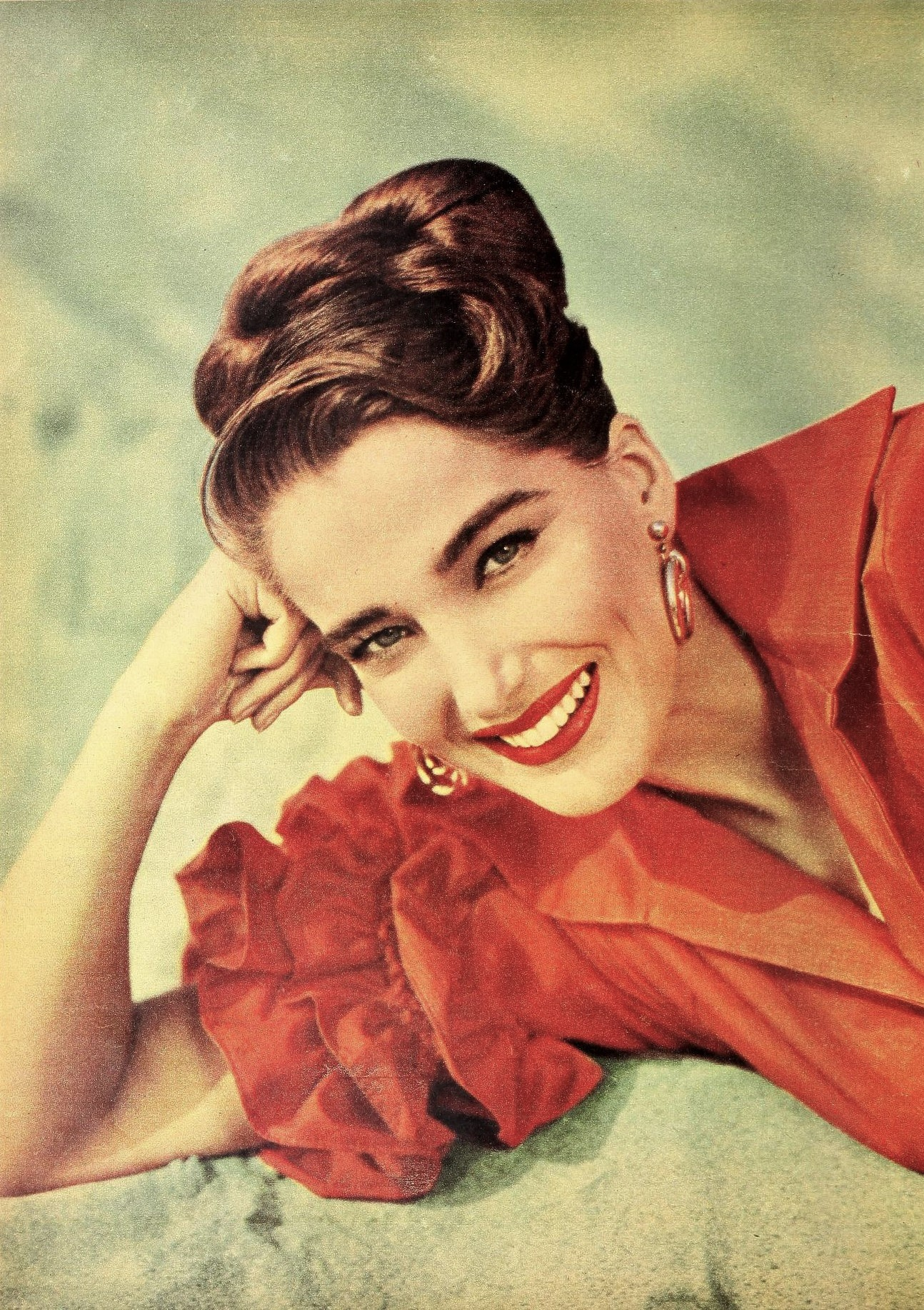
americká herečka Julie Adamsová (1953)
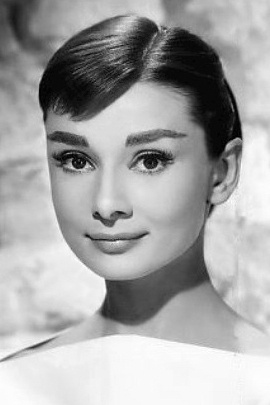
Audrey Hepburnová (1956)
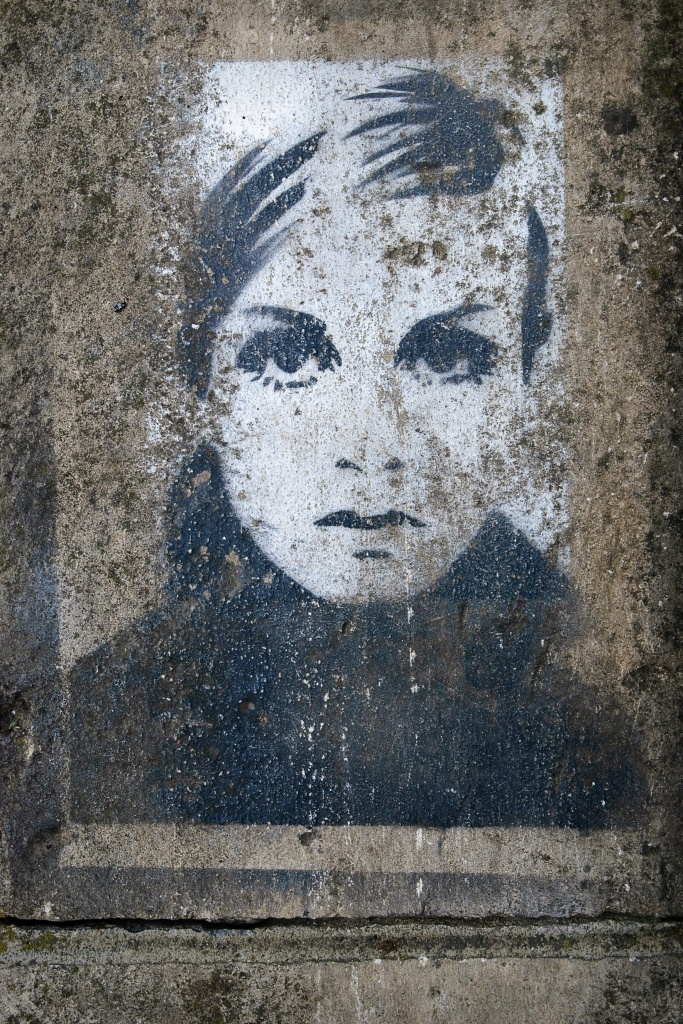
Twiggy – graffiti
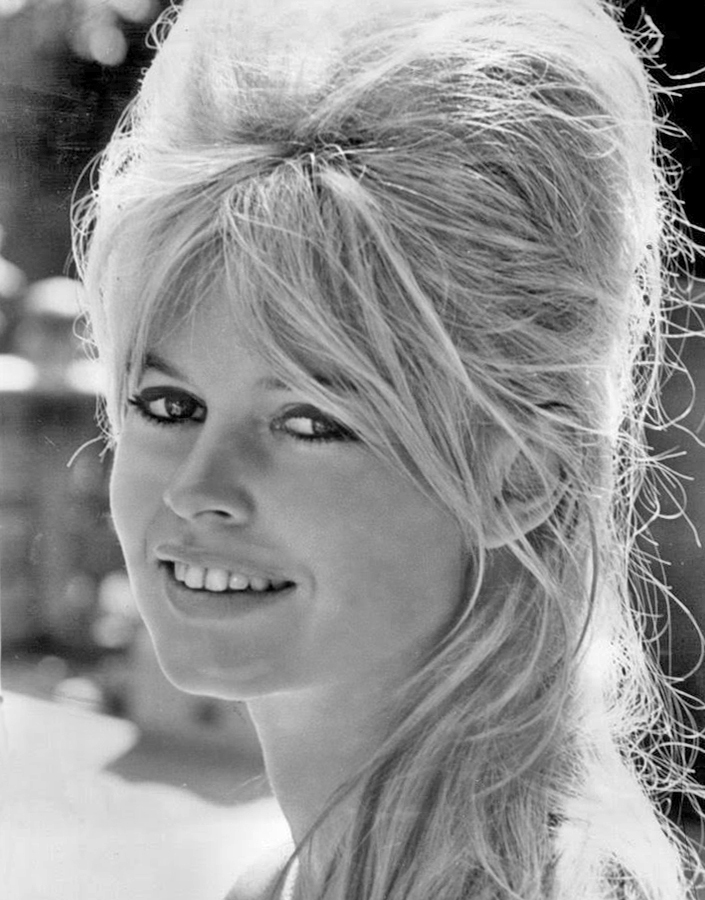
Brigitte Bardotová (1962)
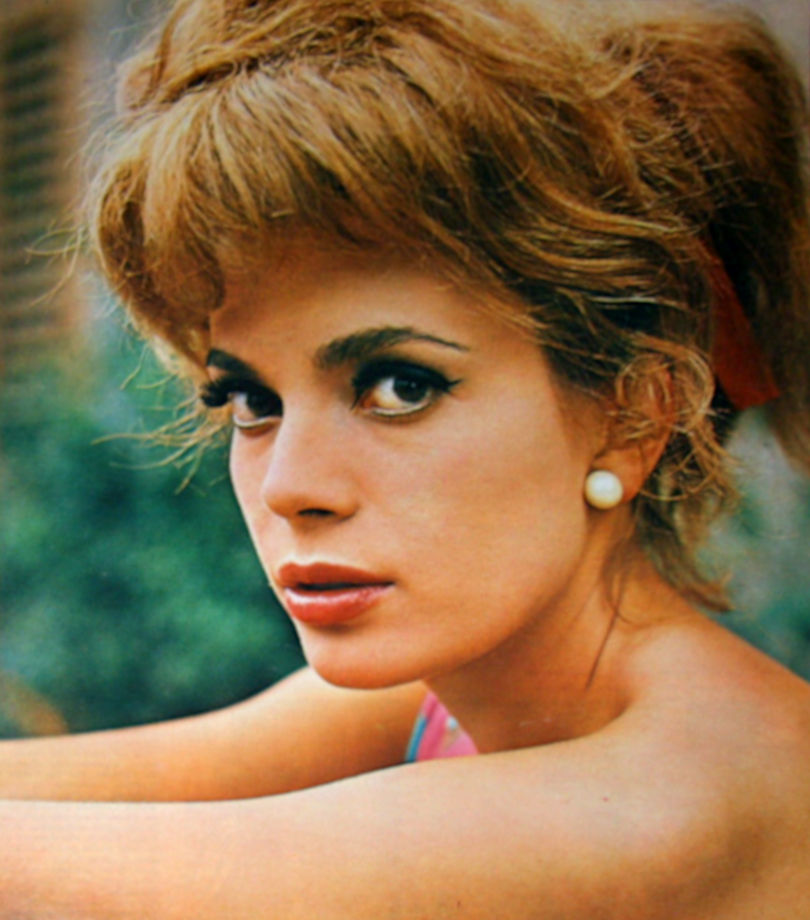
italská herečka Stefania Careddu (1967)

Dlouhé rozpuštěné vlasy pro ženy i muže – to byla sedmdesátá léta 20. století. Módu i účesy ovlivnilo hnutí hippies (styl afro nebo dredy). Jako doplňky se používaly turbany, čelenky a především čerstvé květiny.
V této době se objevil také vrstvený střih vlasů. Pomocí kulatého kartáče (hřebenu) a fénu se vytvářel bohatý účes, který doplňovaly květiny. Ikonou stylu byla herečka Farrah Fawcett. Střih „Shag Cut“ se stal hitem pro snadnou úpravu dodávající vlasům bohatý objem. Stupňovitý střih bez složitých úprav vytvářel „rozcuchaný“ vzhled. Nosil se na rovných i vlnitých vlasech. Důležitá byla i dlouhá ofina. Toto desetiletí přineslo pěnu a lak na vlasy pro lepší pevnost účesu.
Mezi ikony osmdesátých let 20. století patřili například Nena, George Michael, Madonna. V tomto desetiletí vytvářeli kadeřníci módní účesy s mohutným objemem nebo vlnami „popírajícími gravitaci“. Oblíbená byla trvalá i krátké asymetrické účesy. Mezi muži byl oblíbený střih mullet. Tupírovací hřebeny se používaly velmi často stejně jako množství laku, aby účes držel tvar. Propagátorkou sportovních účesů byla Jane Fondová s čelenkou a vysokým culíkem, který se nosil na straně hlavy. Rozkvět zažívaly také punkové účesy.
Poslední desetiletí 20. století bylo obdobím různých stylů. Na počátku devadesátých let se mnoho žen inspirovalo krátkým střihem princezny Diany. Velmi žensky působil účes topmodelky Cindy Crawford. Podle vzoru Courney Love si mladé ženy odbarvovaly vlasy na populární špinavou blond. Po debutu zpěvačky Janet Jacksonové ve filmu, se staly její dlouhé vlasy spletené do tenkých copánků hitem. Také účes Jennifer Aniston ze seriálu Přátelé si oblíbilo množství žen na celém světě. První barevné proužky ve vlasech dívek se objevily po vystoupení hudební skupiny Spice Girls. V elegantním účesu z krátkých vlasů se objevila v roce 1997 herečka Winona Ryder. Neexistovaly žádné zásadní trendy týkající se účesů, délky nebo barvy vlasů. Novým trendem se stala svoboda týkající se i osobního vzhledu.

#### Mužské účesy dvacátého století
Také účesy mužů podléhaly módě. Na počátku 20. století nosili pánové napomádované, uhlazené vlasy s pěstovaným knírem. Ve třicátých letech ovlivnil styl pánských účesů rozmach filmu. Módními se staly účesy hvězd stříbrného plátna. Padesátá léta přinesl muzikál Pomáda patku a přesný střih vlasů. Podle Elvise Preslyho patřil do vlasů gel a hřebínek do zadní kapsy kalhot.
Šedesátá léta přinesla větší změnu pánského střihu podle hudební skupiny The Beatles. Účes byl tvořen delšími vlasy, které byly sčesány dopředu. Vlasy se česaly přes uši i límec košile. Éra hippies přinesla dlouhé vlasy u mužů, které vydržely až do osmdesátých let, kdy se nosili účesy s vlasy zastřiženými a  sčesanými dozadu. Módní byl mokrý vzhled. Další desetiletí se pánské vlasy prodloužily. Módní byly kvalitními střihy a účes působil nedbale až rozcuchaně.  Na přelomu tisíciletí udávali styl metrosexuálové. Trendy se staly dlouhé vlasy sepnuté do culíku a vousy (hipsteři nebo lumbersexuálové).

## Příklady účesů

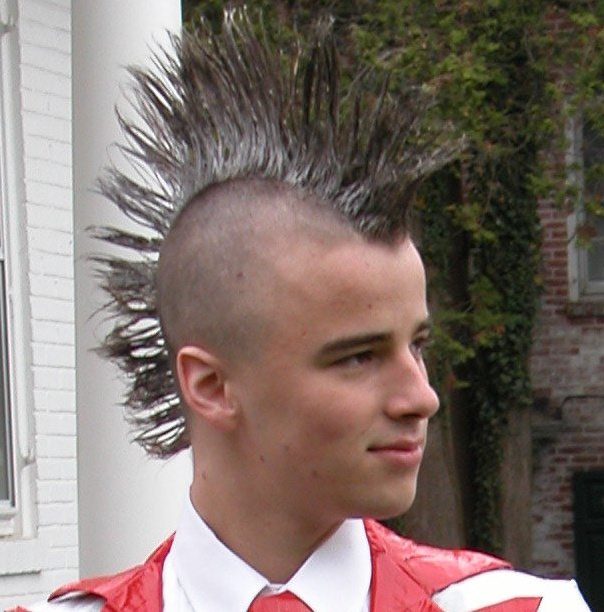
Číro
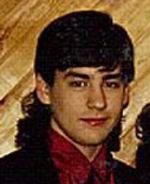
mullet
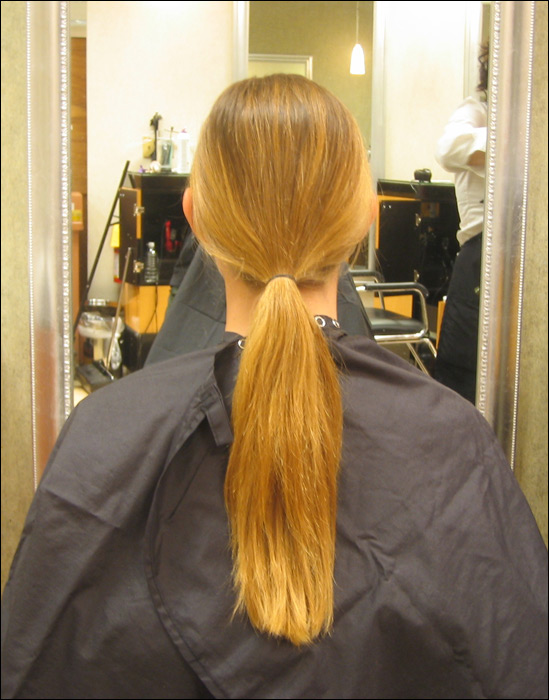
Ohon
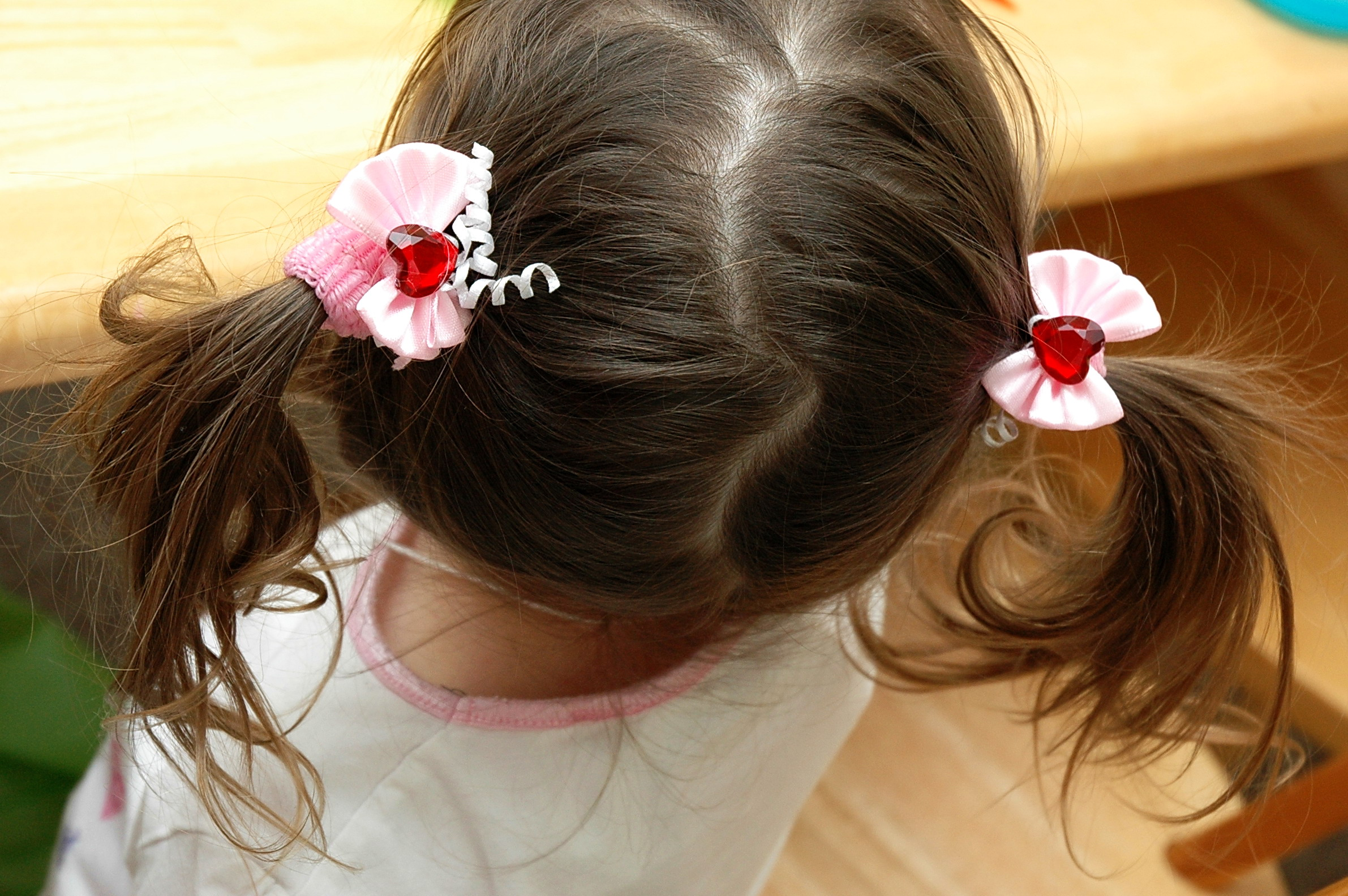
culík (zde dva)
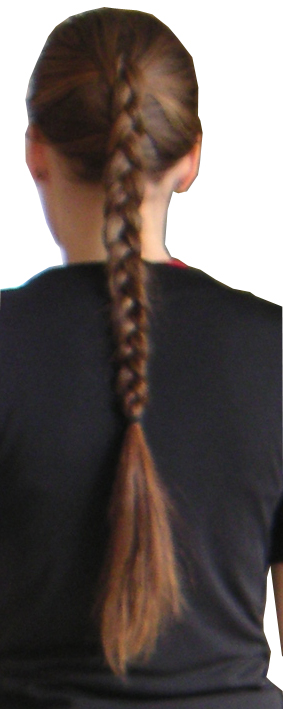
cop
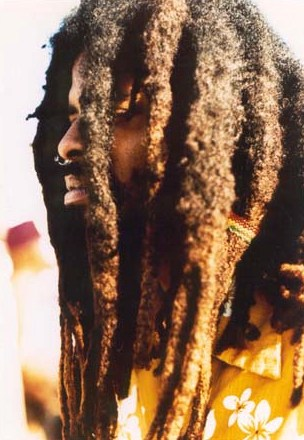
dredy

## Účes s prodlouženými vlasy
Díky různým metodám prodlužování vlasů můžeme s účesy experimentovat více než kdy jindy. Některé metody prodlužování jsou trvalejší: prodlužující vlasy se připevní některou chemickou metodou k vlastním vlasům a několik měsíců tak drží. S těmito vlasy lze vytvářet účesy stejně jako s vlastními vlasy. Další metody jsou krátkodobé: clip-in vlasy nebo různé příčesky se připevní k vlastním vlasům mechanicky. Ty lze kdykoli sundat a znovu nasadit. Díky novým metodám prodloužení vlasů se nabízí mnoho nových možností, jak změnit svůj účes, aniž by člověk musel čekat, než mu dorostou vlastní vlasy.

## Gumička do vlasů
Gumička do vlasů je doplněk do vlasů sloužící k jejich přichycení nebo k vytvoření účesu (cop, culík apod.). Gumičky do vlasů mají různé barvy, velikosti, mohou být potažené mnoha různými materiály. Nejčastěji se používá gumová látka nebo bavlna, ale například i hedvábí.

## Některé české populární účesy
| Obrázek | Název    | Pohlaví       | Popis |
| ------- | -------- | ------------- | --- |
|         | na havla | mužský        | Plný, na tupo střižený účes , údajně pojmenovaný podle účesu Karla Havlíčka Borovského. |
|         | na emana | mužský        | Patrně známý dobře již za první republiky; v 50. letech 20. století označení účesu „á la Elvis“: vlasy vyčesané doprostřed hlavy do čupřiny, po stranách naopak přičesané. V Praze spojován s kadeřníkem Emanuelem Kodýmem (důvěrně Eman). |
|         | na ježka | mužský/ženský | Krátké stojící vlasy, v ČR v 60. letech 20. století mužský účes, po roce 1990 i ženský účes. |

Po invazi vojsk do Československa v roce 1968, resp. v 70. letech 20. století vznikl vtip o zakázaných účesech: na HAVLA, na KOHOUTA a na JEŽKA. Odkazoval k Václavu Havlovi, Pavlu Kohoutovi a Tomáši Ježkovi a patřil mezi tzv. vtipy „O zlatou mříž“.